# Roma
Roma este capitala Italiei. Situat pe malul fluviului Tibru, orașul are o istorie îndelungată, fiind de-a lungul secolelor capitala Republicii Romane, a Imperiului Roman, a Bisericii Romano-Catolice și a Italiei moderne. Roma are o populație de 2.745.819 persoane. Aria metropolitană are o populație de 4.355.725 milioane de locuitori. Este capitala regiunii Lazio și a Provinciei Roma.
Roma este un important centru turistic. Printre monumentele cele mai faimoase se numără Colosseumul și Columna lui Traian. O enclavă a Romei este și statul Vatican, un teritoriu suveran al Sfântului Scaun situat într-un cartier roman. Este cel mai mic stat din lume, și capitala singurei religii care are reprezentanță în Națiunile Unite (ca un stat observator non-membru).
Roma, Caput mundi („Capitala lumii”), la Città Eterna („Orașul etern”), Limen Apostolorum („Pragul apostolilor”), la città dei sette colli („Orașul celor șapte coline”) sau, pur și simplu, l'Urbe („Orașul”), este profund modernă și cosmopolită. Ca unul dintre puținele orașe mari ale Europei care a supraviețuit celui de-al Doilea Război Mondial relativ puțin afectat, centrul Romei rămâne renascentist și baroc în esența sa. Centrul Istoric al Romei este pe lista patrimoniului mondial UNESCO.
După căderea Imperiului de Apus, care a marcat începutul Evului Mediu, Roma a căzut încet sub controlul politic al papalității, iar în secolul al VIII-lea a devenit capitala statelor papale, care a durat până în 1870. Începând cu Renașterea, aproape toți papii, începând cu Nicolae al V-lea (1447-1455), au urmărit timp de patru sute de ani un program arhitectural și urbanistic coerent, menit să facă din oraș centrul artistic și cultural al lumii. În acest fel, Roma a devenit mai întâi unul dintre centrele majore ale Renașterii și apoi a devenit locul de naștere al stilului baroc și al neoclasicismului. Artiști celebri, pictori, sculptori și arhitecți au făcut din Roma centrul activității lor, creând capodopere în tot orașul. În 1871, Roma a devenit capitala Regatului Italiei, care, în 1946, a devenit Republica Italiană.
În 2019, Roma a fost al 14-lea cel mai vizitat oraș din lume, cu 8,6 milioane de turiști, al treilea cel mai vizitat oraș din Uniunea Europeană și cea mai populară destinație turistică din Italia.Centrul său istoric este inclus de UNESCO în Patrimoniul Mondial. Oraș gazdă al Jocurilor Olimpice de vară din 1960, Roma este, de asemenea, sediul mai multor agenții specializate ale Organizației Națiunilor Unite, precum Organizația pentru Alimentație și Agricultură (FAO), Programul Alimentar Mondial (PAM) și Fondul Internațional pentru Dezvoltarea Agricolă (IFAD). Orașul găzduiește, de asemenea, Secretariatul Adunării Parlamentare a Uniunii pentru Mediterana (UpM), precum și sediul central al mai multor companii multinaționale, precum Eni, Enel, TIM, Leonardo, și bănci precum BNL. Numeroase companii își au sediul în cartierul de afaceri EUR din Roma, cum ar fi casa de modă de lux Fendi, situată în Palazzo della Civiltà Italiana. Prezența în oraș a unor mărci internaționale renumite a făcut din Roma un centru important al modei și designului, iar studiourile Cinecittà au fost platoul de filmare a numeroase filme premiate cu Oscar.

## Nume și simbol

### Etimologie
Conform mitului fondator al vechilor romani, numele Roma provine de la fondatorul și primul rege al orașului, Romulus.
Cu toate acestea, este posibil ca numele Romulus să provină de fapt de la Roma însăși. Încă din secolul al IV-lea, au fost propuse teorii alternative privind originea numelui Roma. Au fost avansate mai multe ipoteze axate pe rădăcinile sale lingvistice, care rămân însă incerte:
- De la Rumon sau Rumen, numele arhaic al Tibrului, care la rândul său ar fi înrudit cu verbul grecesc ῥέω (rhéō) „a curge, a curge” și cu verbul latin ruō „a se grăbi, a se grăbi”
- Din cuvântul etrusc 𐌓𐌖𐌌𐌀 (ruma), a cărui rădăcină este *rum- „tetină”, cu posibilă referire fie la lupul totem care i-a adoptat și alăptat pe gemenii cu nume comun Romulus și Remus, fie la forma dealurilor Palatin și Aventin;
- Din cuvântul grecesc ῥώμη (rhṓmē), care înseamnă forță.[11]

## Istorie

### Istorie timpurie
- Regatul Roman 753–509 BC
- Republica Romană 509–27 BC
- Imperiul Roman 27 BC– 395 AD
- Imperiul Roman de vest 286–476
- Regatul Italiei 476–493
- Regatul Ostrogothic 493–536
- Imperiul Roman de est 536–546
- Regatul Ostrogothic 546–547
- Imperiul Roman de est 547–549
- Regatul Ostrogothic 549–552
- Imperiul Roman de est 552–751
- Regatul Lombarzilor 751–756
- Statele Papale 756–1798
- Republica Romană 1798–1799
- Statele Papale 1799–1809
- Primul Imperiu Francez 1809–1814
- Statele Papale 1814–1849
- Republica Romană 1849
- Statele Papale 1849–1870
- Regatul Italiei 1870–1943
- Republica Socială Italiană 1943-1945
- Regatul Italiei 1945-1946
- Italia 1946–prezent

Deși au fost descoperite dovezi arheologice ale ocupării umane a zonei Romei de acum aproximativ 14.000 de ani, stratul dens de resturi mult mai tinere întunecă siturile paleolitice și neolitice. Dovezile de unelte de piatră, ceramică și arme din piatră atestă o prezență umană de aproximativ 10.000 de ani. Mai multe săpături susțin ideea că Roma s-a dezvoltat din așezările pastorale de pe Dealul Palatin, construite deasupra zonei viitorului Forum roman. Între sfârșitul epocii bronzului și începutul epocii fierului, fiecare deal dintre mare și Capitoliu a fost surpat de un sat (pe Capitoliu, un sat este atestat încă de la sfârșitul secolului al XIV-lea î.Hr.). Cu toate acestea, niciunul dintre ele nu avea încă o calitate urbană. În prezent, există un larg consens asupra faptului că orașul s-a dezvoltat treptat prin agregarea („sinecismul”) mai multor sate în jurul celui mai mare, plasat deasupra Palatinului. Această agregare a fost facilitată de creșterea productivității agricole peste nivelul de subzistență, care a permis, de asemenea, înființarea de activități secundare și terțiare. Acestea, la rândul lor, au impulsionat dezvoltarea comerțului cu coloniile grecești din sudul Italiei (în principal Ischia și Cumae). Aceste evoluții, care, potrivit dovezilor arheologice, au avut loc la mijlocul secolului al VIII-lea î.Hr. pot fi considerate drept „nașterea” orașului În ciuda săpăturilor recente de pe dealul Palatin, opinia potrivit căreia Roma a fost fondată în mod deliberat la mijlocul secolului al VIII-lea î.Hr., așa cum sugerează legenda lui Romulus, rămâne o ipoteză marginală.

### Legenda întemeierii Romei
Articole principale: Romulus și Remus
Poveștile tradiționale transmise chiar de vechii romani explică cea mai veche istorie a orașului lor în termeni de legendă și mit. Cel mai cunoscut dintre aceste mituri, și poate cel mai faimos dintre toate miturile romane, este povestea lui Romulus și Remus, gemenii alăptați de o lupoaică, care au decis să construiască un oraș, dar, în urma unei dispute, Romulus și-a ucis fratele, iar orașul i-a luat numele. Potrivit analiștilor romani, acest lucru s-a întâmplat la 21 aprilie 753 î.Hr. Această legendă a trebuit să fie reconciliată cu o tradiție dublă, stabilită mai devreme în timp, conform căreia refugiatul troian Enea ar fi fugit în Italia și ar fi întemeiat neamul romanilor prin fiul său Iulus, omonimul dinastiei Julio-Claudiene Acest lucru a fost realizat de poetul roman Virgiliu în secolul I î.Hr. În plus, Strabon menționează o poveste mai veche, conform căreia orașul a fost o colonie arcadiană fondată de Evander. Strabon mai scrie că Lucius Coelius Antipater credea că Roma a fost fondată de greci.

### Monarhie și Republică

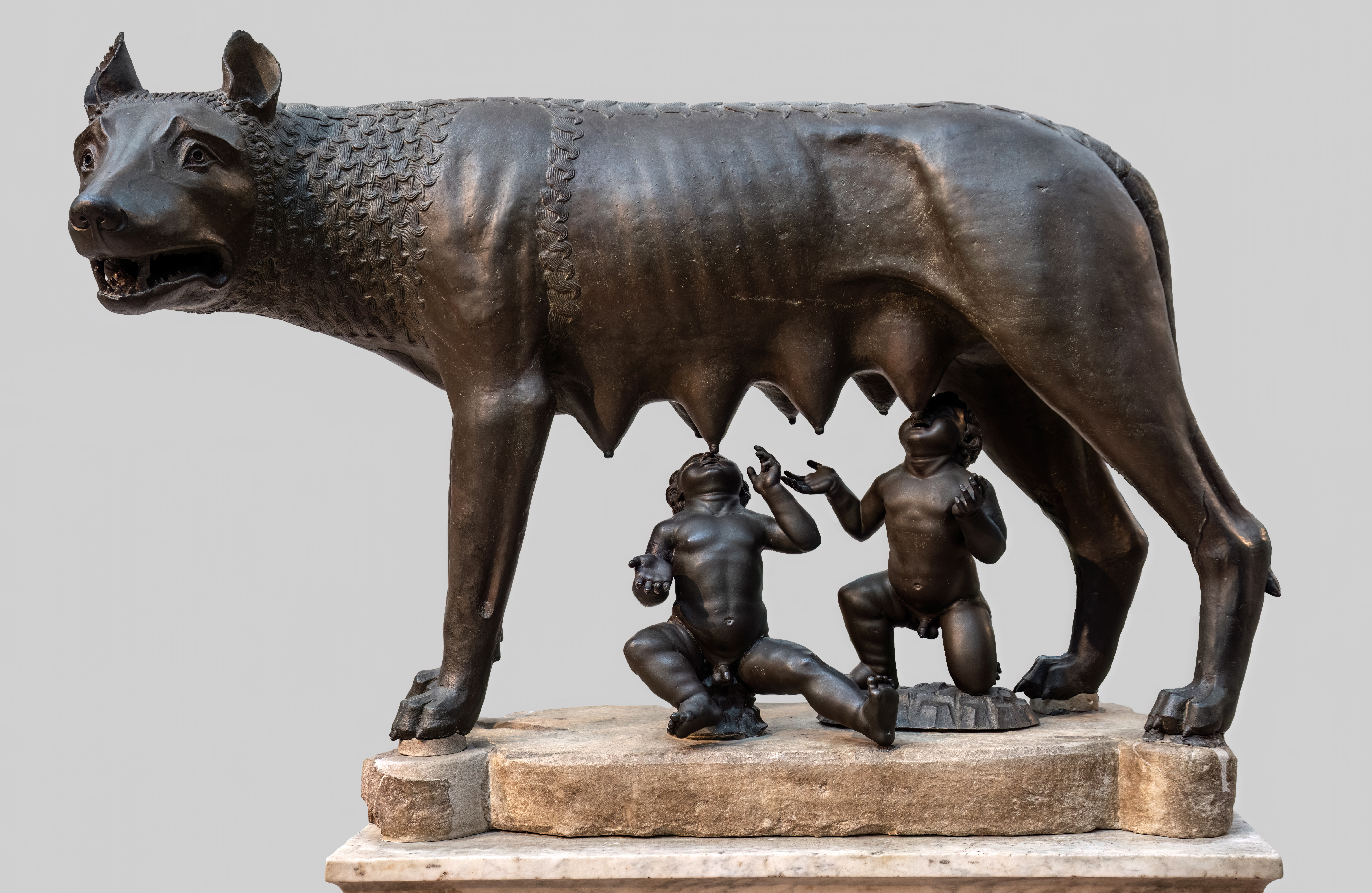
Lupoaica Capitolina, o sculptură a lupoaicei mitice care alăptează pe cei doi frați gemeni Romulus și Remus

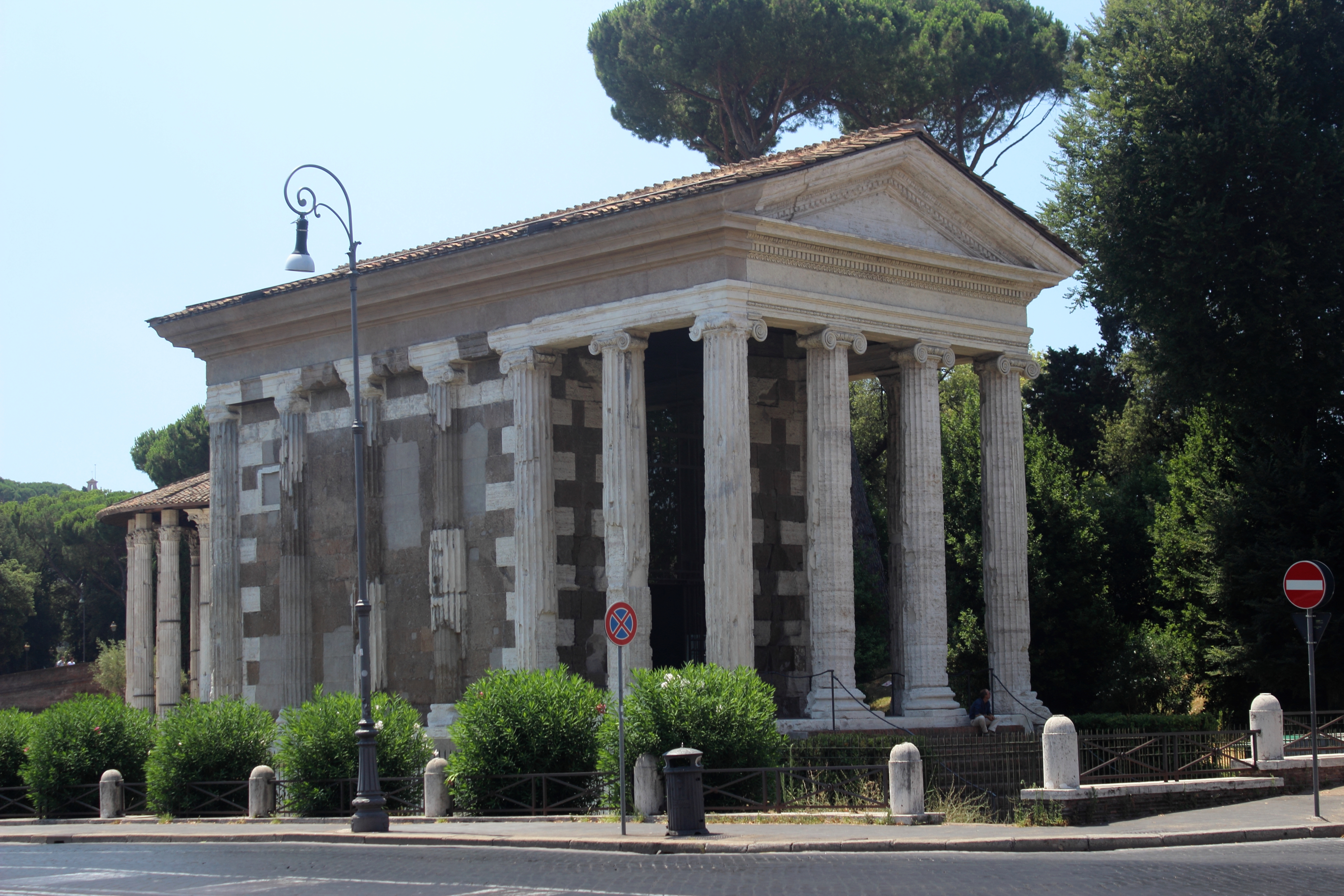
Templul lui Portunus, zeul depozitării cerealelor, cheilor, animalelor și porturilor, construit între 120 și 80 î.Hr.

Articole principale: Roma Antică, Regatul Roman, și Republica Romană
După întemeierea de către Romulus, conform unei legende, Roma a fost condusă pentru o perioadă de 244 de ani de un sistem monarhic, inițial cu suverani de origine latină și sabină, ulterior cu regi etrusci. Tradiția a transmis șapte regi: Romulus, Numa Pompilius, Tullus Hostilius, Ancus Marcius, Tarquinius Priscus, Servius Tullius și Lucius Tarquinius Superbus.
În 509 î.Hr., romanii l-au alungat pe ultimul rege din orașul lor și au instaurat o republică oligarhică. Roma a început apoi o perioadă caracterizată de lupte interne între patricieni (aristocrați) și plebei (mici proprietari de pământ) și de războaie constante împotriva populațiilor din Italia centrală: Etrusci, Latini, Volsci, Aequi și Marsi. După ce a devenit stăpână pe Latium, Roma a dus mai multe războaie (împotriva galilor, osci-samniților și a coloniei grecești din Taranto, aliată cu Pyrrhus, regele Epirului) al căror rezultat a fost cucerirea peninsulei italiene, din zona centrală până în Magna Graecia.
Secolele al III-lea și al II-lea î.Hr. au marcat instaurarea hegemoniei romane asupra Mediteranei și Balcanilor, prin cele trei Războaie punice (264-146 î.Hr.) purtate împotriva orașului Cartagina și cele trei războaie macedonene (212-168 î.Hr.) împotriva Macedoniei În această perioadă au fost înființate primele provincii romane: Sicilia, Sardinia și Corsica, Hispania, Macedonia, Achaia și Africa.
De la începutul secolului al II-lea î.Hr., puterea a fost disputată între două grupuri de aristocrați: optimates, care reprezentau partea conservatoare a Senatului, și populares, care se bazau pe ajutorul plebei (clasa inferioară urbană) pentru a obține puterea. În aceeași perioadă, falimentul micilor fermieri și înființarea marilor proprietăți de sclavi au cauzat migrația pe scară largă către oraș. Războiul continuu a dus la crearea unei armate profesioniste, care s-a dovedit a fi mai loială generalilor săi decât republicii. Din această cauză, în a doua jumătate a secolului al II-lea și în cursul secolului I î.Hr. au avut loc conflicte atât în străinătate, cât și pe plan intern: după încercarea eșuată de reformă socială a popularilor Tiberius și Gaius Gracchus și războiul împotriva lui Jugurtha, a avut loc un război civil din care a ieșit victorios generalul Sulla. A urmat o revoltă majoră a sclavilor sub Spartacus și apoi stabilirea primului Triumvirat cu Caesar, Pompei și Crassus.
Cucerirea Galiei l-a făcut pe Caesar extrem de puternic și popular, ceea ce a dus la un al doilea război civil împotriva Senatului și a lui Pompei. După victoria sa, Caesar s-a stabilit ca dictator pe viață. Asasinarea sa a condus la un al doilea Triumvirat format din Octavian (nepotul și moștenitorul lui Caesar), Marc Antoniu și Lepidus și la un alt război civil între Octavian și Antoniu.

### Imperiu
Articole principale: Imperiul Roman

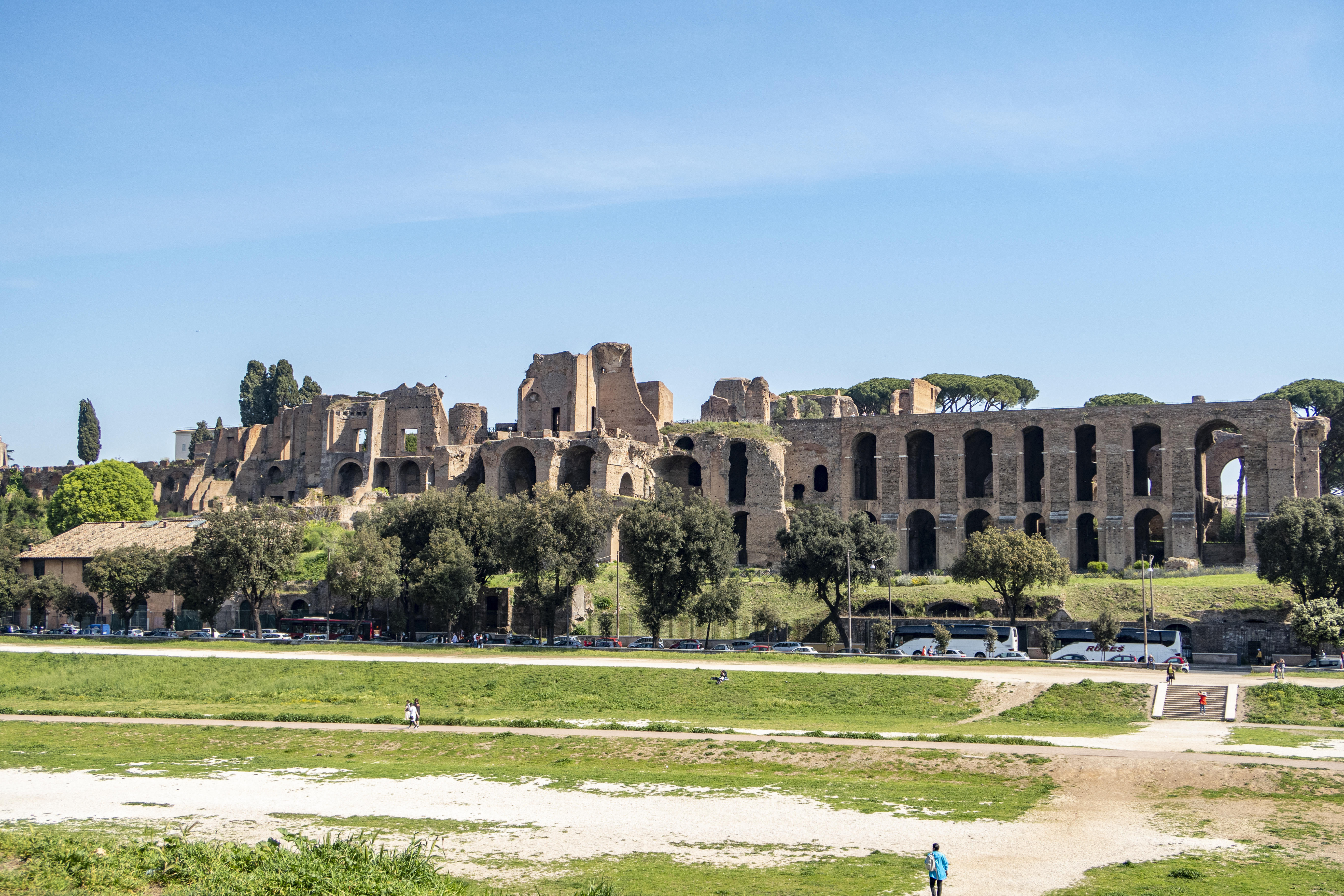
Palatele romane imperiale antice de pe Palatin, o serie de palate situate pe Colina Palatină, exprimă puterea și bogăția împăraților de la Augustus până în secolul al IV-lea.

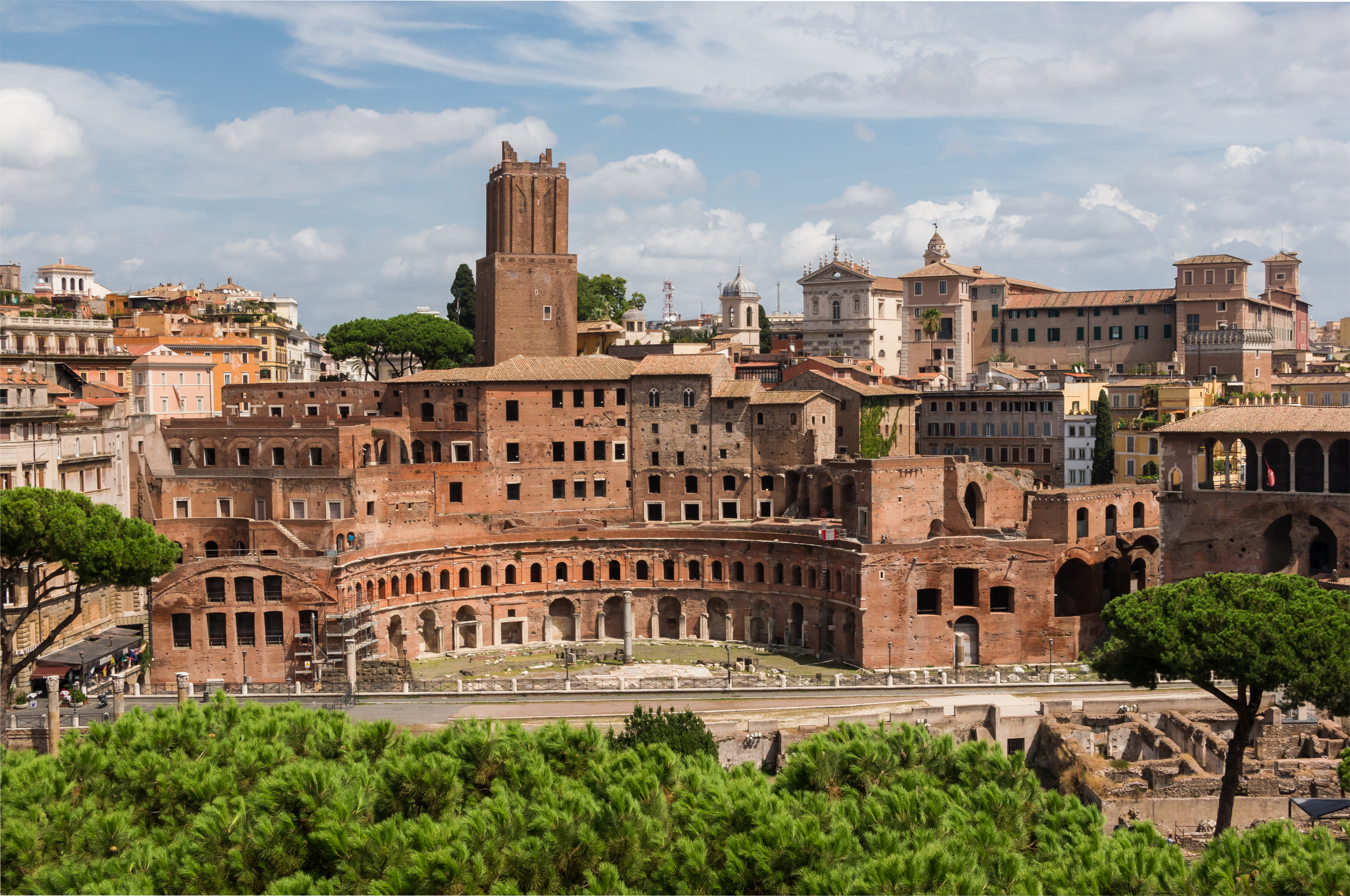
Forurile Imperiale fac parte dintr-o serie de foruri monumentale (piețe publice) construite în Roma de împărați. De asemenea, în imagine se poate vedea și Piața lui Traian.

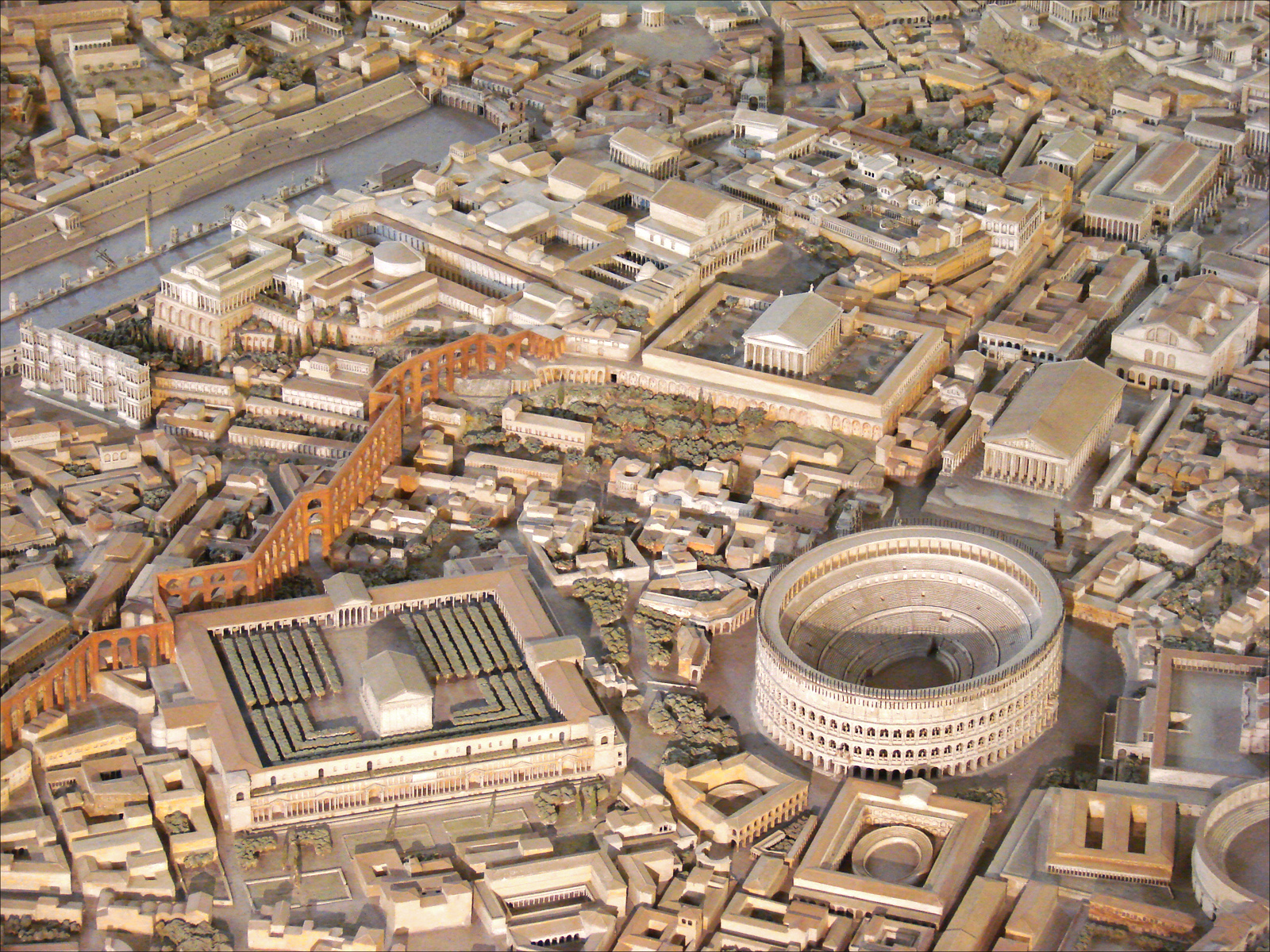
Model al Romei Imperiale la Museo della Civiltà Romana din Roma. Templul lui Claudius este situat la sud (în stânga) de Colosseum.

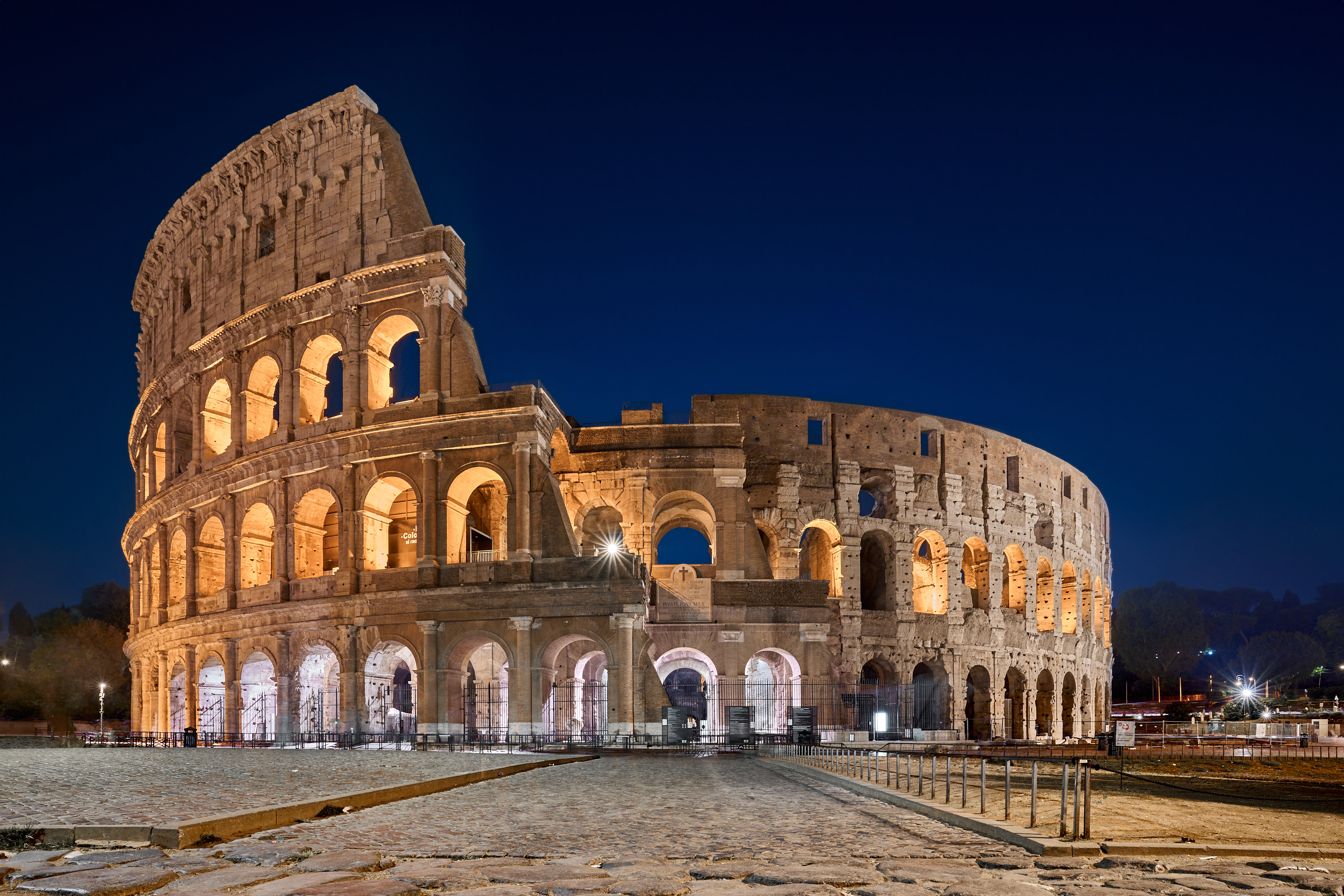
Coloseum-ul noaptea.

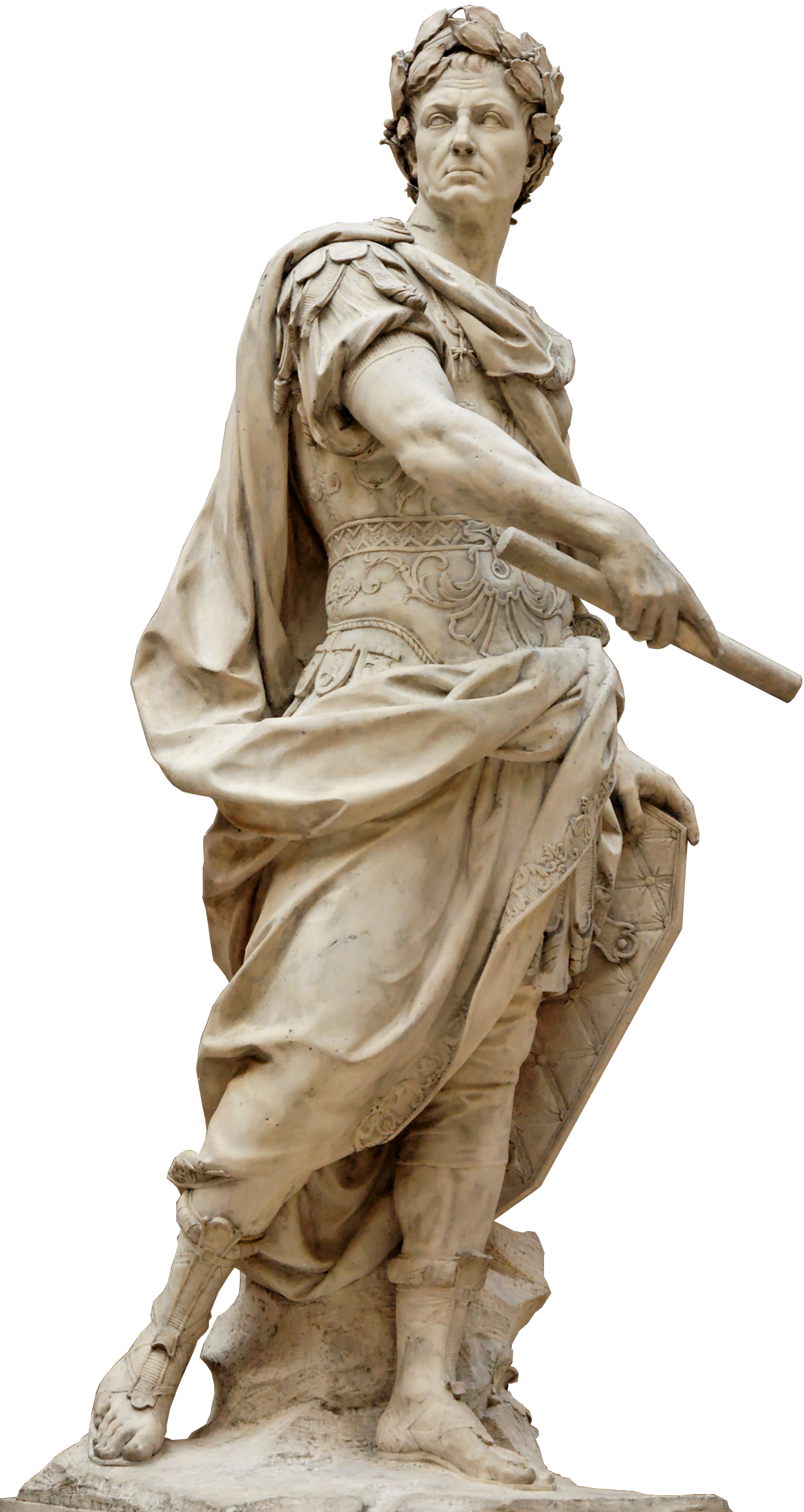
Statuia lui Iulius Cezar, realizată de Nicolas Coustou

În anul 27 î.Hr. Octavian a devenit princeps civitatis și a preluat titlul de Augustus, fondând principatul, o diarhie între princeps și senat. În timpul domniei lui Nero, două treimi din oraș au fost ruinate în urma Marelui Incendiu al Romei, iar persecuția creștinilor a început. Roma a fost stabilită ca imperiu de facto, care a atins cea mai mare expansiune în secolul al II-lea, sub Împăratul Traian. Roma a fost confirmată drept caput Mundi, adică capitala lumii cunoscute, o expresie care fusese deja utilizată în perioada republicană. În primele două secole, imperiul a fost condus de împărații din dinastiile Julio-Claudiană, Flaviană (care a construit și un amfiteatru omonim, cunoscut sub numele de Colosseum), și Antonină.  Această perioadă a fost caracterizată, de asemenea, de răspândirea religiei creștine, predicată de Iisus Hristos în Iudeea în prima jumătate a secolului I (sub Tiberiu) și popularizată de apostolii săi prin imperiu și dincolo de acesta. Epoca Antoninilor este considerată zenitul Imperiului, al cărui teritoriu se întindea de la Oceanul Atlantic la Eufrat și de la Britania la Egipt.

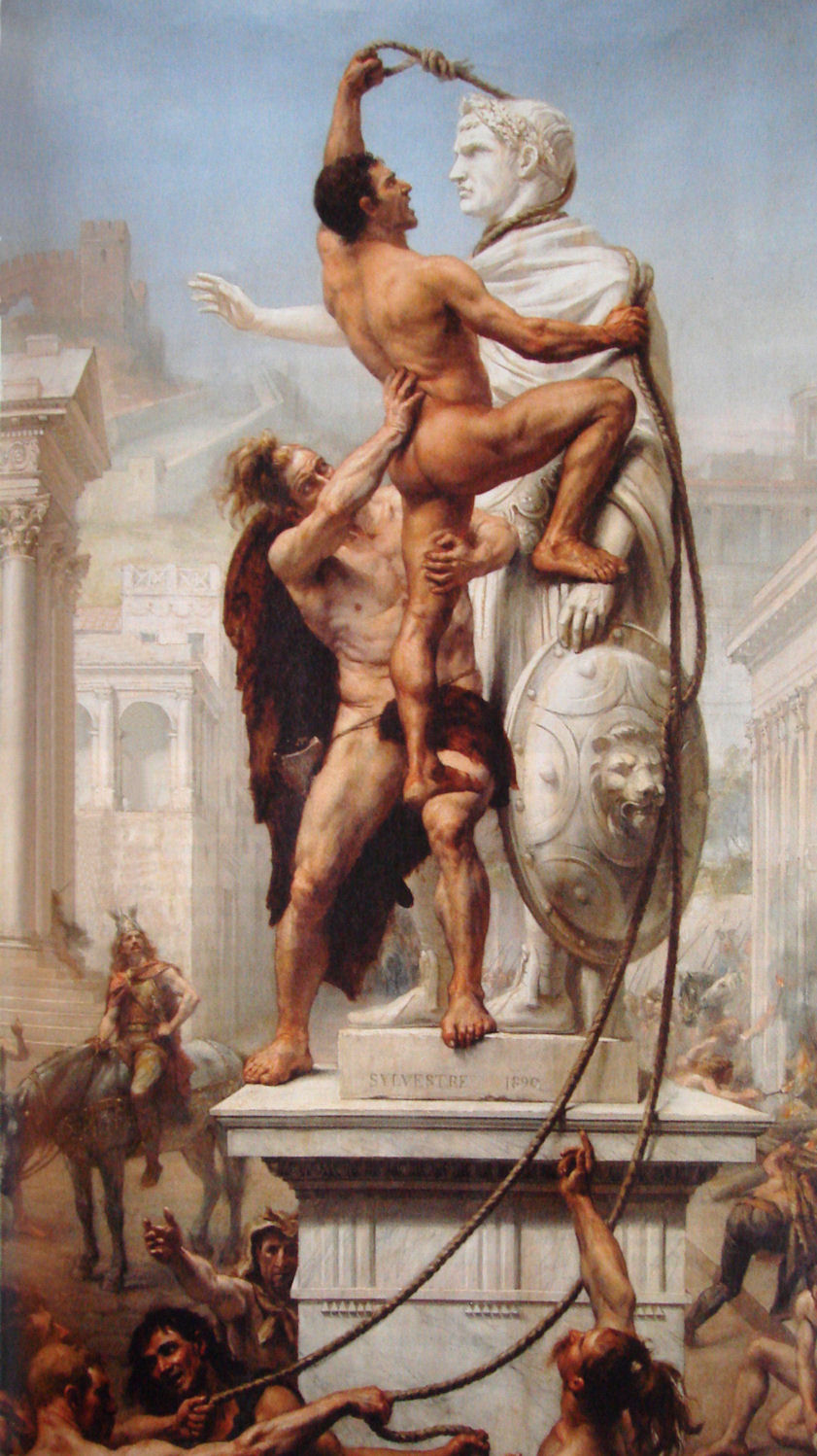
Visigoții jefuind Roma în 410, ilustrație de Joseph-Noël Sylvestre (1890), prima dată în aproximativ 800 de ani când Roma a căzut în mâinile unui inamic străin.

După sfârșitul dinastiei Severilor în 235, Imperiul a intrat într-o perioadă de 50 de ani cunoscută sub numele de Criza secolului al III-lea, în timpul căreia au avut loc numeroase puteri ale generalilor, care au încercat să securizeze regiunea imperiului care le fusese încredințată din cauza slăbiciunii autorității centrale din Roma. A existat așa-numitul Imperiul Galic din 260 până în 274 și revoltele lui Zenobia și ale tatălui său de la mijlocul anilor 260, care au încercat să respingă incursiunile persane. Unele regiuni - Britania, Spania și Africa de Nord - au fost puțin afectate. Instabilitatea a provocat o deteriorare economică și a existat o creștere rapidă a inflației, deoarece guvernul a înjosit moneda pentru a face față cheltuielilor. Triburile germanice de de-a lungul Rinului și din nordul Balcanilor au făcut incursiuni serioase și necoordonate între anii 250 și 280, care semănau mai degrabă cu raiduri uriașe decât cu încercări de colonizare. Imperiul Persan a invadat din est de mai multe ori în anii 230-260, dar a fost înfrânt în cele din urmă. Împăratul Dioclețian (284) a întreprins restaurarea statului. El a pus capăt Principatului și a introdus Tetrarhia, care urmărea să sporească puterea statului. Cea mai marcantă caracteristică a fost intervenția fără precedent a statului până la nivelul orașelor: în timp ce statul înainta o cerere de impozitare unui oraș și îi permitea acestuia să aloce taxele, începând cu domnia sa, statul a făcut acest lucru până la nivelul satului. Într-o încercare zadarnică de a controla inflația, el a impus controlul prețurilor, care nu a durat. El sau Constantin a regionalizat administrația imperiului, ceea ce a schimbat fundamental modul în care acesta era guvernat prin crearea de dioceze regionale (consensul pare să se fi deplasat de la 297 la 313/14 ca dată a creării datorită argumentului lui Constantin Zuckerman din 2002 „Sur la liste de Vérone et la province de Grande-Arménie, Mélanges Gilber Dagron). Existența unităților fiscale regionale din 286 a servit drept model pentru această inovație fără precedent. Împăratul a accelerat procesul de îndepărtare a comenzii militare de la guvernatori. De acum înainte, administrația civilă și comanda militară vor fi separate. El le-a atribuit guvernatorilor mai multe sarcini fiscale și i-a pus în fruntea sistemului de sprijin logistic al armatei, ca o încercare de a o controla prin scoaterea sistemului de sprijin de sub controlul său. Dioclețian a condus jumătatea estică, locuind în Nicomedia. În 296, l-a ridicat pe Maximian la rangul de August al jumătății vestice, unde a domnit mai ales din Mediolanum atunci când nu era în deplasare. În 292, a creat doi împărați „juniori”, Cezarii, câte unul pentru fiecare August, Constantius pentru Britania, Galia și Spania, al cărui sediu al puterii era la Trier, și Galerius la Sirmium, în Balcani. Numirea unui Cezar nu era necunoscută: Dioclețian a încercat să transforme într-un sistem de succesiune non-dinastică. La abdicarea sa în 305, Cezarii au succedat și ei, la rândul lor, și-au numit doi colegi.
După abdicarea lui Dioclețian și Maximian în 305 și o serie de războaie civile între pretendenții rivali la puterea imperială, în anii 306-313, tetrarhia a fost abandonată. Constantin cel Mare a întreprins o reformă majoră a birocrației, nu prin schimbarea structurii, ci prin raționalizarea competențelor mai multor ministere, în anii 325-330, după ce l-a învins pe Licinius, împăratul din Orient, la sfârșitul anului 324. Așa-numitul Edict de la Milano din 313, de fapt un fragment dintr-o scrisoare a lui Licinius către guvernatorii provinciilor estice, a acordat libertate de cult tuturor, inclusiv creștinilor, și a ordonat restaurarea proprietăților bisericești confiscate, la cererea vicarilor diecezelor nou create. A finanțat construirea mai multor biserici și a permis clerului să acționeze ca arbitru în procese civile (o măsură care nu i-a supraviețuit, dar care a fost restaurată parțial mult mai târziu). El a transformat orașul Bizanț în noua sa reședință, care, cu toate acestea, nu a fost în mod oficial nimic mai mult decât o reședință imperială precum Milano sau Trier sau Nicomedia până când a primit un prefect al orașului în mai 359 de la Constantius al II-lea; Constantinopol.
Creștinismul sub forma Crezului de la Niceea a devenit religia oficială a imperiului în 380, prin Edictul de la Tesalonic emis în numele a trei împărați - Grațian, Valentinian al II-lea și Teodosiu I - Teodosie fiind în mod clar forța motrice din spatele acestuia. El a fost ultimul împărat al unui imperiu unificat: după moartea sa în 395, fiii săi, Arcadius și Honorius, au împărțit imperiul într-o parte vestică și una estică. Sediul guvernului în Imperiul Roman de Vest a fost transferat la Ravenna în 408, dar din 450 împărații au locuit în principal în capitala Romei.
Roma, care își pierduse rolul central în administrarea imperiului, a fost jefuită în 410 de către vizigoții conduși de Alaric, dar pagubele materiale au fost foarte mici, majoritatea fiind reparate. Ceea ce nu a putut fi înlocuit atât de ușor au fost obiectele portabile, cum ar fi operele de artă din metale prețioase și obiectele de uz casnic (pradă). Papii au înfrumusețat orașul cu bazilici mari, cum ar fi Santa Maria Maggiore (cu colaborarea împăraților). Populația orașului scăzuse de la 800.000 la 450-500.000 în momentul în care orașul a fost jefuit în 455 de Genseric, regele vandalilor Împărații slabi din secolul al V-lea nu au putut opri decăderea, ducând la depunerea lui Romulus Augustus la 22 august 476, care a marcat sfârșitul Imperiului Roman de Vest și, pentru mulți istorici, începutul Evului Mediu.
Declinul populației orașului a fost cauzat de pierderea transporturilor de cereale din Africa de Nord, începând cu anul 440, și de lipsa de voință a clasei senatoriale de a menține donațiile pentru susținerea unei populații prea mari pentru resursele disponibile. Chiar și așa, au fost depuse eforturi intense pentru a menține centrul monumental, palatinul, și cele mai mari băi, care au continuat să funcționeze până la Asediul gotic din 537. Marile băi ale lui Constantin de pe Quirinal au fost chiar reparate în 443, iar amploarea pagubelor a fost exagerată și dramatizată.
Cu toate acestea, orașul a dat un aspect general de mizerie și degradare din cauza marilor zone abandonate din cauza declinului populației. Populația a scăzut la 500 000 de locuitori în anul 452 și la 100 000 în anul 500 d.Hr. (poate mai mult, deși nu se poate cunoaște o cifră certă). După asediul gotic din 537, populația a scăzut la 30.000, dar a crescut la 90.000 până la papalitatea lui Grigore cel Mare. Declinul populației a coincis cu prăbușirea generală a vieții urbane în Occident în secolele V și VI, cu puține excepții. Distribuția de cereale subvenționate de stat către membrii cei mai săraci ai societății a continuat până în secolul al VI-lea și probabil a împiedicat scăderea și mai mare a populației. Cifra de 450 000-500 000 se bazează pe cantitatea de carne de porc, 3 629 000 lbs. distribuită romanilor mai săraci în timpul a cinci luni de iarnă, la o rată de cinci livre romane pe persoană pe lună, suficientă pentru 145 000 de persoane sau 1/4 sau 1/3 din populația totală. Distribuția de cereale către 80 000 de deținători de bilete în același timp sugerează 400 000 (Augustus a stabilit numărul la 200 000 sau o cincime din populație).

### Evul Mediu

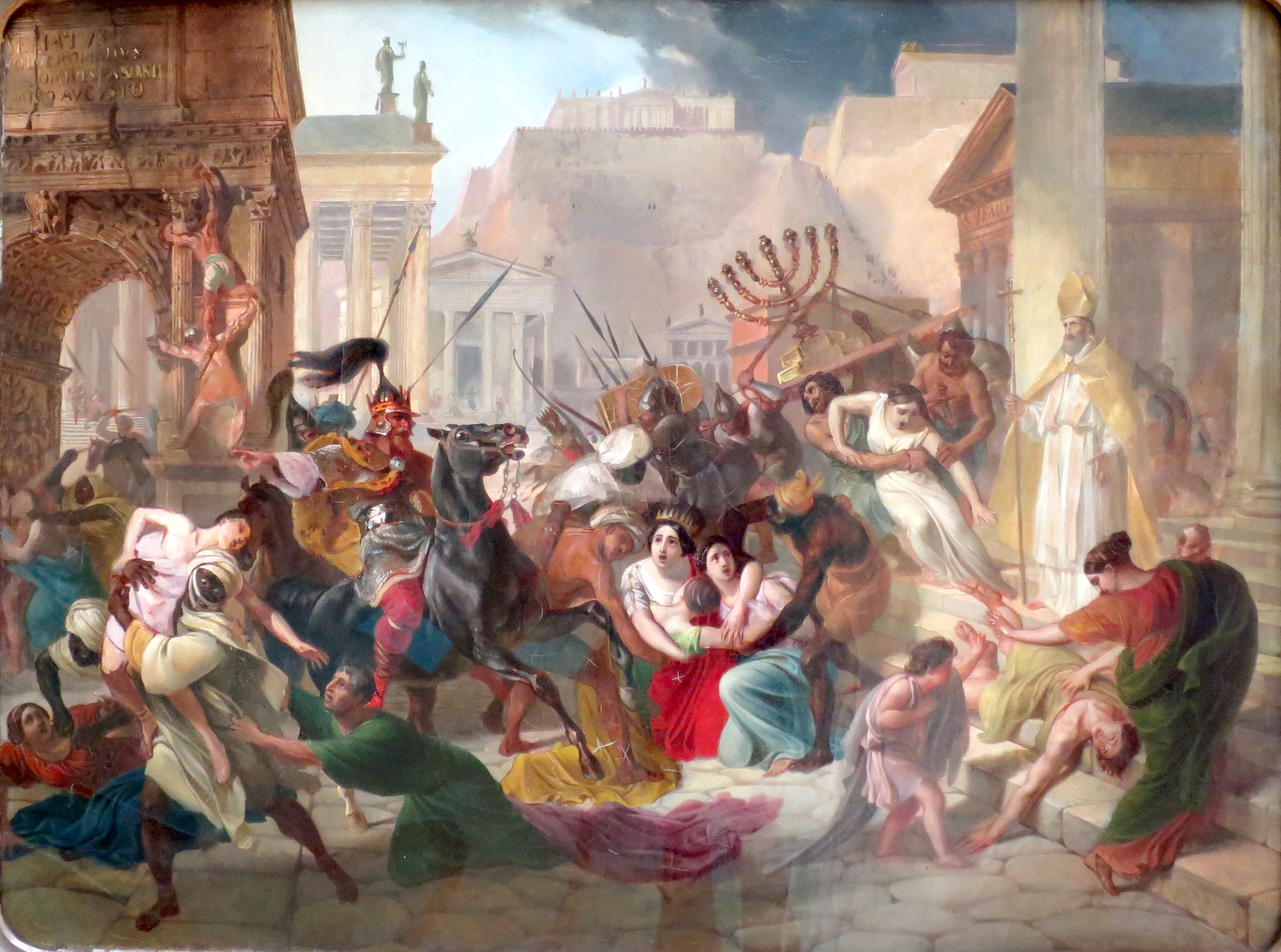
Vandali jefuind Roma în 455, de Karl Briullov (anii 1830

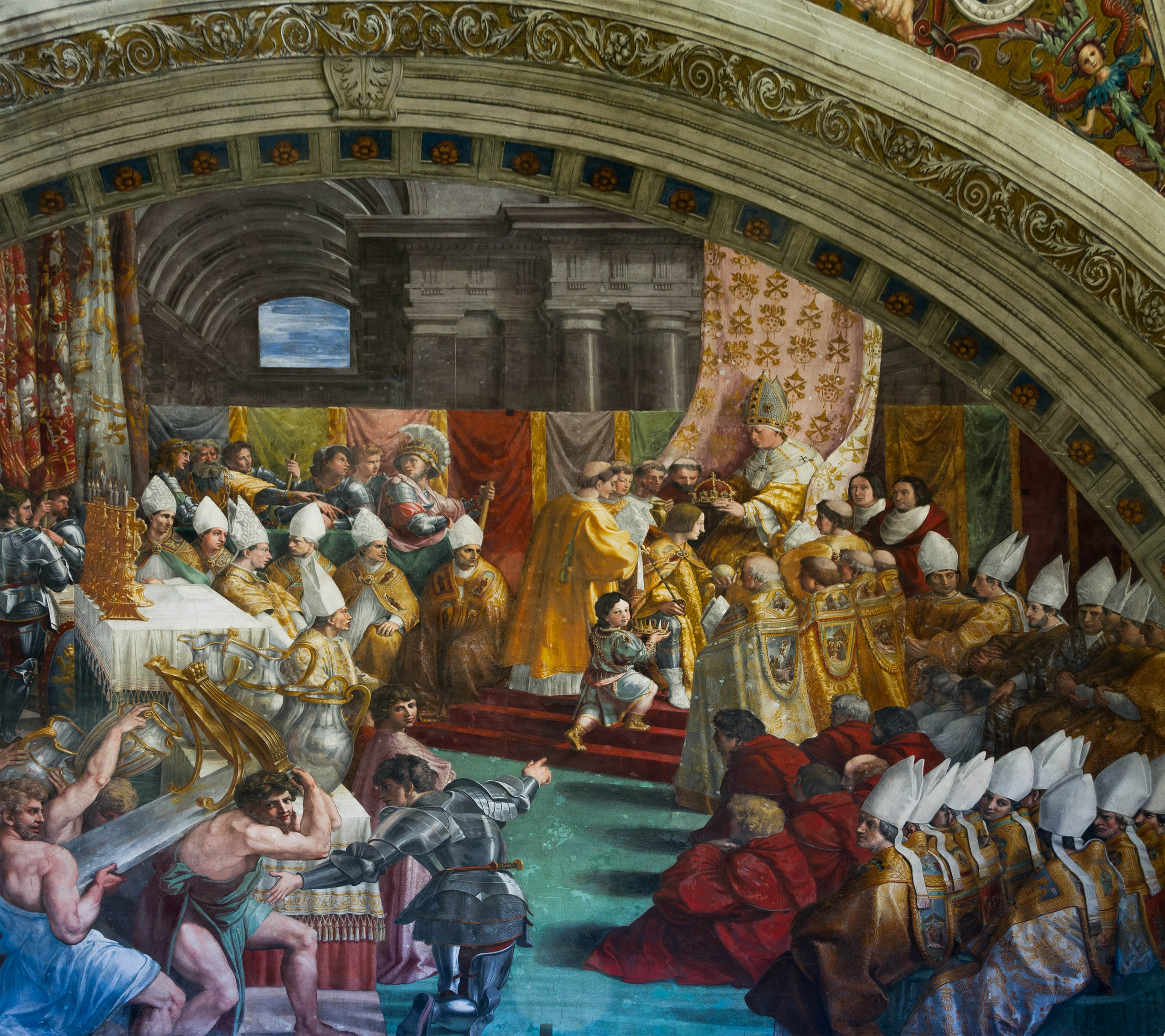
Detaliu dintr-o ilustrație de Raphael, care înfățișează încoronarea lui Carol cel Mare în vechea bazilică Sf. Petru, pe 25 decembrie 800.

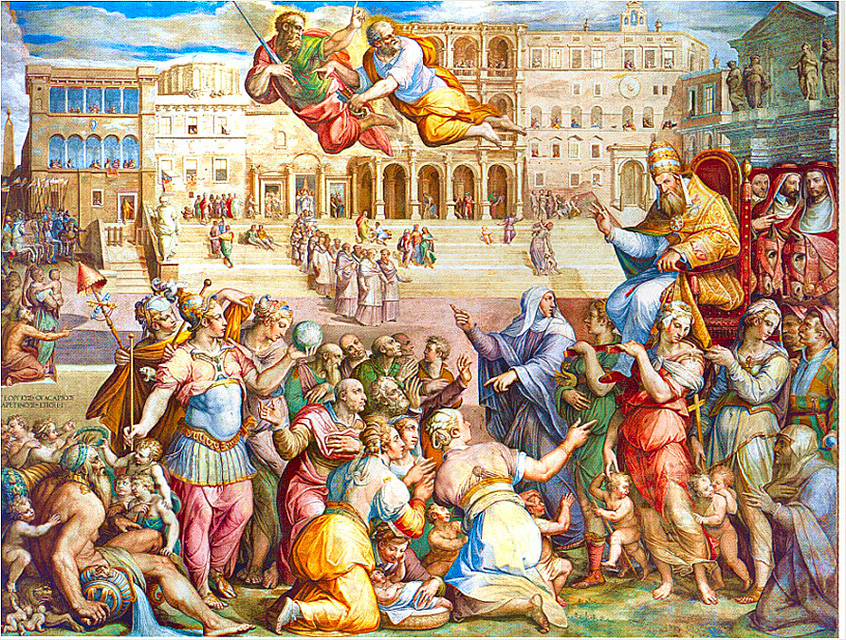
Papa Grigore XI s-a întors la Roma în 1376 și a încheiat Papalitatea de la Avignon.

Articole principale: Declinul și căderea Imperiului Roman de Apus
După căderea Imperiului Roman de Apus în 476 d.Hr., Roma a fost mai întâi sub controlul lui Odoacru și apoi a devenit parte a Regatului Ostrogot, înainte de a reveni sub controlul Imperiului Roman de Răsărit după Războiul Gotic, care a devastat orașul în 546 și 550. Populația sa a scăzut de la peste un milion în anul 210 d.Hr. la 500.000 în 273 și la 35.000 după Războiul Gotic (535–554), reducând orașul întins la grupuri de clădiri locuite, intercalate printre vaste zone de ruine, vegetație, vii și grădini de zarzavaturi. Se crede în general că populația orașului până în 300 d.Hr. a fost de aproximativ 1 milion (estimările variază între 2 milioane și 750.000), scăzând la 750–800.000 în anul 400 d.Hr., la 450–500.000 în 450 d.Hr. și la 80–100.000 în 500 d.Hr. (deși ar fi putut fi dublu).
Episcopul Romei, numit Papă, a fost important încă din primele zile ale creștinismului din cauza martiriului apostolilor Petru și Pavel acolo. De asemenea, episcopii Romei erau văzuți (și încă sunt văzuți de catolici) ca succesorii lui Petru, care este considerat primul episcop al Romei. Astfel, orașul a devenit din ce în ce mai important ca centru al Bisericii Catolice.
După invazia lombardă din Italia (569-572), orașul a rămas nominal bizantin, dar, în realitate, papii au dus o politică de echilibru între bizantini, franci și lombarzi. În 729, regele lombard Liutprand a donat Bisericii orașul Sutri din nordul Latiumului, dând astfel startul puterii sale temporale. În 756, Pepin cel Scurt, după ce i-a învins pe lombarzi, i-a dat papei jurisdicția temporală asupra Ducatului Roman și asupra Exarhatului de Ravenna, creând astfel Statele Papale. Din această perioadă, trei puteri au încercat să conducă orașul: papa, nobilimea (împreună cu șefii milițiilor, judecătorii, senatul și populația) și regele franc, în calitate de rege al longobarzilor, patriciu și împărat.  Aceste trei partide (teocratic, republican și imperial) au fost o caracteristică a vieții romane pe parcursul întregului Ev Mediu. În noaptea de Crăciun a anului 800, Carol cel Mare a fost încoronat la Roma ca împărat al Sfântului Imperiu Roman de către Papa Leon al III-lea: cu această ocazie, orașul a găzduit pentru prima dată cele două puteri a căror luptă pentru control avea să fie o constantă a Evului Mediu.
În 846, arabii musulmani au luat cu asalt fără succes zidurile orașului, dar au reușit să jefuiască Bazilica Sfântul Petru și Bazilica Sfântul Pavel, ambele aflate în afara zidurilor. După decăderea puterii carolingiene, Roma a căzut pradă haosului feudal: mai multe familii nobile au luptat împotriva papei, a împăratului și între ele. Acestea au fost vremurile Teodorei și ale fiicei sale Marozia, concubine și mame ale mai multor papi, și ale lui Crescentius, un puternic domn feudal, care a luptat împotriva împăraților Otto al II-lea și Otto al III-lea. Scandalurile din această perioadă au forțat papalitatea să se reformeze: alegerea papei a fost rezervată cardinalilor și s-a încercat reformarea clerului. Forța motrice din spatele acestei reînnoiri a fost călugărul Ildebrando da Soana, care, odată ales papă sub numele de Grigore al VII-lea, a fost implicat în controversa învestiturii împotriva împăratului Henric al IV-lea. Ulterior, Roma a fost jefuită și incendiată de normanzii conduși de Robert Guiscard, care intrase în oraș în sprijinul papei, asediat apoi în Castel Sant'Angelo.
În această perioadă, orașul a fost condus în mod autonom de un senatore sau patrizio. În secolul al XII-lea, această administrație, ca și alte orașe europene, a evoluat în comună, o nouă formă de organizare socială controlată de noile clase înstărite. Papa Lucius al II-lea a luptat împotriva comunei romane, iar lupta a fost continuată de succesorul său, Papa Eugenius al III-lea: în această etapă, comuna, aliată cu aristocrația, era susținută de Arnaldo da Brescia, un călugăr reformator religios și social. După moartea papei, Arnaldo a fost luat prizonier de Adrian al IV-lea, ceea ce a marcat sfârșitul autonomiei comunei. Sub papa Inocențiu al III-lea, a cărui domnie a marcat apogeul papalității, comuna a lichidat senatul și l-a înlocuit cu un senator, care era supus papei.
În această perioadă, papalitatea a jucat un rol de importanță seculară în Europa de Vest, acționând adesea ca arbitru între monarhii creștini și exercitând puteri politice suplimentare.
În 1266, Charles de Anjou, care se îndrepta spre sud pentru a lupta cu Hohenstaufen în numele papei, a fost numit senator. Charles a fondat Sapienza, universitatea din Roma. În acea perioadă, papa a murit, iar cardinalii, convocați la Viterbo, nu s-au putut pune de acord asupra succesorului său. Acest lucru i-a înfuriat pe locuitorii orașului, care au desființat acoperișul clădirii în care se întâlneau și i-au întemnițat până când l-au desemnat pe noul papă; aceasta a marcat nașterea conclavului. În această perioadă, orașul a fost zguduit și de luptele continue dintre familiile aristocratice: Annibaldi, Caetani, Colonna, Orsini, Conti, cuibăriți în fortărețele lor construite deasupra vechilor edificii romane, se luptau între ei pentru a controla papalitatea.
Papa Bonifaciu al VIII-lea, născut Caetani, a fost ultimul papă care a luptat pentru dominația universală a bisericii; el a proclamat o cruciadă împotriva familiei Colonna și, în 1300, a convocat primul Jubileu al creștinătății, care a adus milioane de pelerini la Roma. Totuși, speranțele sale au fost spulberate de regele francez Filip cel Frumos, care l-a luat prizonier și l-a ținut ostatic timp de trei zile la Anagni. Papa a reușit să se întoarcă la Roma, dar a murit o lună mai târziu, se spune că din cauza șocului și durerii. Ulterior, a fost ales un nou papă fidel francezilor, iar papalitatea a fost relocată temporar la Avignon (1309–1377). În această perioadă, Roma a fost neglijată, până când un om de rând, Cola di Rienzo, a ajuns la putere. Idealist și iubitor al Romei antice, Cola visa la renașterea Imperiului Roman: după ce a preluat puterea cu titlul de Tribuno, reformele sale au fost respinse de populație. Forțat să fugă, Cola s-a întors ca parte a anturajului Cardinalului Albornoz, care avea sarcina de a restaura puterea Bisericii în Italia. Întors la putere pentru scurt timp, Cola a fost curând linșat de populație, iar Albornoz a preluat controlul asupra orașului. În 1377, Roma a devenit din nou sediul papalității sub conducerea lui Grigore al XI-lea. Revenirea papei la Roma în acel an a declanșat Schisma occidentală (1377–1418), iar în următorii patruzeci de ani, orașul a fost afectat de diviziunile care au zguduit Biserica.

### Istoria modernă timpurie

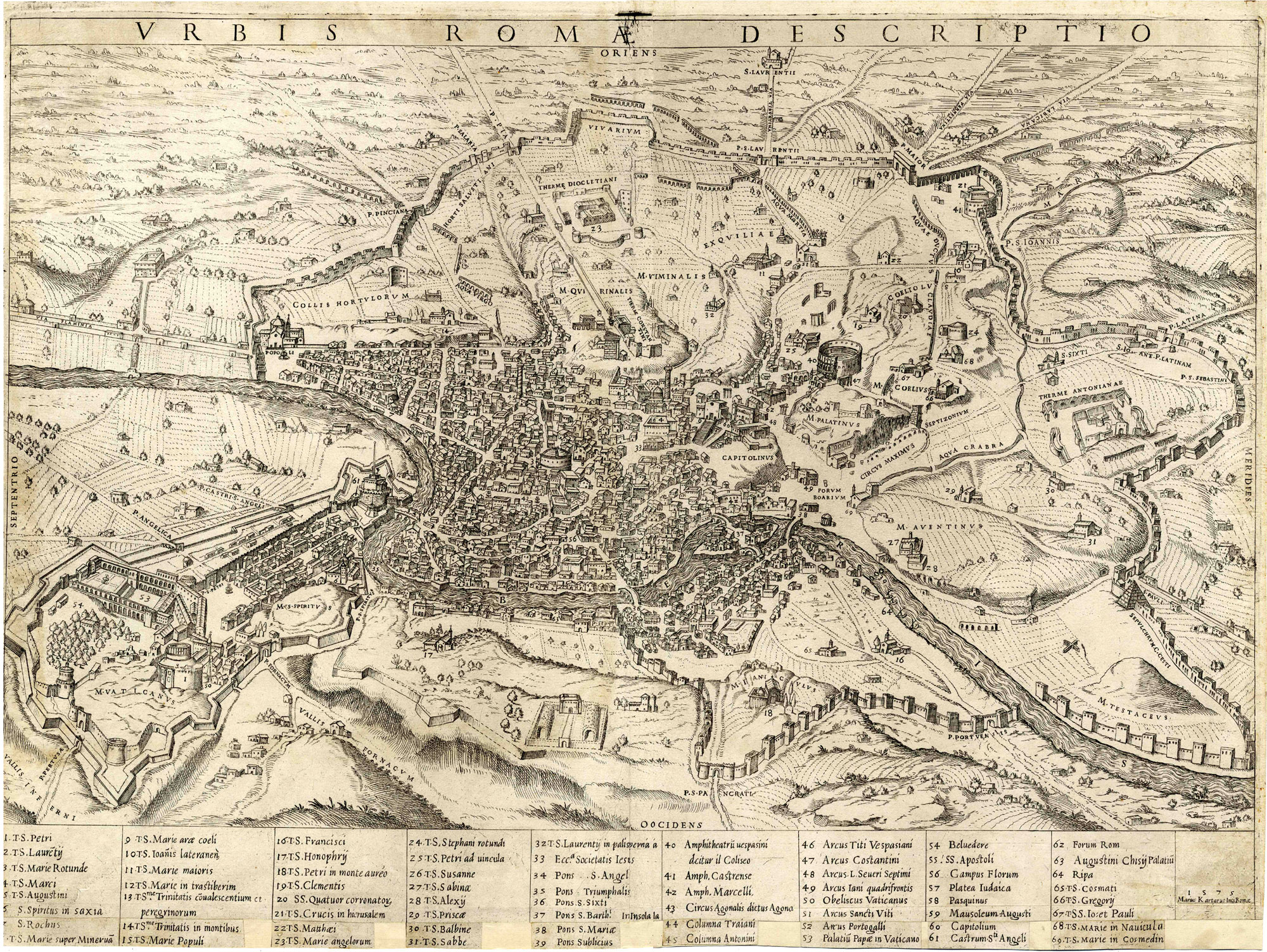
Hartă a Romei realizată de Mario Cartaro (din 1575) arată principalele monumente ale orașului.

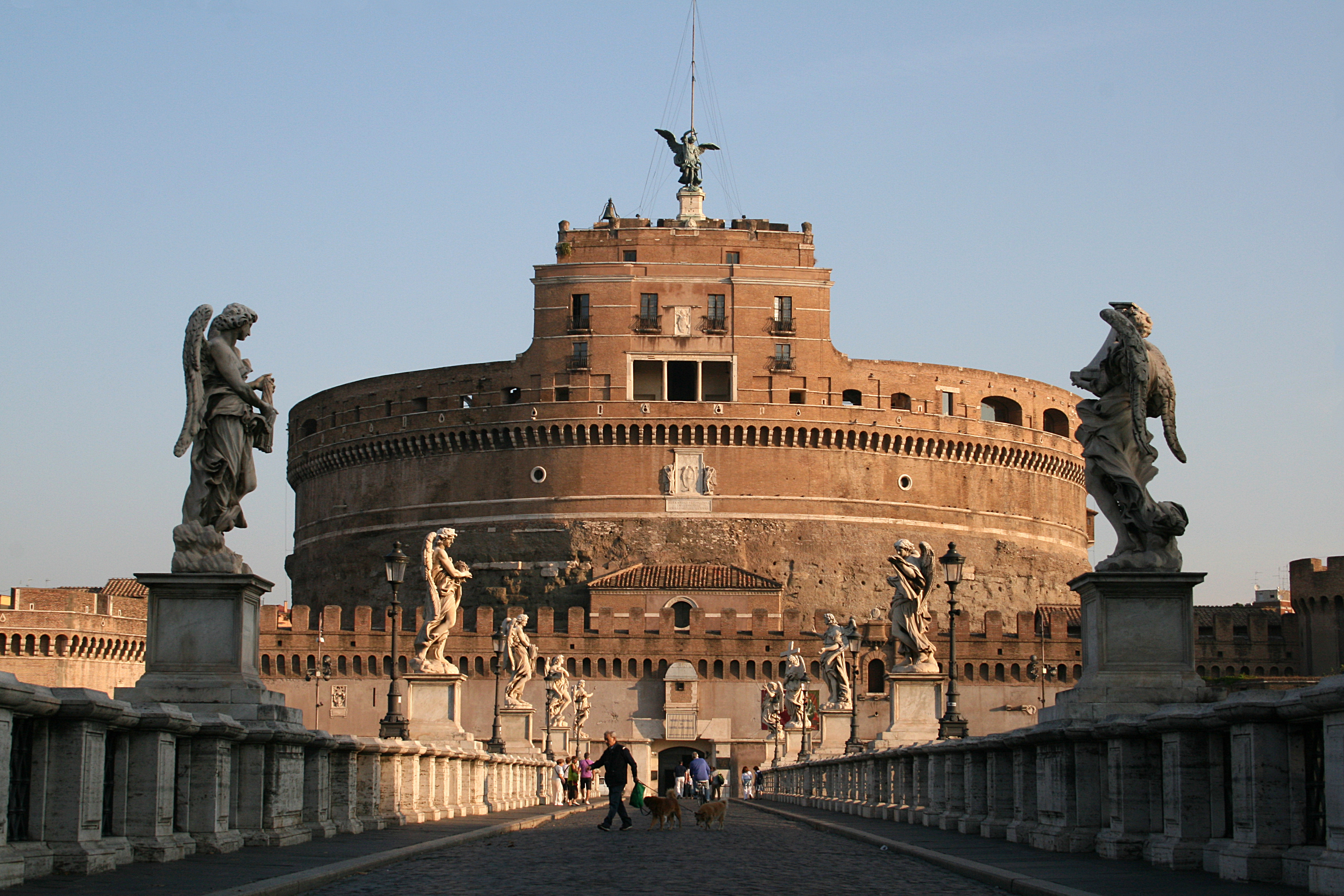
Castelul Sant'Angelo, sau Mausoleul lui Hadrian, este un monument roman construit în anul 134 d.Hr.

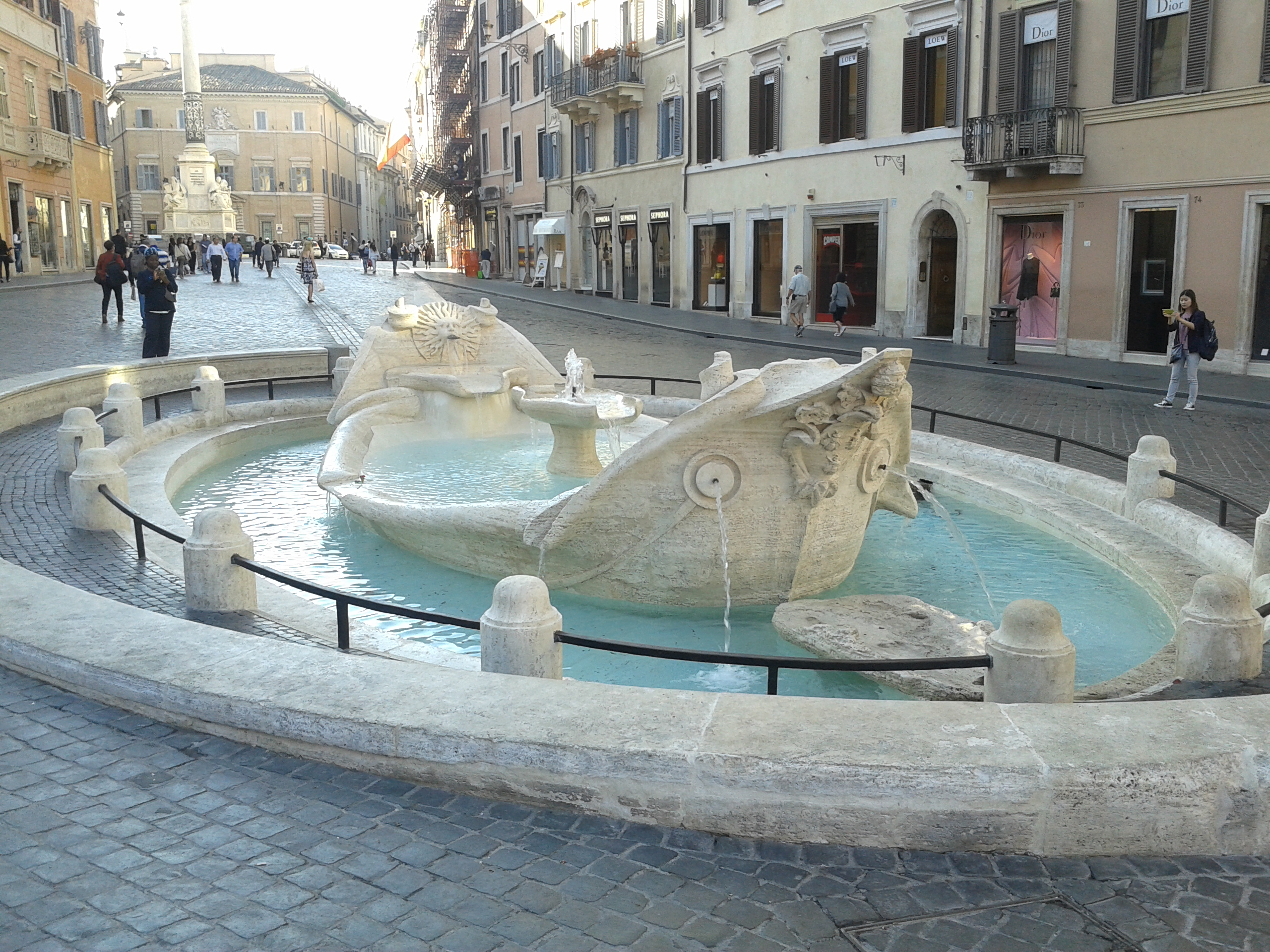
Fântâna della Barcaccia, creată de Gian Lorenzo Bernini în 1629

În 1418, Conciliul de la Konstanz a rezolvat Schisma Occidentală, iar un papă roman, Papa Martin al V-lea, a fost ales. Acest eveniment a adus la Roma un secol de pace internă, care a marcat începutul Renașterii. Papii care au condus până în prima jumătate a secolului al XVI-lea, de la Nicolae al V-lea, fondatorul Bibliotecii Vaticane, la Pius al II-lea, umanist și literat, de la Sixtus al IV-lea, un papă războinic, la Alexandru al VI-lea, imoral și nepotist, de la Iulius al II-lea, soldat și patron, la Leon al X-lea, care a dat numele acestei perioade („secolul lui Leon al X-lea”), și-au dedicat energia măreției și frumuseții Orașului Etern și patronajului artelor.
În acei ani, centrul Renașterii italiene s-a mutat la Roma din Florența. Lucrări mărețe, precum noua Bazilică Sfântul Petru, Capela Sixtină și Ponte Sisto (primul pod construit peste Tibru de la antichitate, deși pe fundații romane), au fost create. Pentru a realiza acestea, papii au angajat cei mai buni artiști ai vremii, inclusiv Michelangelo, Perugino, Rafael, Domenico Ghirlandaio, Luca Signorelli, Sandro Botticelli și Cosimo Rosselli.
Această perioadă a fost, de asemenea, infamă pentru corupția papală, mulți papi având copii și angajându-se în nepotism și simonie. Corupția papală și cheltuielile enorme pentru proiectele lor de construcție au contribuit, în parte, la Reforma și, la rândul său, la Contrareformă. Sub papi extravaganți și bogați, Roma a fost transformată într-un centru al artei, poeziei, muzicii, literaturii, educației și culturii. Roma a devenit capabilă să concureze cu alte mari orașe europene ale vremii în ceea ce privește bogăția, grandoarea, artele, învățătura și arhitectura.
Perioada Renașterii a schimbat dramatic fața Romei, cu lucrări precum Pietà de Michelangelo și frescele din Apartamentele Borgia. Roma a atins cel mai înalt punct de splendoare sub Papa Iulius al II-lea (1503–1513) și succesorii săi Leon al X-lea și Clement al VII-lea, ambii membri ai familiei Medici.
În această perioadă de douăzeci de ani, Roma a devenit unul dintre cele mai mari centre de artă din lume. Vechea Bazilică Sfântul Petru, construită de Împăratul Constantin cel Mare (care până atunci se afla într-o stare de degradare), a fost demolată și a început construcția unei noi basilici. Orașul a găzduit artiști precum Ghirlandaio, Perugino, Botticelli și Bramante, care a construit templul San Pietro in Montorio și a planificat un mare proiect de renovare a Vaticanului. Rafael, care a devenit unul dintre cei mai faimoși pictori ai Italiei la Roma, a creat fresce în Villa Farnesina, Camerele lui Rafael, plus multe alte picturi celebre. Michelangelo a început decorarea tavanului Capelei Sixtine și a realizat faimoasa statuie a lui Moise pentru mormântul lui Iulius al II-lea.
Economia orașului era prosperă, datorită prezenței mai multor bancheri toscani, inclusiv Agostino Chigi, care era prieten cu Rafael și patron al artelor. Înainte de moartea sa prematură, Rafael a promovat, pentru prima dată, conservarea ruinelor antice. Războiul Ligii de Cognac a cauzat primul jaf al orașului după mai bine de cinci sute de ani de la ultimul sac. În 1527, Landsknechții Împăratului Carol al V-lea au jefuit orașul, punând capăt brusc epocii de aur a Renașterii la Roma.
Începând cu Conciliul de la Trento din 1545, Biserica a inițiat Contrareforma ca răspuns la Reforma Protestantă, o contestare la scară largă a autorității Bisericii în chestiuni spirituale și afaceri guvernamentale. Această pierdere de încredere a dus la schimbări majore de putere, îndepărtând-o de Biserică. Sub papii de la Pius al IV-lea la Sixtus al V-lea, Roma a devenit centrul unui catolicism reformat și a cunoscut construirea de noi monumente care celebrau papalitatea. Papii și cardinalii din secolele al XVII-lea și începutul secolului al XVIII-lea au continuat acest curent, îmbogățind peisajul orașului cu clădiri baroce.
Aceasta a fost o altă epocă de nepotism; noile familii aristocratice (Barberini, Pamphili, Chigi, Rospigliosi, Altieri, Odescalchi) erau protejate de papii respectivi, care au construit clădiri baroce imense pentru rudele lor. În timpul Epocii Luminilor, noi idei au ajuns în Orașul Etern, unde papalitatea a susținut studiile arheologice și a îmbunătățit bunăstarea oamenilor. Dar nu totul a mers bine pentru Biserică în timpul Contrareformei. Au existat eșecuri în încercările de a afirma puterea Bisericii, un exemplu notabil fiind în 1773, când Papa Clement al XIV-lea a fost forțat de puterile seculare să suprime ordinul iezuiților.

### Modern târziu și contemporan

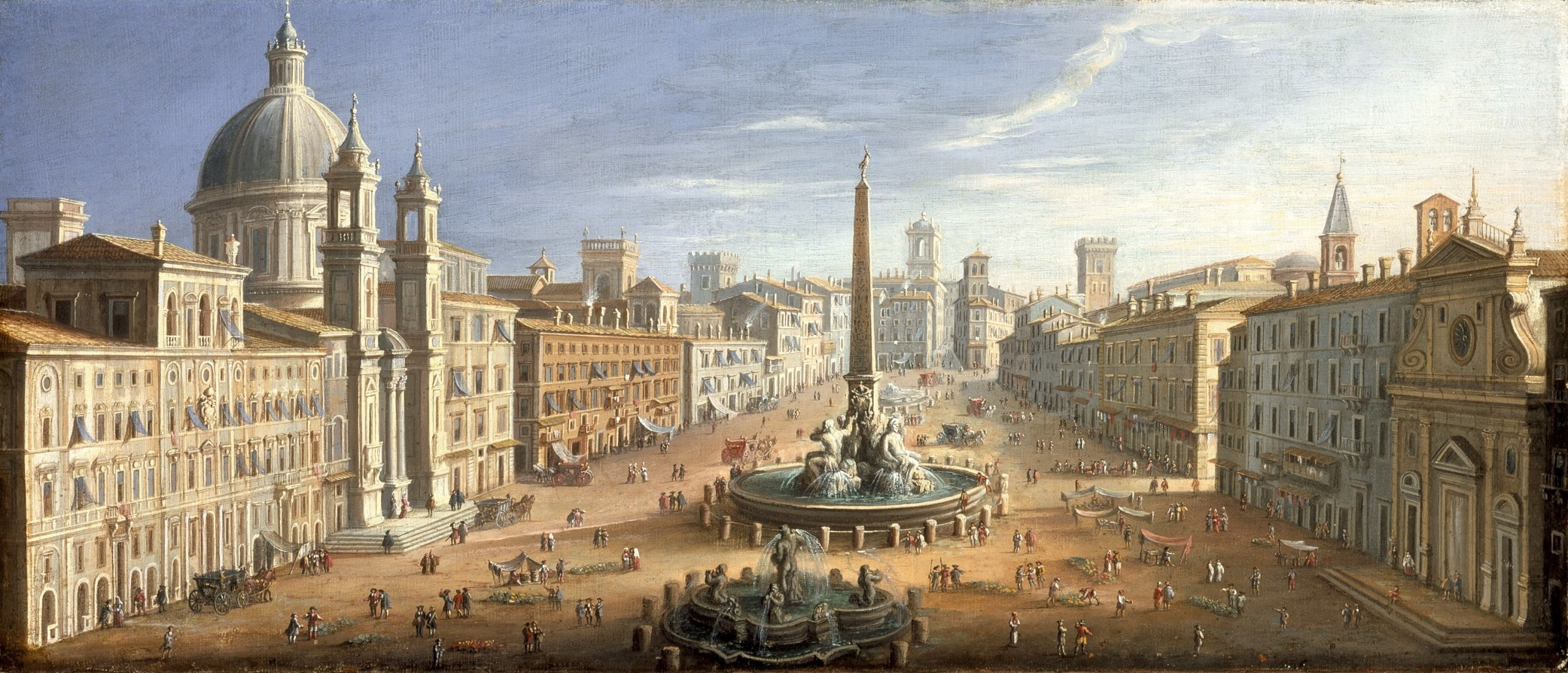
O vedere a Piaței Navona, Roma, de Hendrik Frans van Lint, cca. 1730

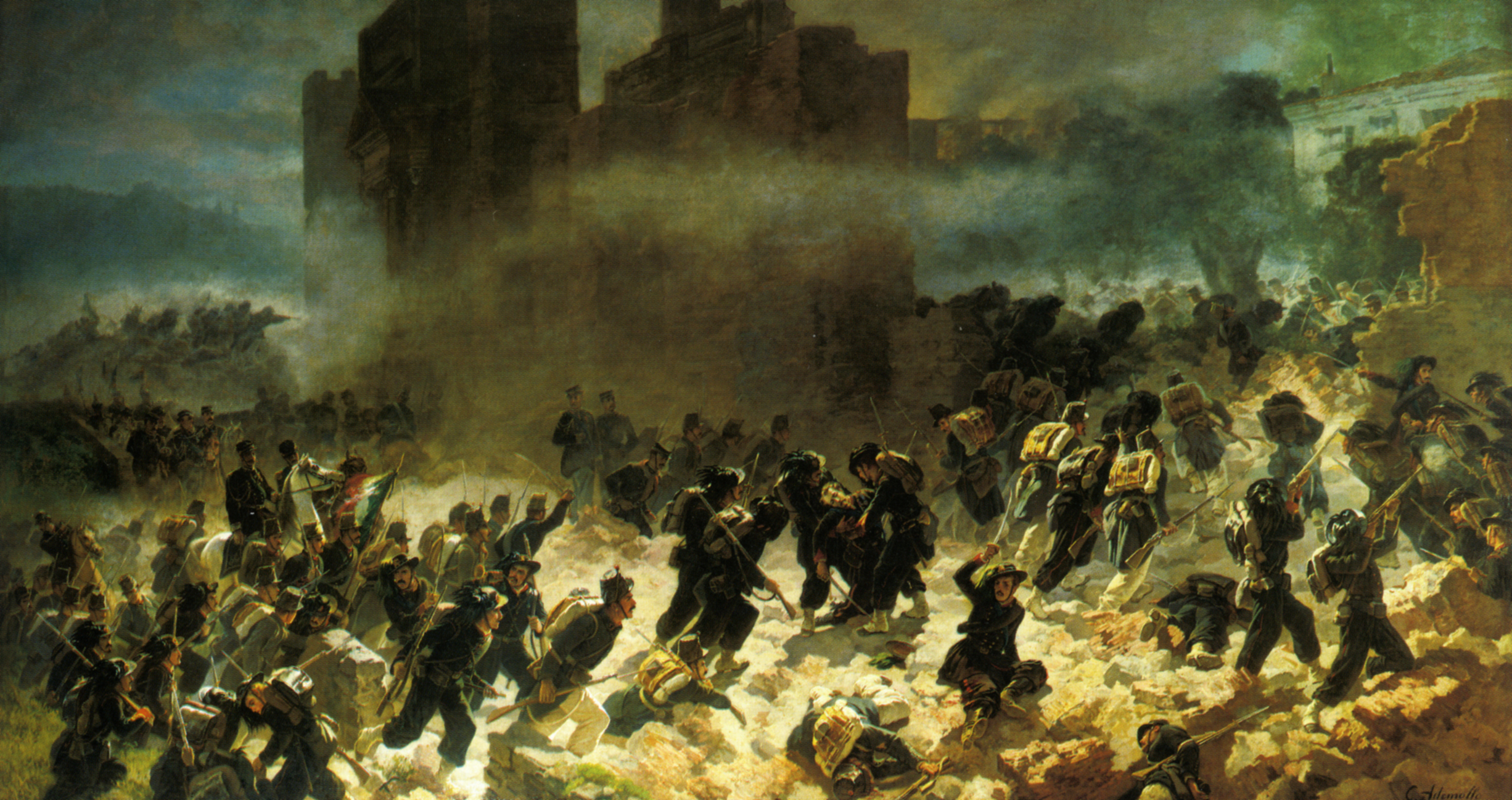
Trupele Bersaglieri rupând zidurile Aureliene la Porta Pia în timpul Capturării Romei (1870), evenimentul final al unificării Italiei. Pictură de Carlo Ademollo.

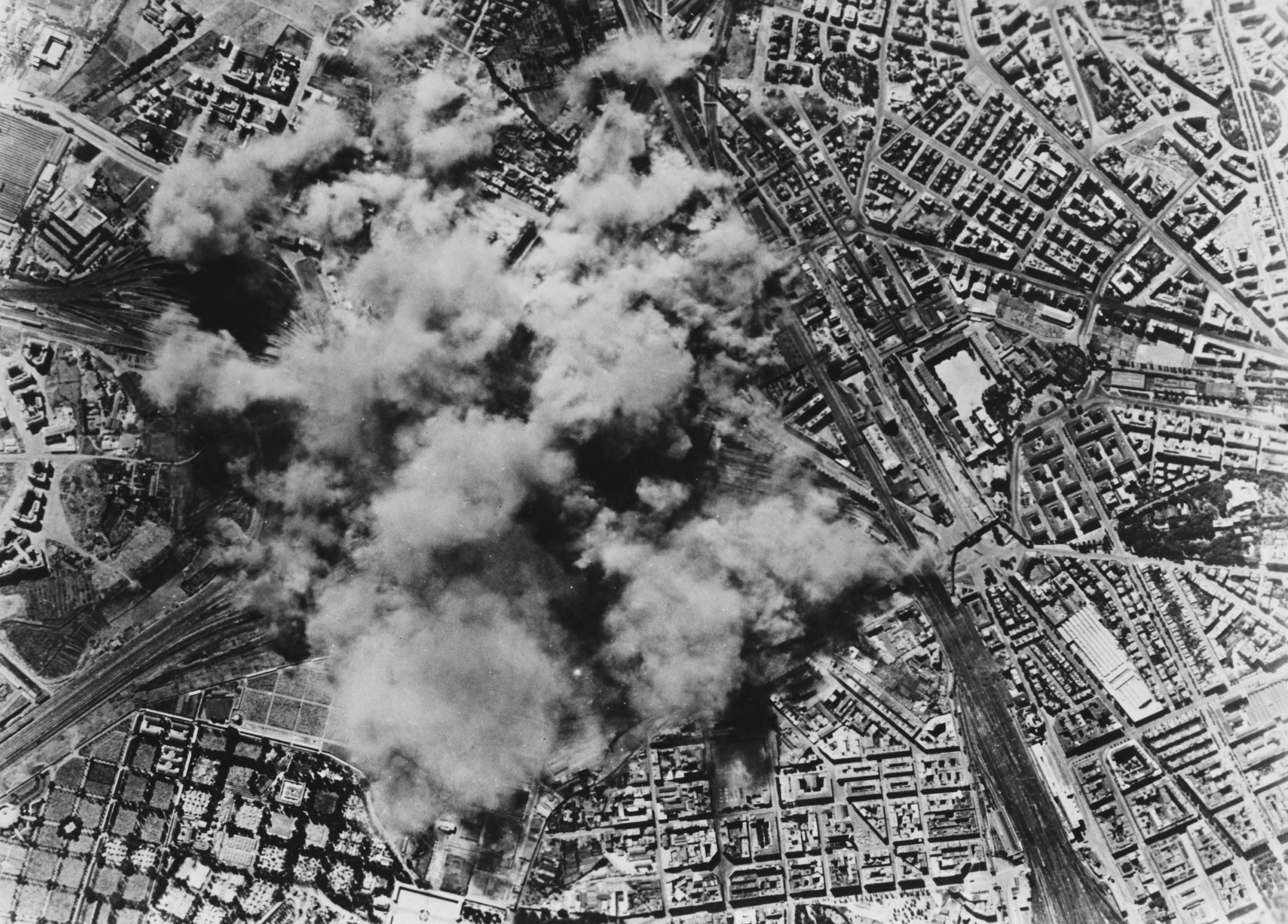
Bombardamentul Romei de către avioanele Aliaților, 1943.

Domnia papilor a fost întreruptă de scurta Republica Romană (1798–1800), care a fost înființată sub influența Revoluției Franceze. Statele Papale au fost restaurate în iunie 1800, dar în timpul domniei lui Napoleon, Roma a fost anexată ca un departament al Imperiului Francez: mai întâi ca Département du Tibre (1808–1810) și apoi ca Département Rome (1810–1814). După căderea lui Napoleon, Statele Papale au fost reconstituite printr-o decizie a Congresului de la Viena din 1814.
În 1849, o a doua Republică Romană a fost proclamată în timpul anului revoluțiilor din 1848. Două dintre cele mai influente figuri ale unificării italiene, Giuseppe Mazzini și Giuseppe Garibaldi, au luptat pentru scurta republică.
Roma a devenit apoi centrul speranțelor de reunificare a Italiei după ce restul Italiei a fost unit ca Regatul Italiei în 1861, cu capitala temporară la Florența. În acel an, Roma a fost declarată capitala Italiei, deși încă era sub controlul Papei. În anii 1860, ultimele vestigii ale Statelor Papale erau sub protecția franceză, datorită politicii externe a lui Napoleon al III-lea. Trupe franceze erau staționate în regiunea aflată sub control papal. În 1870, trupele franceze au fost retrase din cauza izbucnirii Războiului franco-prusac. Trupele italiene au reușit să captureze Roma, intrând în oraș printr-o breșă lângă Porta Pia. Papa Pius al IX-lea s-a declarat prizonier în Vatican. În 1871, capitala Italiei a fost mutată de la Florența la Roma. În 1870, populația orașului era de 212.000 de locuitori, toți trăind în zona delimitată de orașul antic, iar în 1920, populația era de 660.000. O parte semnificativă a locuitorilor trăia în afara zidurilor, în nord și peste Tibru, în zona Vaticanului.
La scurt timp după Primul Război Mondial, la sfârșitul anului 1922, Roma a asistat la ascensiunea fascismului italian sub conducerea lui Benito Mussolini, care a organizat un marș asupra orașului. Mussolini a desființat democrația până în 1926, declarând în cele din urmă un nou Imperiu Italian și aliniind Italia cu Germania nazistă în 1938. Mussolini a demolat părți considerabile din centrul orașului pentru a construi bulevarde și piețe largi care trebuiau să celebreze regimul fascist și renașterea și glorificarea Romei clasice. În perioada interbelică, populația orașului a crescut rapid, depășind un milion de locuitori la scurt timp după 1930.
În timpul celui de-al Doilea Război Mondial, datorită comorilor de artă și prezenței Vaticanului, Roma a scăpat în mare măsură de soarta tragică a altor orașe europene. Cu toate acestea, la 19 iulie 1943, districtul San Lorenzo a fost ținta unor raiduri de bombardament ale Aliaților, rezultând aproximativ 3.000 de decese și 11.000 de răniți, dintre care alți 1.500 au murit ulterior. Mussolini a fost arestat la 25 iulie 1943. La data armistițiului italian, 8 septembrie 1943, orașul a fost ocupat de germani. Raidurile de bombardament ale Aliaților au continuat pe parcursul anului 1943 și s-au extins în 1944. Roma a fost eliberată la 4 iunie 1944.
Roma s-a dezvoltat considerabil după război, ca parte a "miracolului economic italian" de reconstrucție și modernizare din anii 1950 și începutul anilor 1960. În această perioadă, anii de la dolce vita („viața dulce”), Roma a devenit un oraș la modă, cu filme clasice populare precum Ben Hur, Quo vadis, Roman Holiday și La dolce vita filmate în iconicele studiouri Cinecittà din oraș. Tendința de creștere a populației a continuat până la mijlocul anilor 1980, când populația comunei a depășit 2,8 milioane de locuitori. După aceasta, populația a scăzut treptat, pe măsură ce oamenii au început să se mute în suburbii din apropiere.

## Geografie

### Locație

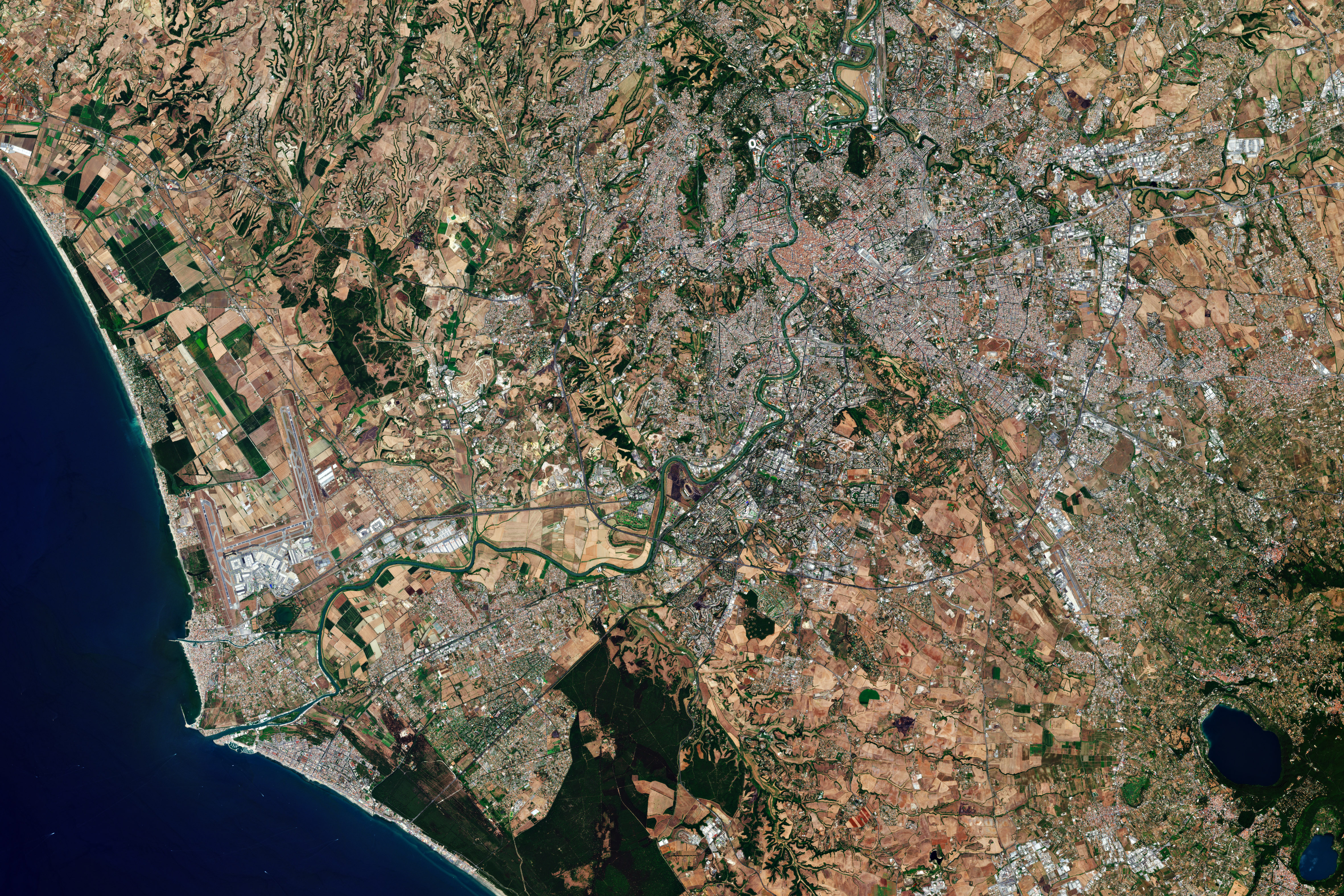
Imagine din satelit a Romei.

Roma se află în regiunea Lazio din centrul Italiei, pe Râul Tibru  (în italiană: Tevere). Așezarea inițială s-a dezvoltat pe coline care dădeau spre un vad lângă Insula Tiberină, singurul vad natural al râului în această zonă. Roma din perioada regilor a fost construită pe șapte coline: Colina Aventin, Colina Caelius, Colina Capitolină, Colina Esquilin, Colina Palatin, Colina Quirinal și Colina Viminal. Roma modernă este traversată și de un alt râu, Aniene, care se varsă în Tibru la nord de centrul istoric.
Deși centrul orașului este la aproximativ 24 km (15 mi) în interior față de Marea Tireniană, teritoriul orașului se extinde până la țărm, unde se află districtul sud-vestic Ostia. Altitudinea părții centrale a Romei variază de la 13 m deasupra nivelului mării (la baza Pantheonului) până la 139 m deasupra nivelului mării (Vârful Monte Mario). Comunele din Roma acoperă o suprafață totală de aproximativ 1.285 km², incluzând numeroase zone verzi.

### Parcuri și grădini

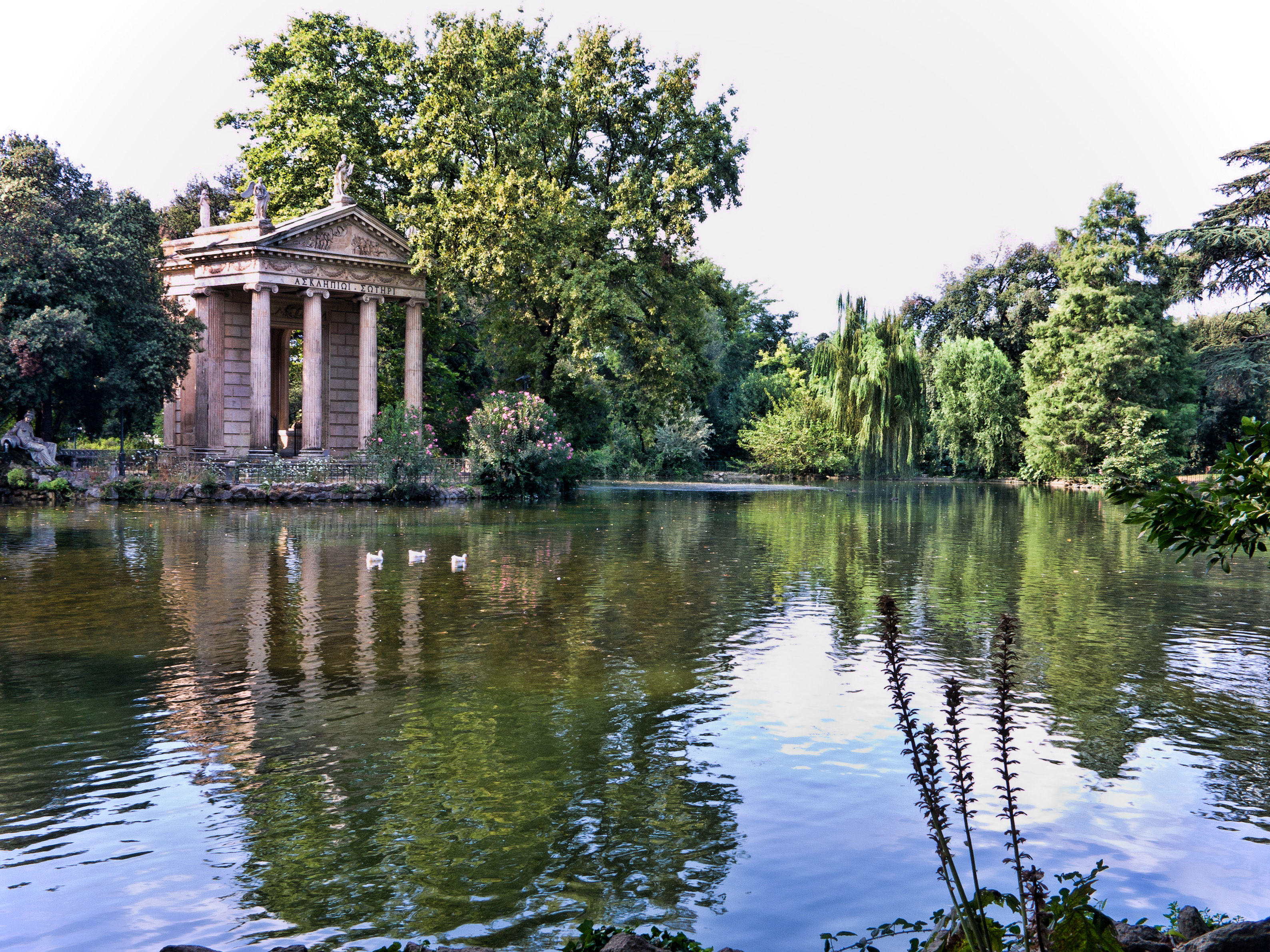
Templele lui Asclepios, din grădinile Villa Borghese.

Parcurile publice și rezervațiile naturale acoperă o suprafață mare în Roma, iar orașul are una dintre cele mai mari suprafețe de spațiu verde dintre capitalele europene. Cea mai notabilă parte a acestui spațiu verde este reprezentată de numărul mare de vile și grădini peisagistice create de aristocrația italiană. Deși majoritatea parcurilor care înconjurau vilele au fost distruse în timpul boom-ului imobiliar de la sfârșitul secolului al XIX-lea, unele dintre ele au rămas. Cele mai notabile dintre acestea sunt Villa Borghese și Villa Pamphili. Villa Doria Pamphili se află la vest de colina Gianicolo, având o suprafață de aproximativ 1,8 km². Villa Sciarra este situată pe colină, având locuri de joacă pentru copii și zone umbrite pentru plimbare. În apropierea zonei Trastevere, Orto Botanico (Grădina Botanică) este un spațiu verde răcoros și umbrit. Vechiul hipodrom roman (Circul Maximus) este un alt spațiu verde mare: are puțini copaci, dar este supravegheat de colina Palatin și de Grădina de trandafiri ("roseto comunale"). În apropiere se află luxurianta Villa Celimontana, aproape de grădinile care înconjoară Băile lui Caracalla. Grădina Villa Borghese este cel mai cunoscut spațiu verde mare din Roma, cu galerii de artă faimoase printre aleile sale umbrite. Dominând Piazza del Popolo și Scările Spaniole se află grădinile Pincio și Villa Medici. De asemenea, există o pădure de pini notabilă la Castelfusano, lângă Ostia. Roma are și un număr de parcuri regionale de origine mult mai recentă, inclusiv Parcul Regional Pineto și Parcul Regional Via Appia. Există, de asemenea, rezervații naturale la Marcigliana și la Tenuta di Castelporziano.

### Climat

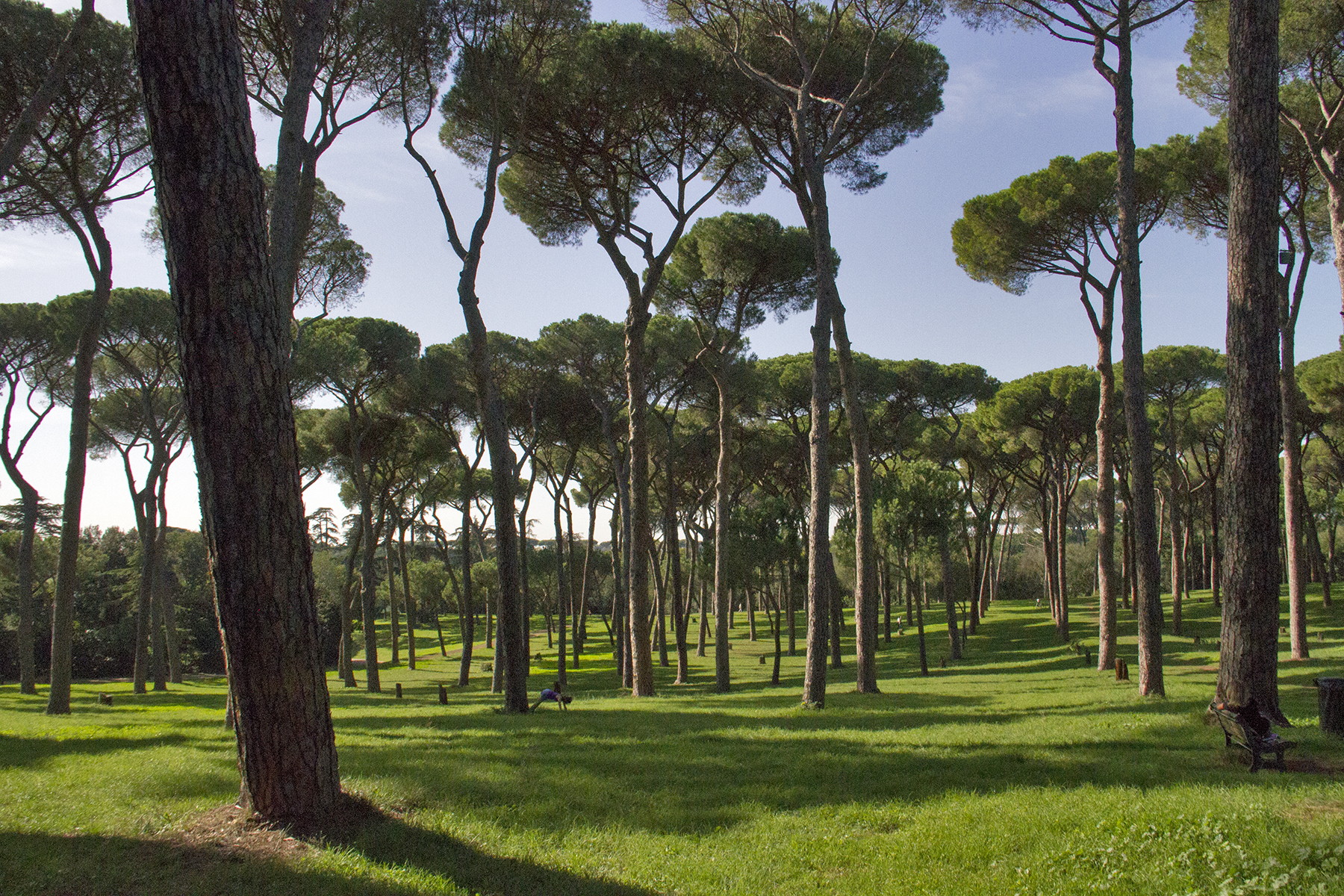
Pini pietroși în Villa Doria Pamphili.

Roma are un climat mediteranean (clasificarea climatică Köppen: Csa), cu veri fierbinți și uscate și ierni blânde și umede.
Temperatura medie anuală este de peste 21 °C în timpul zilei și 9 °C noaptea. În cea mai rece lună, ianuarie, temperatura medie este de 12,6 °C în timpul zilei și 2,1 °C noaptea. În cea mai caldă lună, august, temperatura medie este de 31,7 °C în timpul zilei și 17,3 °C noaptea.
Decembrie, ianuarie și februarie sunt cele mai reci luni, cu o temperatură medie zilnică de aproximativ 8 °C. Temperaturile în aceste luni variază în general între 10 și 15 °C în timpul zilei și între 3 și 5 °C noaptea, cu perioade mai reci sau mai calde care apar frecvent. Ninsorile sunt rare, dar nu neobișnuite, cu zăpadă ușoară sau fulguieli în unele ierni, în general fără acumulare, și ninsori importante foarte rar (cele mai recente au fost în 2018, 2012 și 1986).
Umiditatea relativă medie este de 75%, variind de la 72% în iulie la 77% în noiembrie. Temperaturile mării variază de la un minim de 13,9 °C în februarie la un maxim de 25,0 °C în august.

Cea mai ridicată temperatură înregistrată vreodată la Roma a fost de 42,9 °C pe 18 iulie 2023.
| Date climatice pentru Rome Ciampino Airport, elevatie: 129 m sau 423 ft, 1991-2020 normal, extreme 1944–prezent | Date climatice pentru Rome Ciampino Airport, elevatie: 129 m sau 423 ft, 1991-2020 normal, extreme 1944–prezent | Date climatice pentru Rome Ciampino Airport, elevatie: 129 m sau 423 ft, 1991-2020 normal, extreme 1944–prezent | Date climatice pentru Rome Ciampino Airport, elevatie: 129 m sau 423 ft, 1991-2020 normal, extreme 1944–prezent | Date climatice pentru Rome Ciampino Airport, elevatie: 129 m sau 423 ft, 1991-2020 normal, extreme 1944–prezent | Date climatice pentru Rome Ciampino Airport, elevatie: 129 m sau 423 ft, 1991-2020 normal, extreme 1944–prezent | Date climatice pentru Rome Ciampino Airport, elevatie: 129 m sau 423 ft, 1991-2020 normal, extreme 1944–prezent | Date climatice pentru Rome Ciampino Airport, elevatie: 129 m sau 423 ft, 1991-2020 normal, extreme 1944–prezent | Date climatice pentru Rome Ciampino Airport, elevatie: 129 m sau 423 ft, 1991-2020 normal, extreme 1944–prezent | Date climatice pentru Rome Ciampino Airport, elevatie: 129 m sau 423 ft, 1991-2020 normal, extreme 1944–prezent | Date climatice pentru Rome Ciampino Airport, elevatie: 129 m sau 423 ft, 1991-2020 normal, extreme 1944–prezent | Date climatice pentru Rome Ciampino Airport, elevatie: 129 m sau 423 ft, 1991-2020 normal, extreme 1944–prezent | Date climatice pentru Rome Ciampino Airport, elevatie: 129 m sau 423 ft, 1991-2020 normal, extreme 1944–prezent | Date climatice pentru Rome Ciampino Airport, elevatie: 129 m sau 423 ft, 1991-2020 normal, extreme 1944–prezent |
| Luna | Ian | Feb | Mar | Apr | Mai | Iun | Iul | Aug | Sep | Oct | Nov | Dec | Anual |
| --- | --- | --- | --- | --- | --- | --- | --- | --- | --- | --- | --- | --- | --- |
| Maxima medie °C (°F)                                                                                            | 12.0 (53,6) | 13.0 (55,4) | 15.8 (60,4) | 18.8 (65,8) | 22.3 (72,1) | 28.1 (82,6) | 31.0 (87,8) | 31.6 (88,9) | 26.7 (80,1) | 22.2 (72) | 16.9 (62,4) | 12.7 (54,9) | 21,0 (69,8) |
| Media zilnică °C (°F)                                                                                           | 7.5 (45,5) | 8.0 (46,4) | 10.7 (51,3) | 13.6 (56,5) | 18.0 (64,4) | 22.5 (72,5) | 25.1 (77,2) | 25.4 (77,7) | 21.0 (69,8) | 17.0 (62,6) | 12.4 (54,3) | 8.5 (47,3) | 15,8 (60,4) |
| Minima medie °C (°F)                                                                                            | 3.4 (38,1) | 3.4 (38,1) | 5.9 (42,6) | 8.6 (47,5) | 12.6 (54,7) | 16.7 (62,1) | 19.3 (66,7) | 19.8 (67,6) | 16.0 (60,8) | 12.4 (54,3) | 8.5 (47,3) | 4.7 (40,5) | 10,9 (51,6) |
| Minima istorică °C (°F)                                                                                         | −11 (12,2) | −6.9 (19,6) | −6.5 (20,3) | −2.4 (27,7) | 1.8 (35,2) | 5.6 (42,1) | 9.1 (48,4) | 9.3 (48,7) | 4.3 (39,7) | 0.8 (33,4) | −5.2 (22,6) | −6.6 (20,1) | −11 (12,2) |
| Precipitații mm (inches)                                                                                        | 65.6 (2.583) | 62.8 (2.472) | 58.6 (2.307) | 68.6 (2.701) | 56.9 (2.24) | 30.1 (1.185) | 19.8 (0.78) | 30.2 (1.189) | 64.9 (2.555) | 88.1 (3.469) | 108.2 (4.26) | 98.3 (3.87) | 752,0 (29,606)                                                                                                  |
| Umiditate [%]                                                                                                   | 75.8 | 71.5 | 70.6 | 70.4 | 69.0 | 65.4 | 63.3 | 64.1 | 69.1 | 74.0 | 77.9 | 77.2 | 70,7 |
| Nr. de zile cu precipitații (≥ 1.0 mm)                                                                          | 7.40 | 7.48 | 6.85 | 7.42 | 5.54 | 3.38 | 2.16 | 2.20 | 6.00 | 7.32 | 8.84 | 9.44 | 74,03 |
| Ore însorite | 155.9 | 171.9 | 203.1 | 221.1 | 276.5 | 298.8 | 337.6 | 320.2 | 237.9 | 200.6 | 153.3 | 146.9 | 2.723,9 |
| Sursa nr. 1: NOAA                                                                                               | | | | | | | | | | | | | |
| Sursa nr. 2: Temperature extreme in Toscana                                                                     | | | | | | | | | | | | | |

## Demografie

Roma (comuna) piramida vârstă-sex în 2022.

Până în 550 î.Hr., Roma era al doilea cel mai mare oraș din Italia, după Taras (actualul Taranto) din Peninsula Salento. Avea o suprafață de aproximativ 285 ha (700 acri) și o populație estimată la 35.000 de locuitori. Alte surse sugerează că populația era puțin sub 100.000 între 600 și 500 î.Hr. Când Republica a fost fondată în 509 î.Hr., recensământul a înregistrat o populație de 130.000 de locuitori. Republica includea orașul în sine și împrejurimile imediate. Alte surse sugerează o populație de 150.000 în 500 î.Hr. Populația a depășit 300.000 până în 150 î.Hr.
Dimensiunea orașului în timpul împăratului Augustus este un subiect de speculație, cu estimări bazate pe distribuția grânelor, importurile de grâne, capacitatea apeductelor, limitele orașului, densitatea populației, rapoartele recensămintelor și presupuneri despre numărul femeilor, copiilor și sclavilor neraportați, oferind o gamă foarte largă de cifre. Glenn Storey estimează 450.000 de locuitori, Whitney Oates estimează 1,2 milioane, Neville Morely oferă o estimare aproximativă de 800.000 și exclude sugestiile anterioare de 2 milioane. Estimările populației orașului spre și după sfârșitul Imperiului Roman variază, de asemenea. A.H.M. Jones a estimat populația la 650.000 la mijlocul secolului al V-lea. Pagubele cauzate de jafuri ar fi fost supraestimate. Populația începuse deja să scadă de la sfârșitul secolului al IV-lea, deși în jurul mijlocului secolului al V-lea se pare că Roma a continuat să fie cel mai populat oraș din cele două părți ale Imperiului. Potrivit lui Krautheimer, populația era încă aproape de 800.000 în anul 400 d.Hr., scăzând la 500.000 în 452 și diminuându-se până la aproximativ 100.000 în 500 d.Hr. După Războaiele Gotice, 535–552, populația ar fi scăzut temporar la 30.000. În timpul pontificatului Papei Grigore I (590–604), populația ar fi ajuns la 90.000, augmentată de refugiați. Lancon estimează 500.000 de locuitori pe baza numărului de 'incisi' înscriși ca eligibili pentru a primi rații de pâine, ulei și vin; numărul a scăzut la 120.000 în reforma din 419. Neil Christie, citând rațiile gratuite pentru cei mai săraci, estimează 500.000 de locuitori la mijlocul secolului al V-lea și încă un sfert de milion la sfârșitul secolului. Novela 36 a împăratului Valentinian III înregistrează 3,629 milioane de livre de carne de porc pentru a fi distribuite celor nevoiași, la 5 livre pe lună pentru cele cinci luni de iarnă, suficient pentru 145.000 de beneficiari. Aceasta a fost folosită pentru a sugera o populație de puțin sub 500.000. Aprovizionarea cu grâne a rămas constantă până la capturarea provinciilor rămase din Africa de Nord în 439 de către vandali și ar fi putut continua într-o anumită măsură după aceea. Populația orașului a scăzut sub 50.000 de oameni în Evul Mediu timpuriu, începând cu anul 700 d.Hr. A continuat să stagneze sau să scadă până în perioada Renașterii.
Când Regatul Italiei a anexat Roma în 1870, orașul avea o populație de aproximativ 225.000 de locuitori. Mai puțin de jumătate din orașul aflat în interiorul zidurilor era construit în 1881, când populația înregistrată era de 275.000. Aceasta a crescut la 600.000 până în ajunul Primului Război Mondial. Regimul fascist al lui Mussolini a încercat să blocheze o creștere demografică excesivă a orașului, dar nu a reușit să împiedice atingerea unui milion de locuitori la începutul anilor 1930. Creșterea populației a continuat după Al Doilea Război Mondial, ajutată de un boom economic postbelic. Un boom al construcțiilor a creat, de asemenea, multe suburbii în anii 1950 și 1960.
La mijlocul anului 2010, erau 2.754.440 de locuitori în orașul propriu-zis, în timp ce aproximativ 4,2 milioane de oameni locuiau în zona metropolitană a Romei (care poate fi aproximativ identificată cu orașul metropolitan administrativ, cu o densitate a populației de aproximativ 800 de locuitori/km2 întinzându-se pe mai mult de 5.000 km2). Minorii (copii cu vârsta de 18 ani și mai mici) reprezentau 17,00% din populație, comparativ cu pensionarii care reprezentau 20,76%. Aceasta comparativ cu media italiană de 18,06% (minori) și 19,94% (pensionari). Vârsta medie a unui locuitor al Romei este de 43 de ani, comparativ cu media italiană de 42 de ani. În cei cinci ani dintre 2002 și 2007, populația Romei a crescut cu 6,54%, în timp ce Italia în ansamblu a crescut cu 3,56%. Rata actuală a natalității în Roma este de 9,10 nașteri la 1.000 de locuitori, comparativ cu media italiană de 9,45 nașteri.
Zona urbană a Romei se extinde dincolo de limitele administrative ale orașului, cu o populație de aproximativ 3,9 milioane de locuitori. Între 3,2 și 4,2 milioane de oameni trăiesc în zona metropolitană a Romei.

### Grupuri de origine

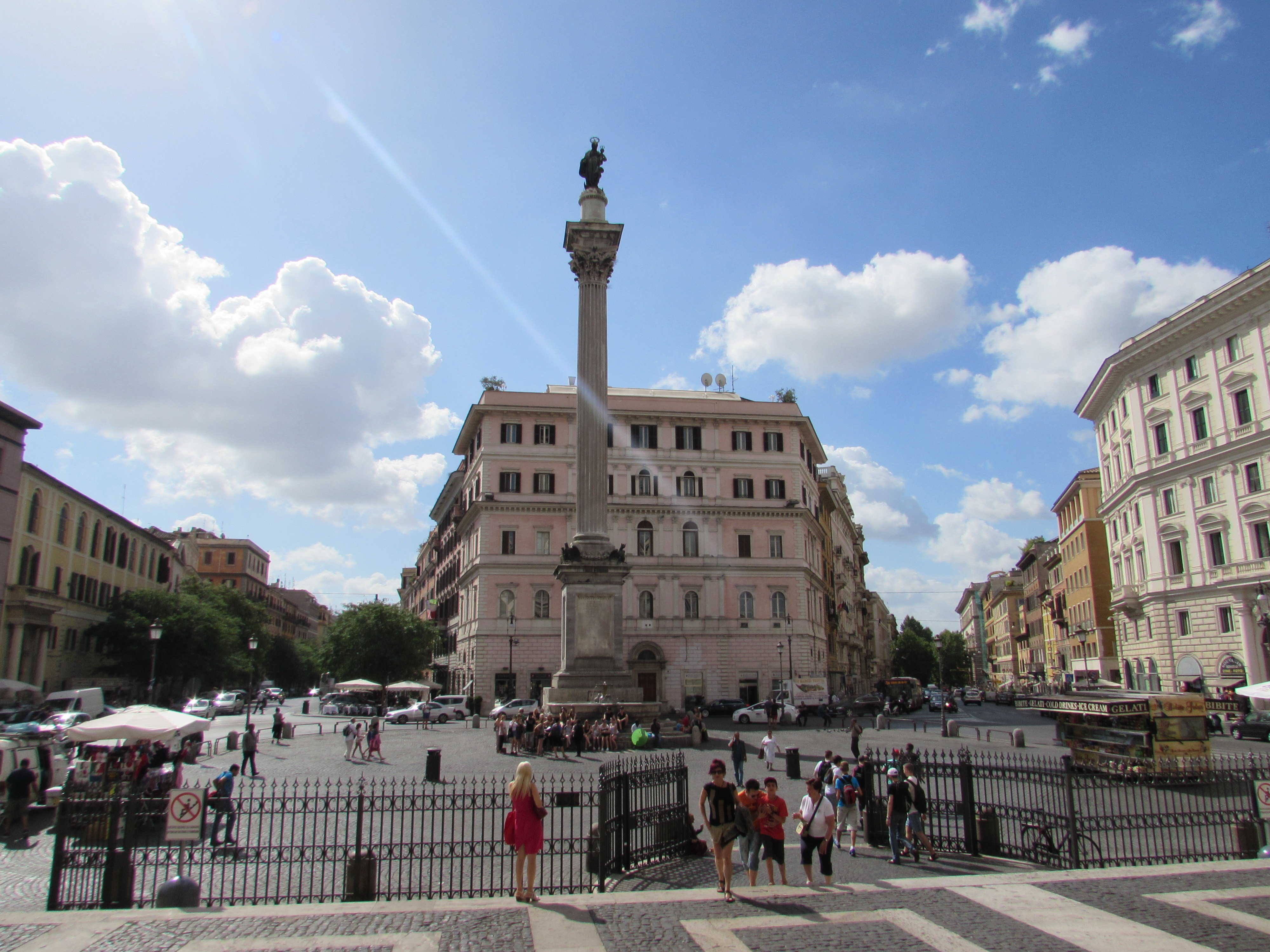
Cartierul Esquilino

Conform statisticilor din 2011 realizate de ISTAT, aproximativ 9,5% din populație este formată din non-italieni. Aproximativ jumătate din populația imigrantă este formată din persoane de diverse origini europene (în principal români, polonezi, ucraineni și albanezi), totalizând 131.118 persoane sau 4,7% din populație. Restul de 4,8% este format din persoane de origine non-europeană, în principal filipinezi (26.933), bangladeșeni (12.154) și chinezi (10.283).
Cartierul Esquilino, situat în apropierea Gării Termini, a evoluat într-un cartier în mare parte imigrant. Este perceput ca Chinatown-ul Romei. Acolo locuiesc imigranți din peste o sută de țări diferite. Esquilino este un district comercial care include restaurante cu diverse tipuri de bucătării internaționale. Există și magazine angro de haine. Dintre cele aproximativ 1.300 de unități comerciale care funcționează în district, 800 sunt deținute de chinezi; aproximativ 300 sunt administrate de imigranți din alte țări din întreaga lume; iar 200 sunt deținute de italieni.
| Țara cetățeniei, 1 ianuarie 2023 | Populație |
| -------------------------------- | --------- |
| Toate țările lumii               | 511,332   |
| Uniunea Europeană (28 de țări)   | 193,427   |
| Alte țări europene non-UE-28     | 61,566    |
| Africa de Nord                   | 31,237    |
| Africa de Vest                   | 20,489    |
| Africa de Est                    | 8,568     |
| Africa Centrală și de Sud        | 2,845     |
| Asia de Vest                     | 9,073     |
| Asia de Est                      | 65,431    |
| Asia Centrală și de Sud          | 74,060    |
| America de Nord                  | 2,903     |
| America Centrală și de Sud       | 41,279    |
| Oceania                          | 303       |
| Fără cetățenie                   | 151       |

### Limbă

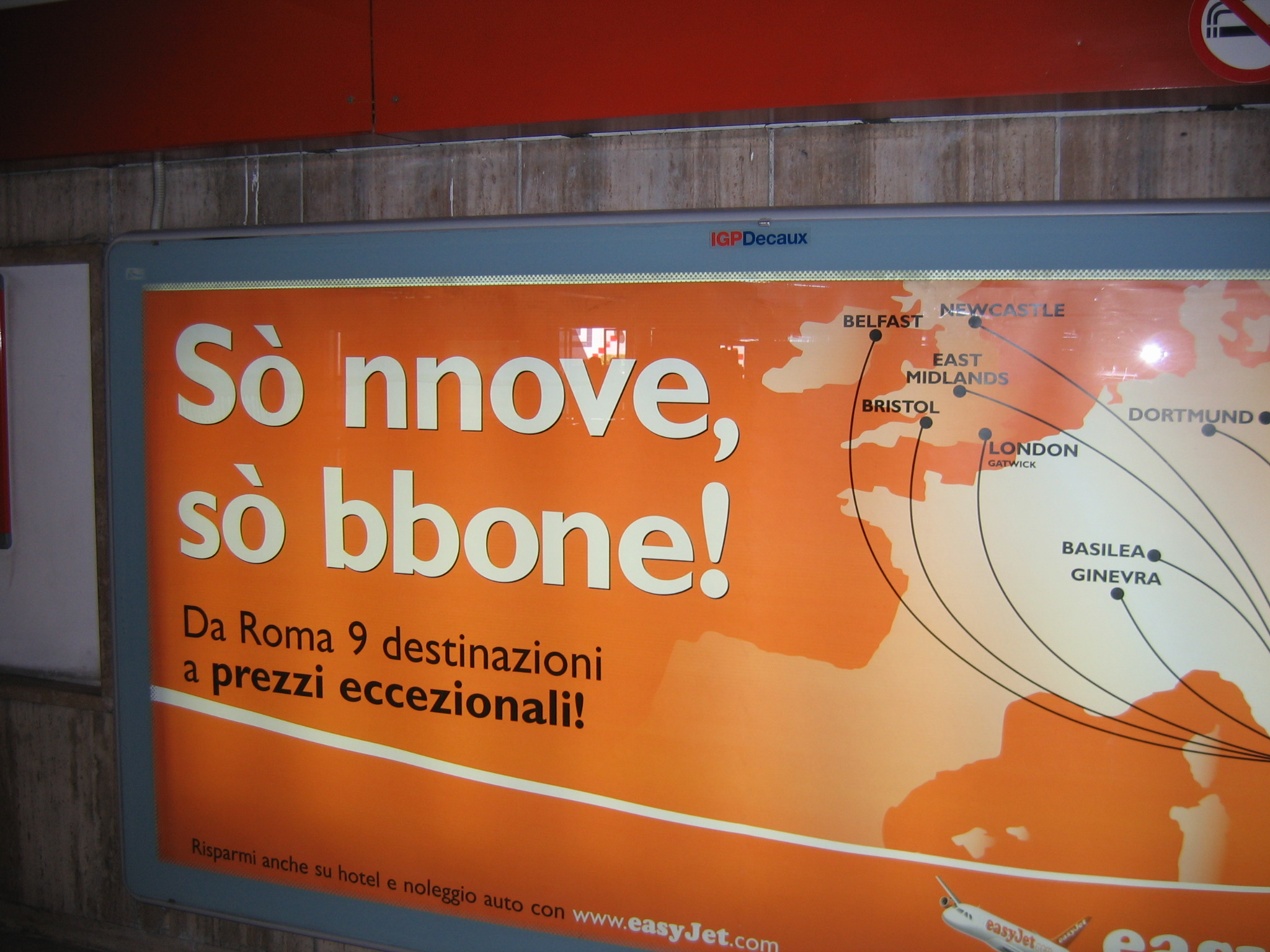
Reclamă în dialectul romanesco la o stație de metrou din Roma.

Contribuția istorică a Romei la dezvoltarea limbajului la nivel mondial este vastă. Prin procesul de romanizare, popoarele din Italia, Galia, Peninsula Iberică și Dacia au dezvoltat limbi care derivă direct din latină și care au fost adoptate în zone întinse ale lumii, prin influență culturală, colonizare și migrație. Mai mult decât atât, și limba engleză modernă, datorită cuceririi normande, a împrumutat un procent semnificativ din vocabularul său din limba latină. Alfabetul roman sau latin este cel mai utilizat sistem de scriere din lume, fiind folosit de cel mai mare număr de limbi.
Dialectul roman medieval aparținea familiei de dialecte sudice italiene și era astfel mult mai apropiat de limba napolitană decât de cea florentină. Un exemplu tipic de romanesco din acea perioadă este *Vita di Cola di Rienzo* ("Viața lui Cola di Rienzo"), scris de un roman anonim în secolul al XIV-lea. Începând cu secolul al XVI-lea, dialectul roman a fost din ce în ce mai influențat de dialectul toscan (din care derivă italiana modernă), începând cu domniile celor doi papi Medici (Leon al X-lea și Clement al VII-lea) și cu Sacul Romei din 1527, două evenimente care au provocat o imigrare masivă din Toscana. Prin urmare, romanesco-ul actual are gramatică și rădăcini destul de diferite de alte dialecte din Italia centrală.

### Religie

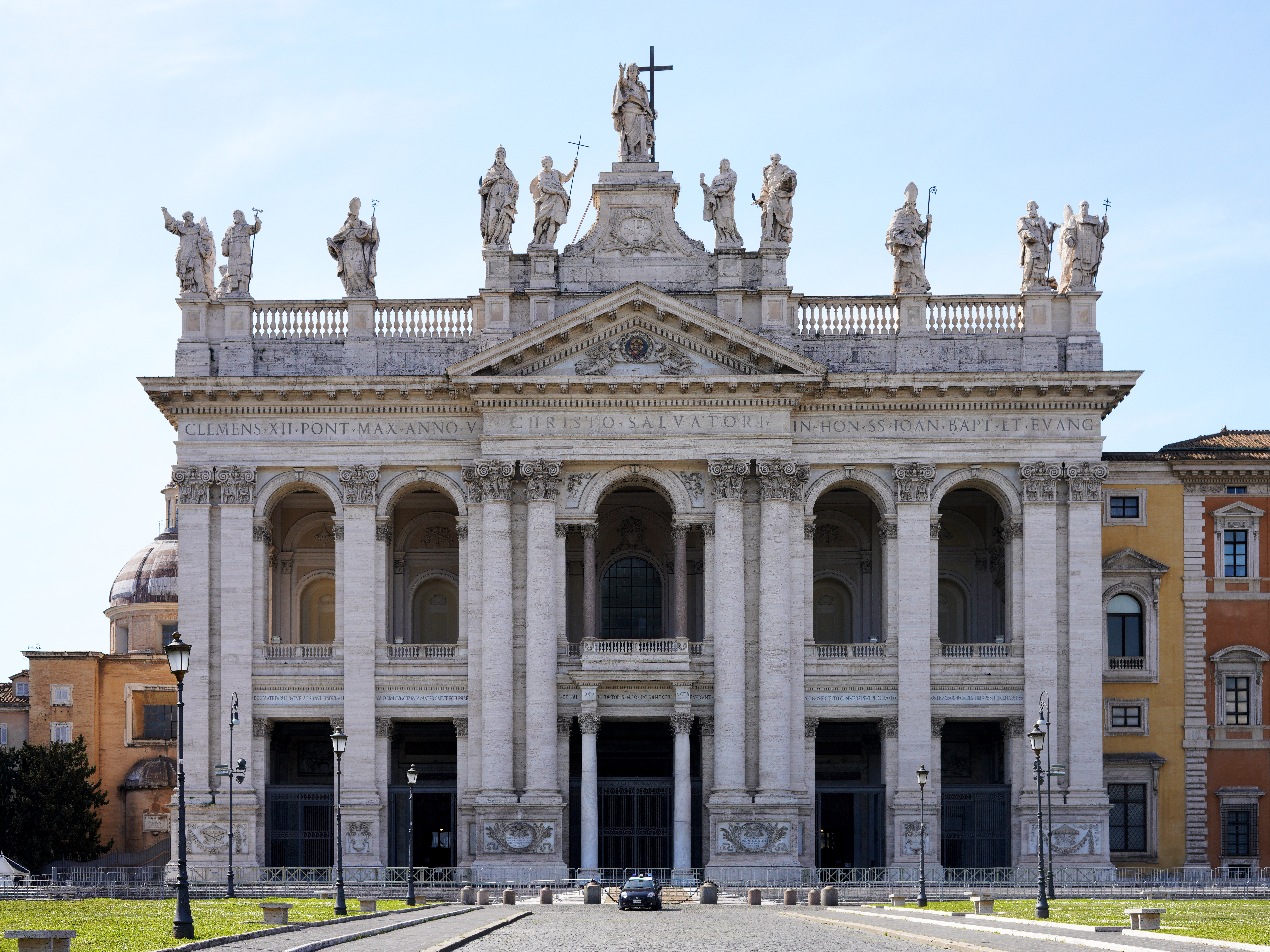
Arhibasilica Sfântul Ioan Lateran, Catedrala Romei, construită în 324 și parțial reconstruită între 1660 și 1734.

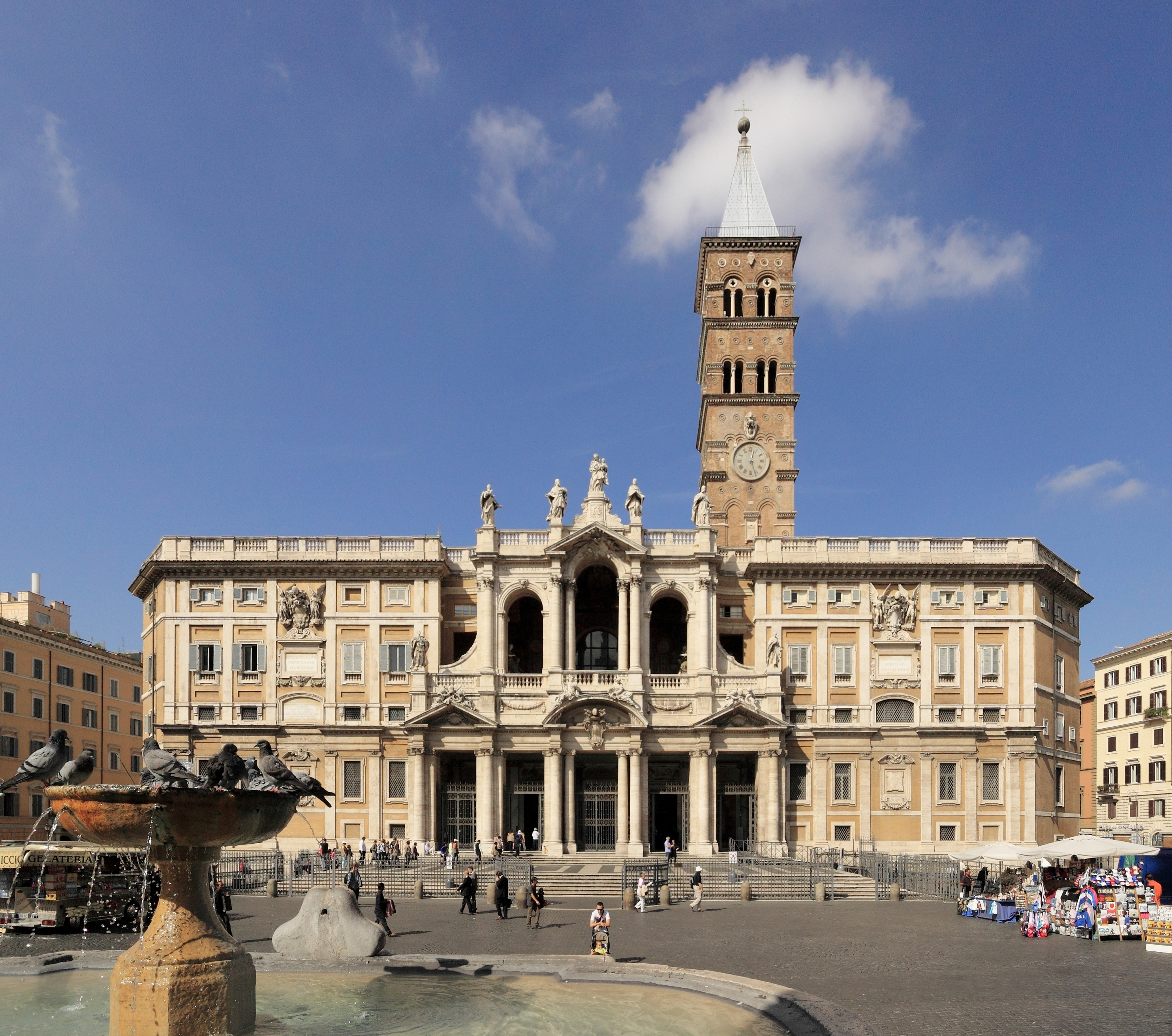
Una dintre cele șapte biserici de pelerinaj din Roma, Santa Maria Maggiore.

La fel ca în restul Italiei, Roma este predominant creștină și a fost un important centru de religie și pelerinaj timp de secole, fiind sediul religiei romane antice cu pontifex maximus și, ulterior, sediul Vaticanului și al papei. Înainte de sosirea creștinilor în Roma, Religio Romana (literalmente, „Religia Romană”) era religia majoritară a orașului în perioada antichității clasice. Primii zei venerați de romani au fost Jupiter, Cel Mai Înalt, și Marte, zeul războiului și, conform tradiției, tatăl fondatorilor Romei, Romulus și Remus. Alte zeități, precum Vesta și Minerva, erau de asemenea onorate. Roma a fost, de asemenea, baza mai multor culte misterice, cum ar fi Mithraismul. Mai târziu, după ce Sfântul Petru și Sfântul Pavel au fost martirizați în oraș, iar primii creștini au început să sosească, Roma a devenit creștină, iar în anul 313 d.Hr. a fost construită Vechia Bazilică Sfântul Petru. În ciuda unor întreruperi (cum ar fi papalitatea de la Avignon), Roma a fost, timp de secole, sediul Bisericii Catolice Romane și al Episcopului de Roma, cunoscut și sub numele de Papă.
Deși Roma găzduiește Vaticanul și Bazilica Sfântul Petru, catedrala Romei este Arhibazilica Sfântul Ioan din Lateran, situată în sud-estul centrului orașului. În Roma există aproximativ 900 de biserici. Pe lângă catedrala propriu-zisă, alte biserici notabile includ Bazilica Santa Maria Maggiore, Bazilica Sfântul Pavel din Afara Zidurilor, Bazilica San Clemente din Roma, San Carlo alle Quattro Fontane și Biserica Gesuati din Veneția. De asemenea, sub oraș se află vechile catacombe ale Romei. În Roma există numeroase instituții de învățământ religios de mare importanță, cum ar fi Universitatea Pontificală Laterană, Institutul Pontifical Biblic, Universitatea Pontificală Gregoriană și Institutul Pontifical Oriental.
Încă de la sfârșitul Republicii Romane, Roma este și centrul unei importante comunități evreiești, care a fost inițial situată în Trastevere și mai târziu în Ghetoul Roman. Aici se află și sinagoga principală din Roma, Tempio Maggiore.
Teritoriul Vaticanului face parte din Mons Vaticanus (Dealul Vatican), și din fostele Câmpuri Vaticanice adiacente, unde au fost construite Bazilica Sfântul Petru din Roma, Palatul Apostolic, Capela Sixtină și muzeele, împreună cu alte diverse clădiri. Zona a fost parte a rionei romane Borgo până în 1929. Fiind separată de oraș pe malul vestic al Tibrului, zona era un cartier protejat, inclus în zidurile lui Leon al IV-lea, ulterior extinse de zidurile de fortificație actuale ale lui Paul al III-lea, Pius al IV-lea și Urban al VIII-lea. La pregătirea Tratatului de la Lateran din 1929, care a creat statul Vatican, granițele teritoriului propus au fost influențate de faptul că mare parte din acesta era aproape închis de acest perimetru.

Roma a fost un important loc de pelerinaj creștin încă din Evul Mediu. Oameni din întreaga lume creștină vizitează Vaticanul, situat în orașul Roma, sediul papalității. Orașul a devenit un loc major de pelerinaj în Evul Mediu. Cu excepția unor perioade scurte de independență în Evul Mediu, Roma și-a păstrat statutul de capitală papală și oraș sfânt timp de secole, chiar și atunci când papalitatea s-a mutat temporar la Avignon (1309–1377). Catolicii cred că Vaticanul este ultimul loc de odihnă al Sfântului Petru. Pelerinajele la Roma pot include vizite la multe locuri, atât în interiorul Vaticanului, cât și pe teritoriul italian. Un punct de oprire popular este Scara lui Pilat: conform tradiției creștine, acestea sunt treptele care duceau la praetorium-ul lui Ponțiu Pilat din Ierusalim, pe care a urcat Iisus Hristos în timpul Patimilor sale, în drum spre judecată.

## Guvern

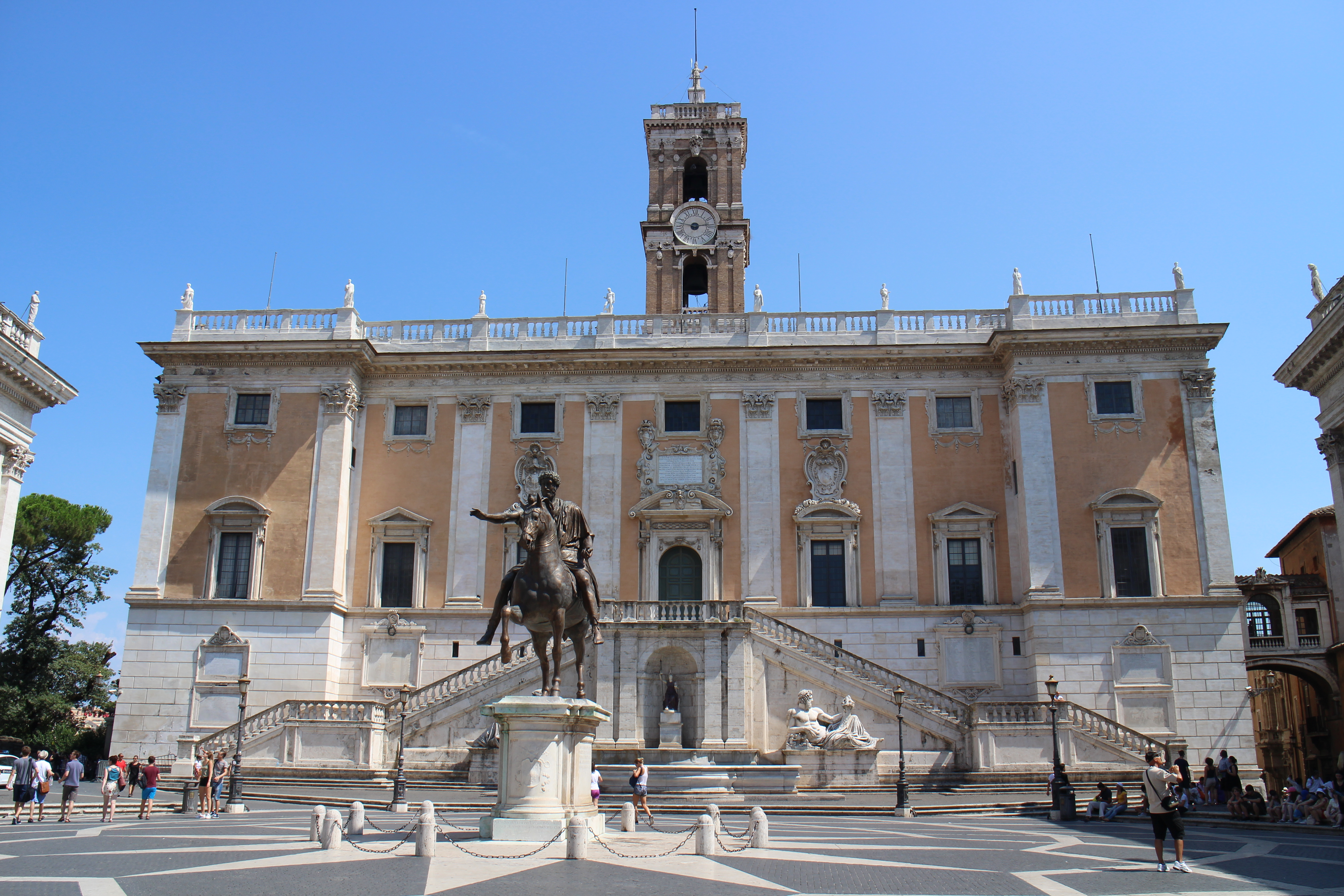
Palazzo Senatorio, sediul municipalității din Roma. Este primărie din 1144, fiind astfel cea mai veche primărie din lume.

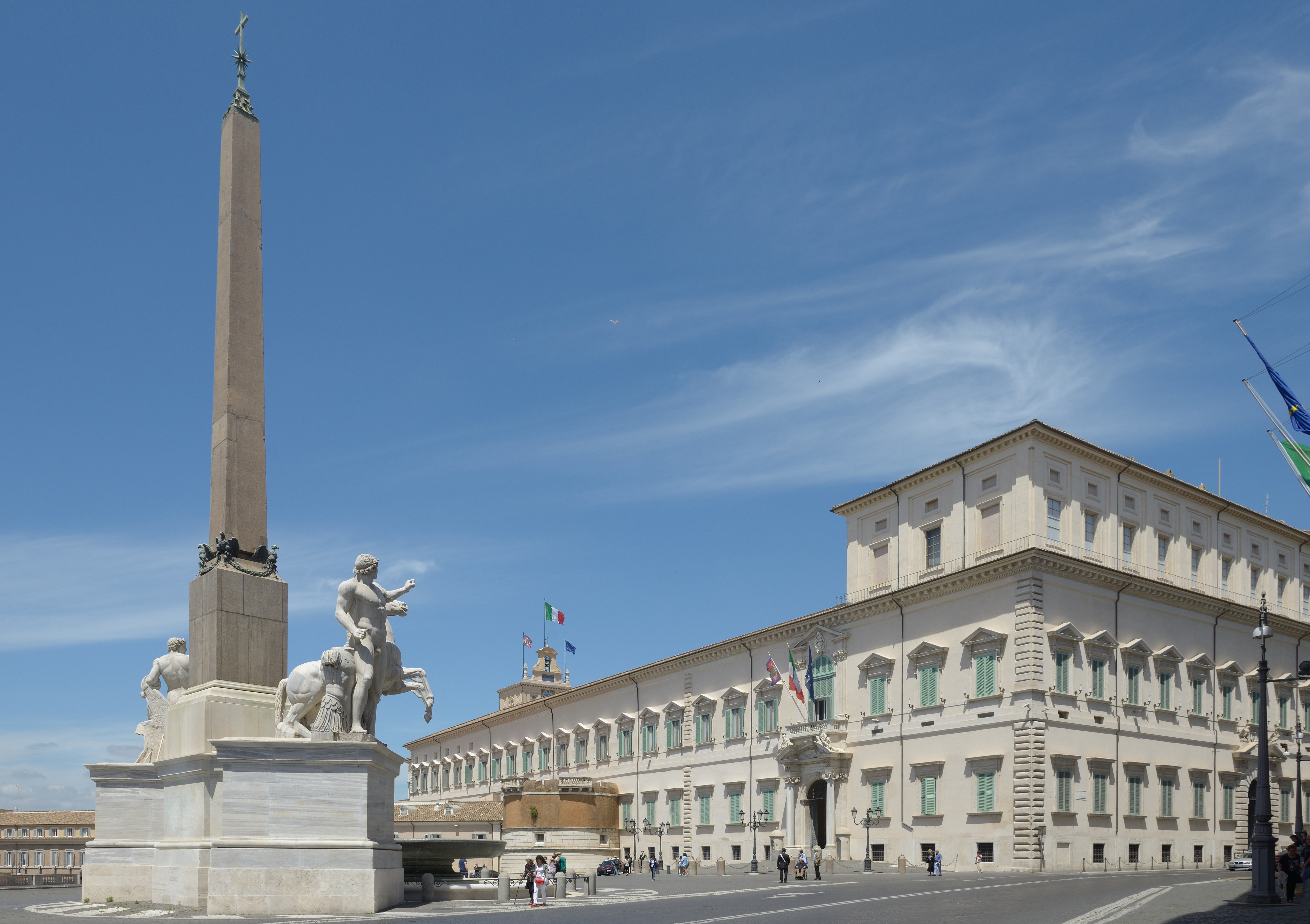
Palazzo del Quirinale, sediul actual al Președintelui Republicii Italiene.

Roma constituie o regiune specială numită "Roma Capitale" și este cea mai mare atât din punct de vedere al suprafeței, cât și al populației dintre cele 8.101 comune ale Italiei. Este guvernată de un primar și un consiliu municipal. Sediul comunei este în Palazzo Senatorio de pe Dealul Capitolin, sediul istoric al guvernului orașului. Administrația locală din Roma este denumită în mod obișnuit "Campidoglio," numele italian al dealului. Palazzo Senatorio, sediul municipalității din Roma, a fost o primărie încă din anul 1144, fiind astfel cea mai veche primărie din lume.
Din 1972, orașul a fost împărțit în zone administrative numite municipi (singular: municipio) (până în 2001 erau numite circoscrizioni). Acestea au fost create din motive administrative pentru a crește descentralizarea în oraș. Fiecare municipio este guvernat de un președinte și un consiliu de douăzeci și cinci de membri care sunt aleși de rezidenți la fiecare cinci ani. Municipiile deseori traversează granițele diviziunilor tradiționale, neadministrative ale orașului. Inițial, erau 20 de municipi, apoi 19, iar în 2013 numărul lor a fost redus la 15.
Roma este, de asemenea, împărțită în diferite tipuri de unități neadministrative. Centrul istoric este împărțit în 22 de rioni, toate fiind situate în interiorul Zidurilor Aureliene, cu excepția Prati și Borgo. Acestea își au originea în cele 14 regiuni ale Romei augustane, care au evoluat în Evul Mediu în rioni medievali. În Renaștere, sub Papa Sixt al V-lea, numărul acestora a ajuns din nou la paisprezece, iar granițele lor au fost definite în cele din urmă sub Papa Benedict al XIV-lea în 1743.
Roma este orașul principal al Orașului Metropolitan Roma, operativ din 1 ianuarie 2015. Orașul Metropolitan a înlocuit vechea **provincia di Roma**, care includea zona metropolitană a orașului și se extindea mai departe spre nord până la Civitavecchia. Orașul Metropolitan Roma este cel mai mare ca suprafață din Italia. Cu o dimensiune de 5.352 km², dimensiunile sale sunt comparabile cu cele ale regiunii Liguria. Mai mult, orașul este, de asemenea, capitala regiunii Lazio.
Roma este capitala națională a Italiei și sediul Guvernului italian. Reședințele oficiale ale Președintelui Republicii Italiene și ale Prim-ministrului Italiei, sediile ambelor camere ale Parlamentului italian și ale Curții Constituționale Italiene sunt situate în centrul istoric. Ministerele de stat sunt dispersate în diferite zone ale orașului; printre acestea se numără Ministerul Afacerilor Externe, care se află în Palazzo della Farnesina, lângă stadionul olimpic.

### Relații internaționale

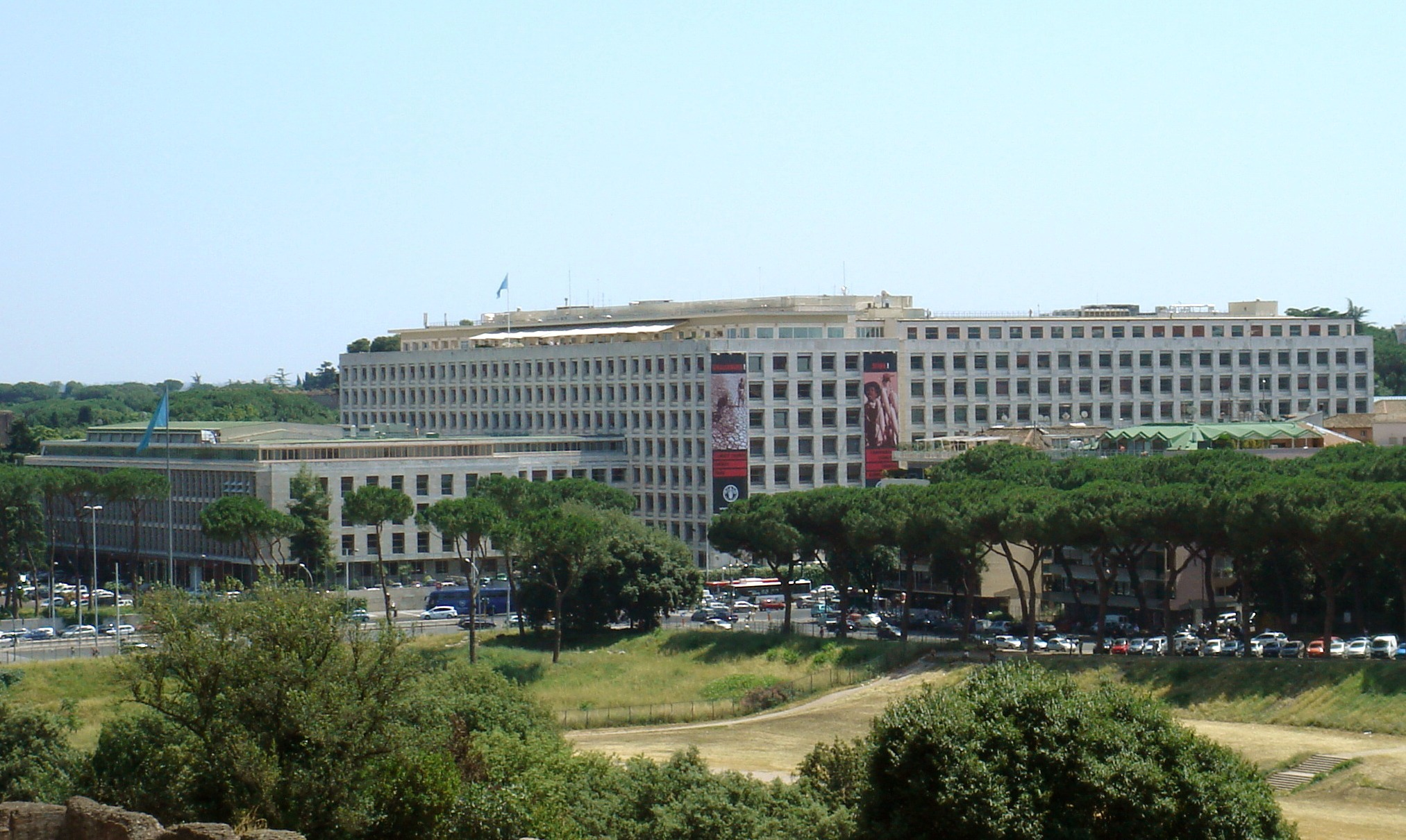
Sediul central al FAO din Roma, Circo Massimo.

Dintre orașele globale, Roma este unică prin faptul că găzduiește două entități suverane situate în întregime în limitele sale: Sfântul Scaun, reprezentat de Statul Vatican, și Ordinul Suveran Militar de Malta, care este teritorial mai mic. Vaticanul este o enclavă a capitalei Italiei și o posesiune suverană a Sfântului Scaun, care reprezintă Dieceza Romei și guvernul suprem al Bisericii Romano-Catolice. Din acest motiv, Roma a fost uneori descrisă ca fiind capitala a două state.
Roma găzduiește așa-numitul „Polo Romano,” compus din trei agenții internaționale principale ale Națiunilor Unite: Organizația pentru Alimentație și Agricultură (FAO), Programul Alimentar Mondial (WFP) și Fondul Internațional pentru Dezvoltarea Agricolă (IFAD).
Roma a fost tradițional implicată în procesul de integrare politică europeană. Tratatele UE sunt păstrate în Palazzo della Farnesina. În 1957, orașul a găzduit semnarea Tratatului de la Roma, care a stabilit Comunitatea Economică Europeană (predecesoarea Uniunii Europene) și a fost, de asemenea, gazda semnării oficiale a propunerii de Constituție Europeană în iulie 2004. Roma este sediulComitetului Olimpic European și al Colegiului de Apărare NATO. În acest oraș au fost formulate Statutul Curții Penale Internaționale și Convenția Europeană a Drepturilor Omului. Roma găzduiește, de asemenea, alte entități internaționale importante, cum ar fi IDLO (Organizația Internațională pentru Dreptul Dezvoltării), ICCROM (Centrul Internațional pentru Studiul Conservării și Restaurării Proprietății Culturale) și UNIDROIT (Institutul Internațional pentru Unificarea Dreptului Privat).

## Economie

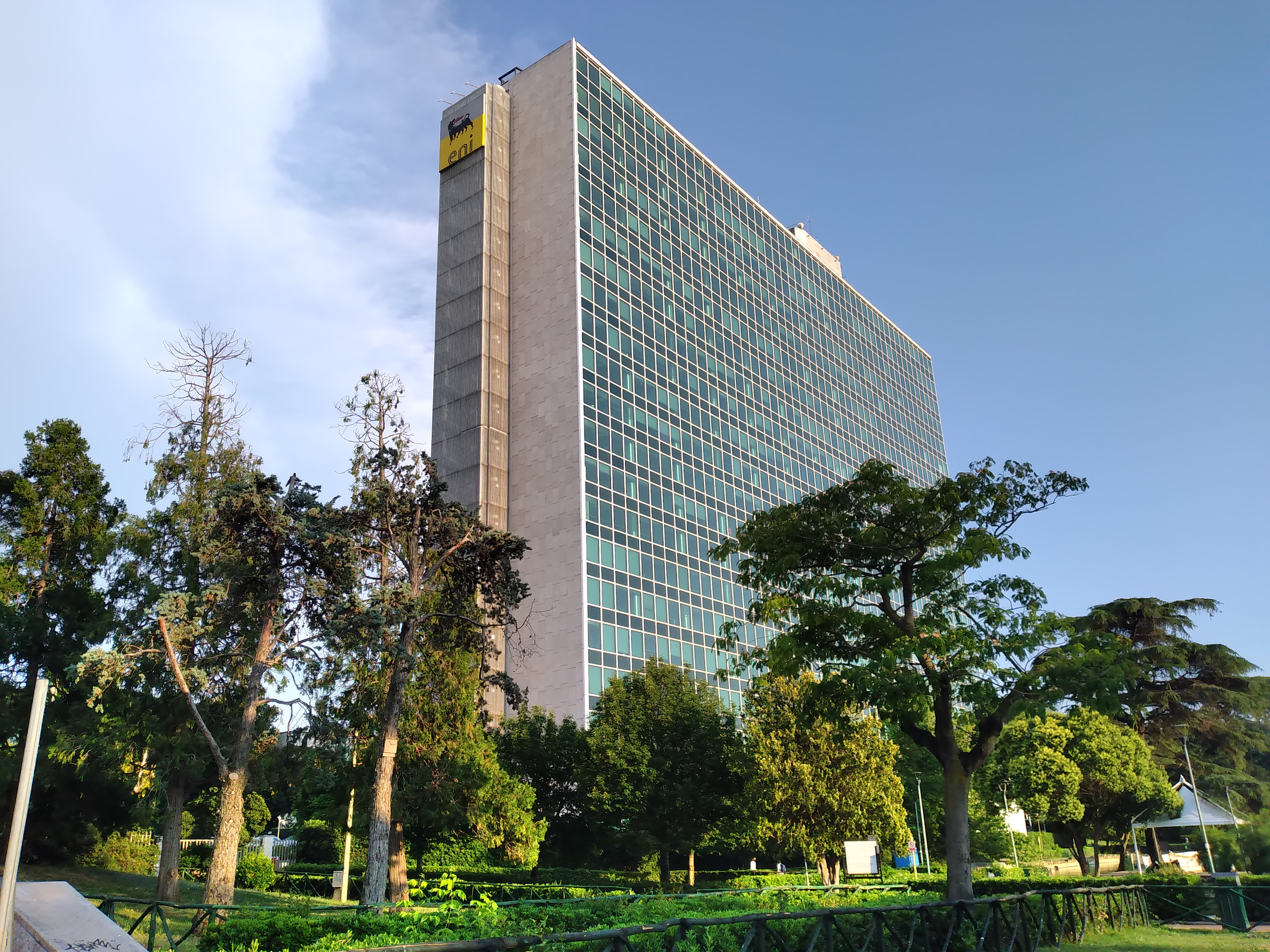
Palazzo Eni, situat în cartierul de afaceri EUR, este sediul central al Eni, considerată una dintre cele mai mari companii petroliere și de gaze din lume.

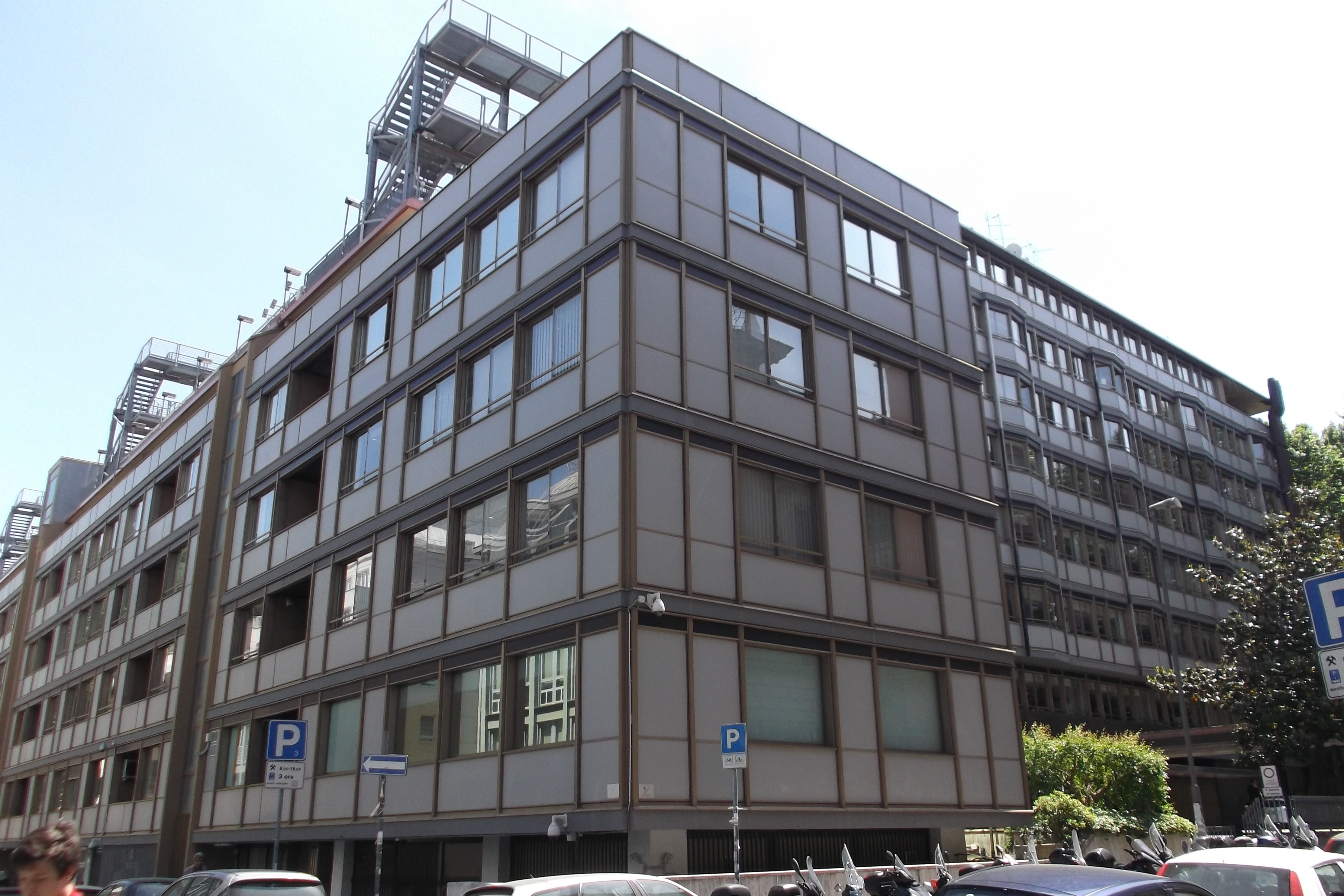
Sediul central al Enel din Roma, a doua cea mai mare companie de energie din lume după venituri, după State Grid Corporation of China.

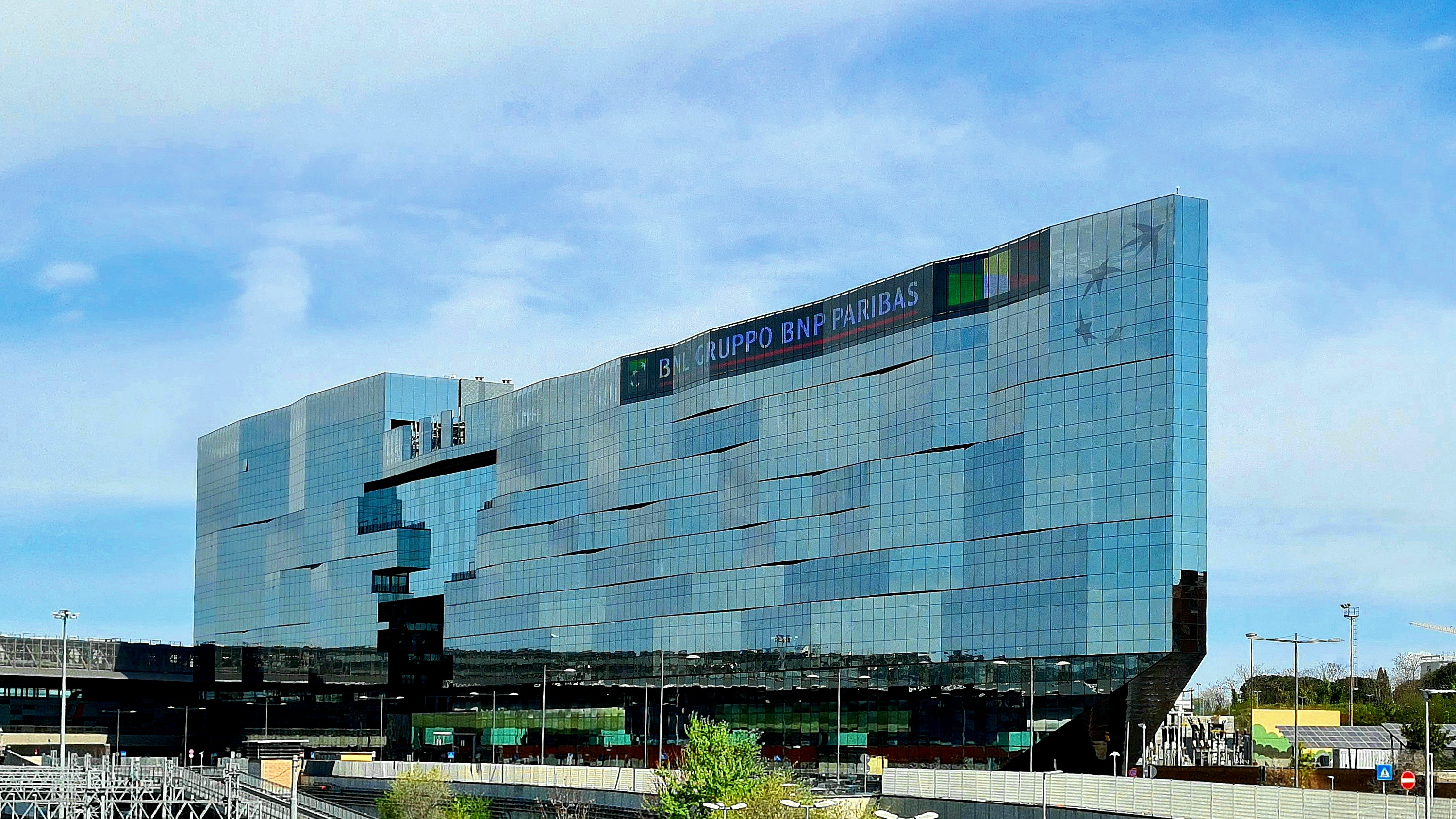
Orizzonte Europa, sediul central BNL din Roma.

Ca și capitală a Italiei, Roma găzduiește toate instituțiile principale ale națiunii, inclusiv Președinția Republicii, guvernul (și diferitele sale ministere), Parlamentul, principalele instanțe judiciare și reprezentanțele diplomatice ale tuturor țărilor pentru statele Italia și Vatican. Multe instituții internaționale sunt situate în Roma, în special cele culturale și științifice, cum ar fi Institutul American, Școala Britanică, Academia Franceză, Institutele Scandinave și Institutul Arheologic German. De asemenea, aici se află agenții specializate ale Națiunilor Unite, precum Organizația pentru Alimentație și Agricultură (FAO). Roma găzduiește și organizații internaționale și mondiale majore politice și culturale, precum Fondul Internațional pentru Dezvoltare Agricolă (IFAD), Programul Alimentar Mondial (WFP), Colegiul de Apărare NATO și Centrul Internațional pentru Studiul Conservării și Restaurării Proprietății Culturale (ICCROM).
Conform studiului GaWC privind orașele mondiale, Roma este un oraș de tip "Beta +". În 2014, orașul a fost clasat pe locul 32 în Indicele Orașelor Globale, cel mai înalt loc din Italia. Cu un PIB de 94,376 miliarde € (121,5 miliarde $) în 2005, orașul produce 6,7% din PIB-ul național (mai mult decât orice alt oraș din Italia), iar rata șomajului, redusă de la 11,1% la 6,5% între 2001 și 2005, este acum una dintre cele mai scăzute rate din capitalele Uniunii Europene. Economia Romei crește cu aproximativ 4,4% anual și continuă să crească într-un ritm mai rapid în comparație cu orice alt oraș din țară. Dacă Roma ar fi o țară, ar fi pe locul 52 în lume ca bogăție, cu un PIB comparabil cu cel al Egiptului. Roma avea, de asemenea, un PIB pe cap de locuitor de 29,153 € (37,412 $) în 2003, fiind pe locul al doilea în Italia (după Milano), și reprezenta mai mult de 134,1% din PIB-ul mediu pe cap de locuitor din UE. În ansamblu, Roma are cele mai mari câștiguri totale din Italia, ajungând la 47,076,890,463 € în 2008, dar, în ceea ce privește veniturile medii ale lucrătorilor, orașul se situează pe locul 9 în Italia, cu 24,509 €. La nivel global, lucrătorii din Roma au primit al 30-lea cel mai mare salariu în 2009, cu trei locuri mai sus față de 2008, când orașul era pe locul 33. Zona Romei a avut un PIB de 167,8 miliarde $ și 38,765 $ pe cap de locuitor.
Deși economia Romei este caracterizată prin absența industriei grele și este dominată în mare parte de servicii, companii de înaltă tehnologie (IT, aerospațială, apărare, telecomunicații), cercetare, construcții și activități comerciale (în special bancare), precum și dezvoltarea masivă a turismului sunt foarte dinamice și extrem de importante pentru economia sa. Aeroportul internațional al Romei, Fiumicino, este cel mai mare din Italia, iar orașul găzduiește sediile majorității companiilor mari italiene, precum și sediile a trei dintre cele mai mari 100 de companii din lume: Enel, Eni și Telecom Italia.
Universitățile, radioul și televiziunea națională și industria cinematografică din Roma sunt, de asemenea, părți importante ale economiei: Roma este centrul industriei cinematografice italiene, datorită studiourilor Cinecittà, care funcționează încă din anii 1930. Orașul este, de asemenea, un centru pentru bănci și asigurări, precum și pentru industriile electronice, energetice, de transport și aerospațiale. Numeroase companii și agenții internaționale, ministere guvernamentale, centre de conferințe, locuri de desfășurare a evenimentelor sportive și muzee sunt situate în principalele districte de afaceri ale Romei: Esposizione Universale Roma (EUR); Torrino (mai la sud de EUR); Magliana; Parco de' Medici-Laurentina și așa-numita vale Tiburtina de-a lungul vechii Via Tiburtina.

### Turism

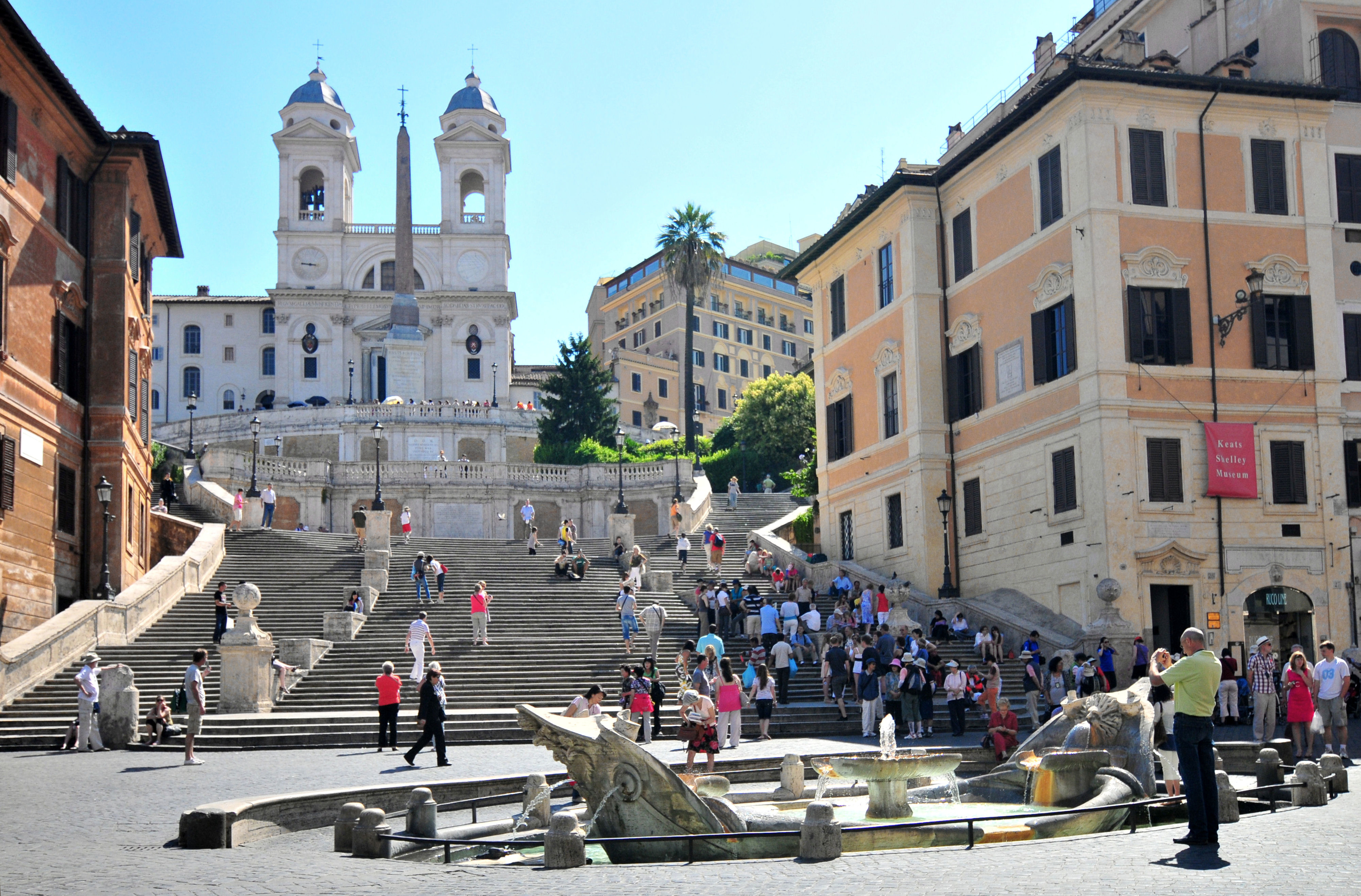
Fantana della Barcaccia din Piața di Spagna, Treptele Spaniole și Trinità dei Monti.

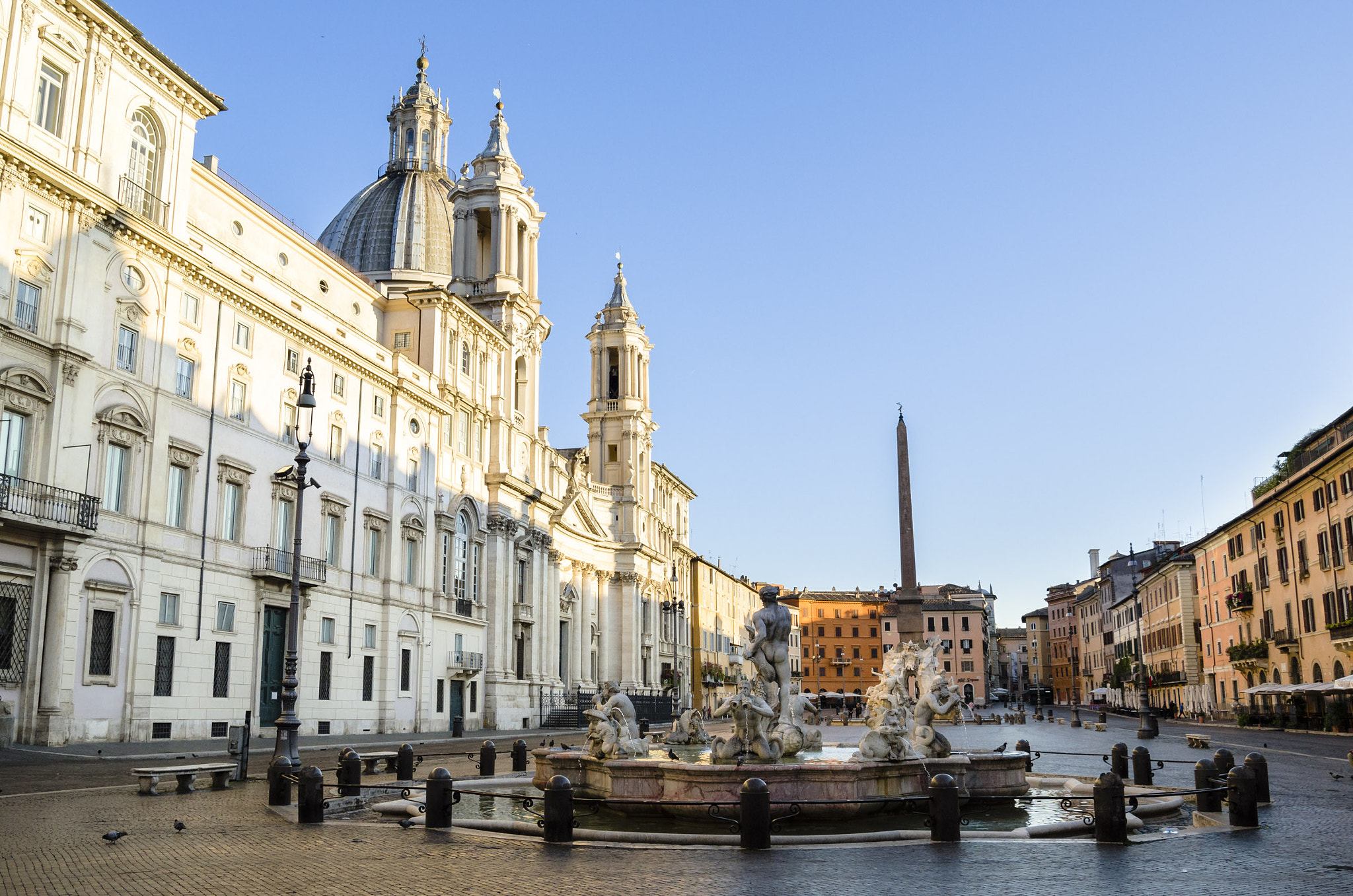
Piața Navona.

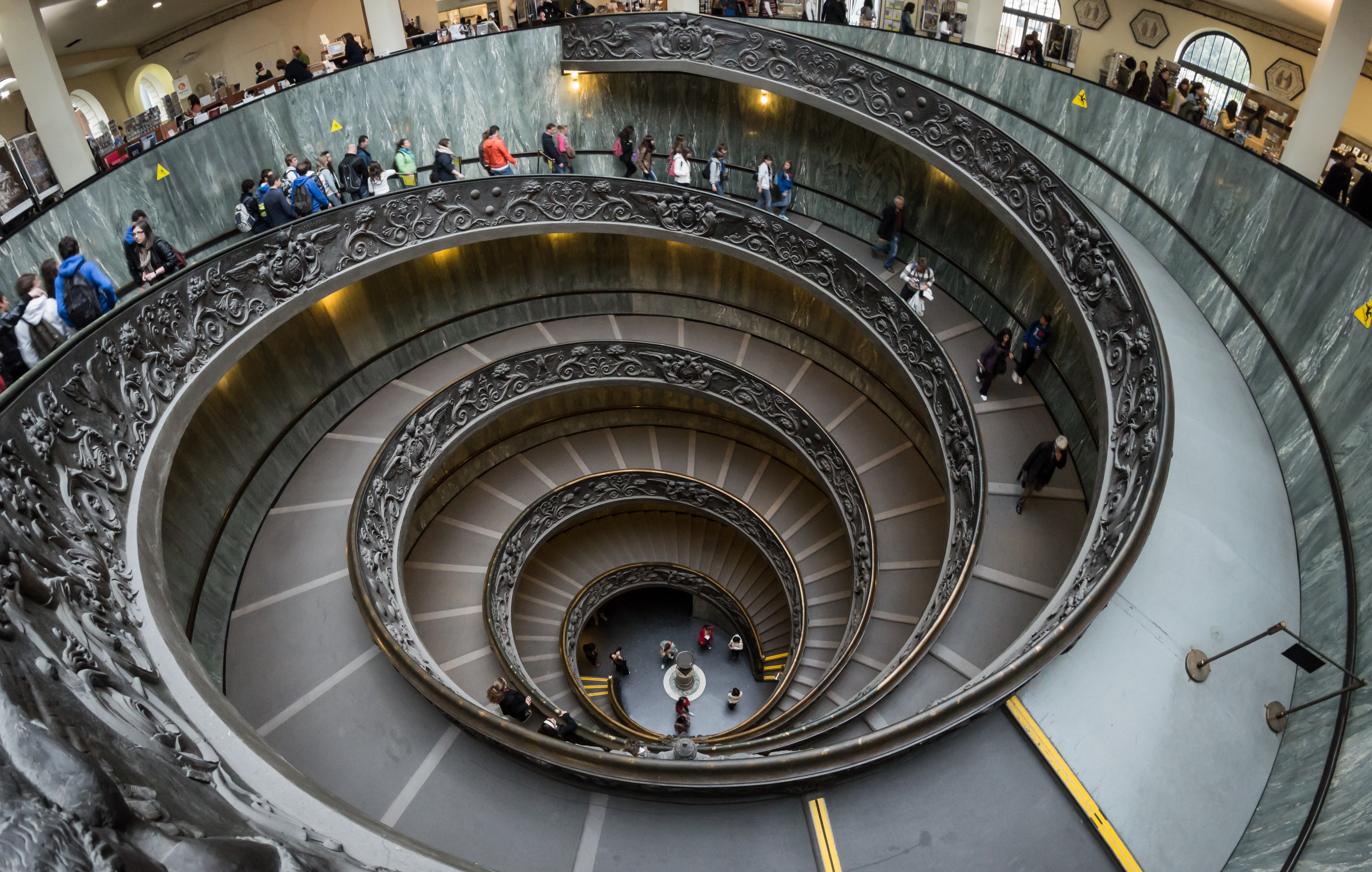
Începând cu 2022, Muzeele Vaticanului sunt al doilea cel mai vizitat muzeu de artă din lume.

Roma de astăzi este una dintre cele mai importante destinații turistice din lume, datorită imensei bogății de comori arheologice și artistice, farmecului tradițiilor sale unice, frumuseții panoramelor sale și măreției „vilor” sale magnifice (parcuri). Printre cele mai semnificative atracții se numără numeroasele muzee – Muzeele Capitoline, Muzeele Vaticanului și Galeria Borghese, alături de alte muzee dedicate artei moderne și contemporane – apeducte, fântâni, biserici, palate, clădiri istorice, monumentele și ruinele Forumului Roman și Catacombele. Roma este al treilea cel mai vizitat oraș din UE, după Londra și Paris, și primește în medie între 7 și 10 milioane de turiști pe an, număr care se poate dubla în anii sfinți. Colosseumul (4 milioane de turiști) și Muzeele Vaticanului (4,2 milioane de turiști) sunt al 39-lea și al 37-lea (respectiv) cele mai vizitate locuri din lume, conform unui studiu recent.
Roma este un important centru arheologic și unul dintre principalele centre de cercetare arheologică din lume. În oraș se află numeroase institute culturale și de cercetare, cum ar fi Academia Americană din Roma și Institutul Suedez din Roma. Roma conține numeroase situri antice, inclusiv Forumul Roman, Piața lui Traian, Forumul lui Traian, Colosseumul și Panteonul, pentru a numi doar câteva. Colosseumul, considerat unul dintre cele mai emblematice situri arheologice din Roma, este văzut ca o minune a lumii.
Roma deține o vastă colecție de artă, sculpturi, fântâni, mozaicuri, fresce și picturi, din toate perioadele istorice. Roma a devenit un centru artistic major în perioada Romei antice, cu forme de artă romană importante, cum ar fi arhitectura, pictura, sculptura și mozaicul. Lucrările în metal, gravurile pe monede și pietre prețioase, sculpturile în fildeș, figurinele din sticlă, ceramica și ilustrațiile de carte sunt considerate „forme minore” de artă romană. Ulterior, Roma a devenit un important centru al artei renascentiste, întrucât papii au cheltuit sume uriașe de bani pentru construcția de bazilici grandioase, palate, piețe și clădiri publice în general. Roma a devenit unul dintre principalele centre de artă renascentistă din Europa, fiind depășită doar de Florența și comparabilă cu alte orașe și centre culturale importante, cum ar fi Parisul și Veneția. Orașul a fost profund influențat de baroc, devenind casa multor artiști și arhitecți renumiți, precum Bernin, Caravaggio, Carracci, Borromini și Cortona. La sfârșitul secolului al XVIII-lea și începutul secolului al XIX-lea, orașul a fost unul dintre centrele Marelui Tur, când tineri aristocrați bogați din Anglia și alte părți ale Europei vizitau orașul pentru a învăța despre cultura, arta, filosofia și arhitectura romană antică. Roma a găzduit un număr mare de artiști neoclasici și rococo, cum ar fi Pannini și Bernardo Bellotto. Astăzi, orașul este un centru artistic major, cu numeroase institute de artă și muzee.
Roma are un stoc în creștere de artă și arhitectură contemporană și modernă. Galeria Națională de Artă Modernă expune permanent lucrări de Balla, Morandi, Pirandello, Carrà, De Chirico, De Pisis, Guttuso, Fontana, Burri, Mastroianni, Turcato, Kandinsky și Cézanne. În 2010 a fost deschisă cea mai recentă fundație de artă a Romei, o galerie de artă și arhitectură contemporană proiectată de renumitul arhitect irakian Zaha Hadid. Cunoscut sub numele de MAXXI – Muzeul Național al Artelor Secolului XXI, acesta a revitalizat o zonă deteriorată cu o arhitectură modernă impresionantă. MAXXI dispune de un campus dedicat culturii, laboratoarelor de cercetare experimentală, schimburilor internaționale și studiului și cercetării. Este unul dintre cele mai ambițioase proiecte de arhitectură modernă din Roma, alături de Auditorium Parco della Musica, proiectat de Renzo Piano, și Centrul de Convenții din Roma, Centro Congressi Italia EUR, proiectat de Massimiliano Fuksas, în cartierul EUR, care urma să fie deschis în 2016. Centrul de convenții include un container uriaș translucid, în interiorul căruia este suspendată o structură din oțel și teflon asemănătoare unui nor, care conține săli de întâlniri și un auditorium cu două piețe deschise către cartier pe fiecare parte.

## Educație

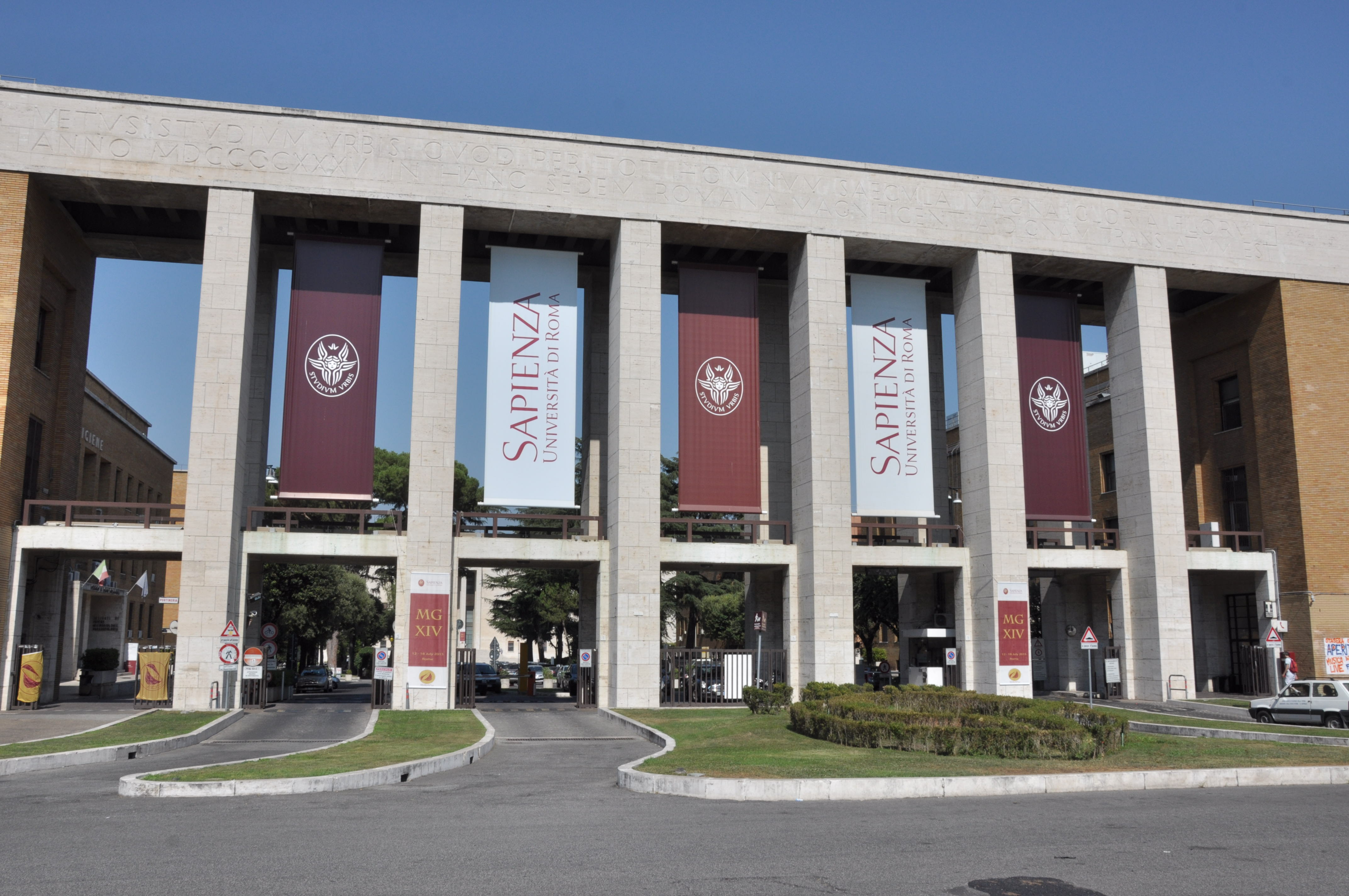
Universitatea Sapienza din Roma, fondată în 1303.

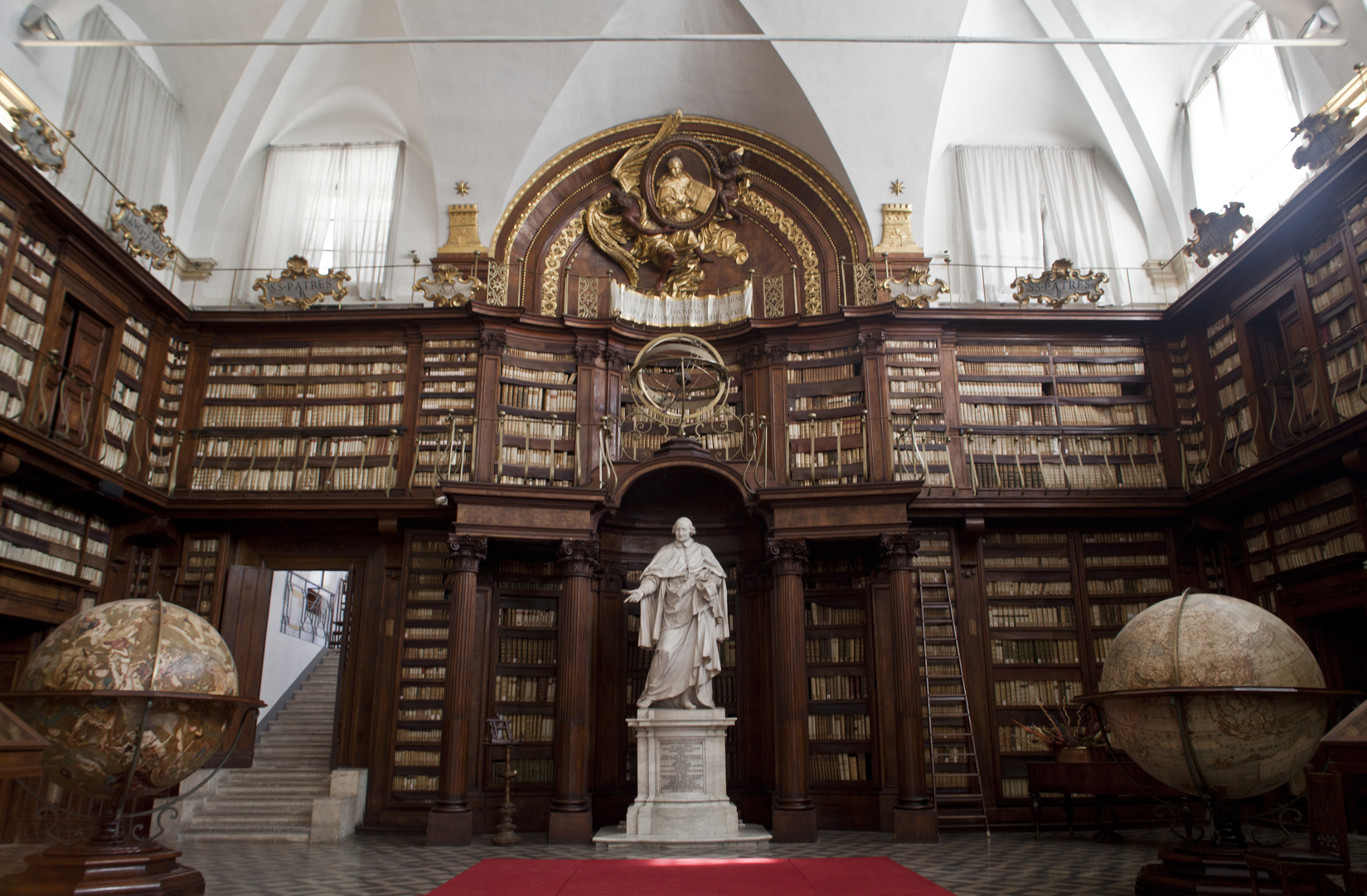
Biblioteca Casanatense

Roma este un centru național și internațional major pentru învățământul superior, găzduind numeroase academii, colegii și universități. Orașul se mândrește cu o mare varietate de academii și colegii și a fost întotdeauna un important centru intelectual și educațional la nivel mondial, mai ales în perioada Romei Antice și a Renașterii, alături de Florența. Conform City Brands Index, Roma este considerată a doua cea mai interesantă și frumoasă oraș din lume din punct de vedere istoric, educațional și cultural.
Roma are multe universități și colegii. Prima sa universitate, La Sapienza (fondată în 1303), este una dintre cele mai mari din lume, cu peste 140.000 de studenți; în 2005, s-a clasat pe locul 33 în rândul celor mai bune universități din Europa, iar în 2013, Universitatea Sapienza din Roma s-a clasat pe locul 62 la nivel mondial și pe primul loc în Italia în clasamentul World University Rankings. A fost clasată printre cele mai bune 50 de universități din Europa și printre cele mai bune 150 de universități din lume. Pentru a reduce aglomerația la La Sapienza, în ultimele decenii au fost fondate două noi universități publice: Tor Vergata în 1982 și Roma Tre în 1992. Roma găzduiește, de asemenea, Școala de Guvernare LUISS, cea mai importantă universitate de studii postuniversitare din Italia în domeniul afacerilor internaționale și al studiilor europene, precum și Școala de Afaceri LUISS, cea mai importantă școală de afaceri din Italia. ISIA Roma a fost fondată în 1973 de Giulio Carlo Argan și este cea mai veche instituție din Italia în domeniul designului industrial.
Roma găzduiește numeroase universități pontificale și alte institute, inclusiv British School at Rome, École Française de Rome, Universitatea Pontificală Gregoriană (cea mai veche universitate iezuită din lume, fondată în 1551), Istituto Europeo di Design, Scuola Lorenzo de' Medici, Link Campus of Malta și Università Campus Bio-Medico. Roma este, de asemenea, locația a două universități americane: The American University of Rome și John Cabot University, precum și campusul ramură al Universității St. John's, John Felice Rome Center, un campus al Loyola University Chicago și Temple University Rome, un campus al Temple University. Colegiile Romane sunt mai multe seminarii pentru studenți din țări străine care studiază pentru preoție la universitățile pontificale. Exemple includ Colegiul Englez Venerabil, Colegiul Pontifical Nord-American, Colegiul Scoțian și Colegiul Pontifical Croat Sf. Ieronim.
Printre cele mai importante biblioteci ale Romei se numără: Biblioteca Angelica, deschisă în 1604, fiind prima bibliotecă publică din Italia; Biblioteca Vallicelliana, înființată în 1565; Biblioteca Casanatense, deschisă în 1701; Biblioteca Națională Centrală, una dintre cele două biblioteci naționale din Italia, care conține 4.126.002 volume; Biblioteca Ministerului Afacerilor Externe, specializată în diplomație, afaceri externe și istorie modernă; Biblioteca Institutului Enciclopediei Italiene; Biblioteca Don Bosco, una dintre cele mai mari și moderne dintre toate bibliotecile saleziene; Biblioteca și Muzeul Teatral Burcardo, un muzeu-bibliotecă specializat în istoria dramaturgiei și teatrului; Biblioteca Societății Geografice Italiene, situată în Villa Celimontana și considerată cea mai importantă bibliotecă geografică din Italia și una dintre cele mai importante din Europa; și Biblioteca Vaticanului, una dintre cele mai vechi și importante biblioteci din lume, înființată oficial în 1475, deși este mult mai veche, având 75.000 de codici, precum și 1,1 milioane de cărți tipărite, dintre care aproximativ 8.500 de incunabule.
De asemenea, există multe biblioteci specializate atașate diverselor institute culturale străine din Roma, printre care biblioteca Academiei Americane din Roma, Academia Franceză din Roma și Bibliotheca Hertziana – Institutul Max Planck pentru Istoria Artei, o bibliotecă germană adesea remarcată pentru excelența în arte și științe.

## Cultură

### Arhitectură
Arhitectura Romei s-a dezvoltat considerabil de-a lungul secolelor, de la arhitectura romană antică la arhitectura italiană modernă și contemporană. Roma a fost odată unul dintre principalele epicentre ale arhitecturii clasice, dezvoltând forme noi, precum arcul, cupola și bolta. Stilul romanic din secolele al XI-lea, al XII-lea și al XIII-lea a fost, de asemenea, utilizat pe scară largă în arhitectura romană, iar mai târziu orașul a devenit unul dintre principalele centre ale arhitecturii renascentiste și baroce. De asemenea, peisajul urban al Romei este caracterizat în mare parte de stilul neoclasic și fascist.

#### Fântâni și apeducte

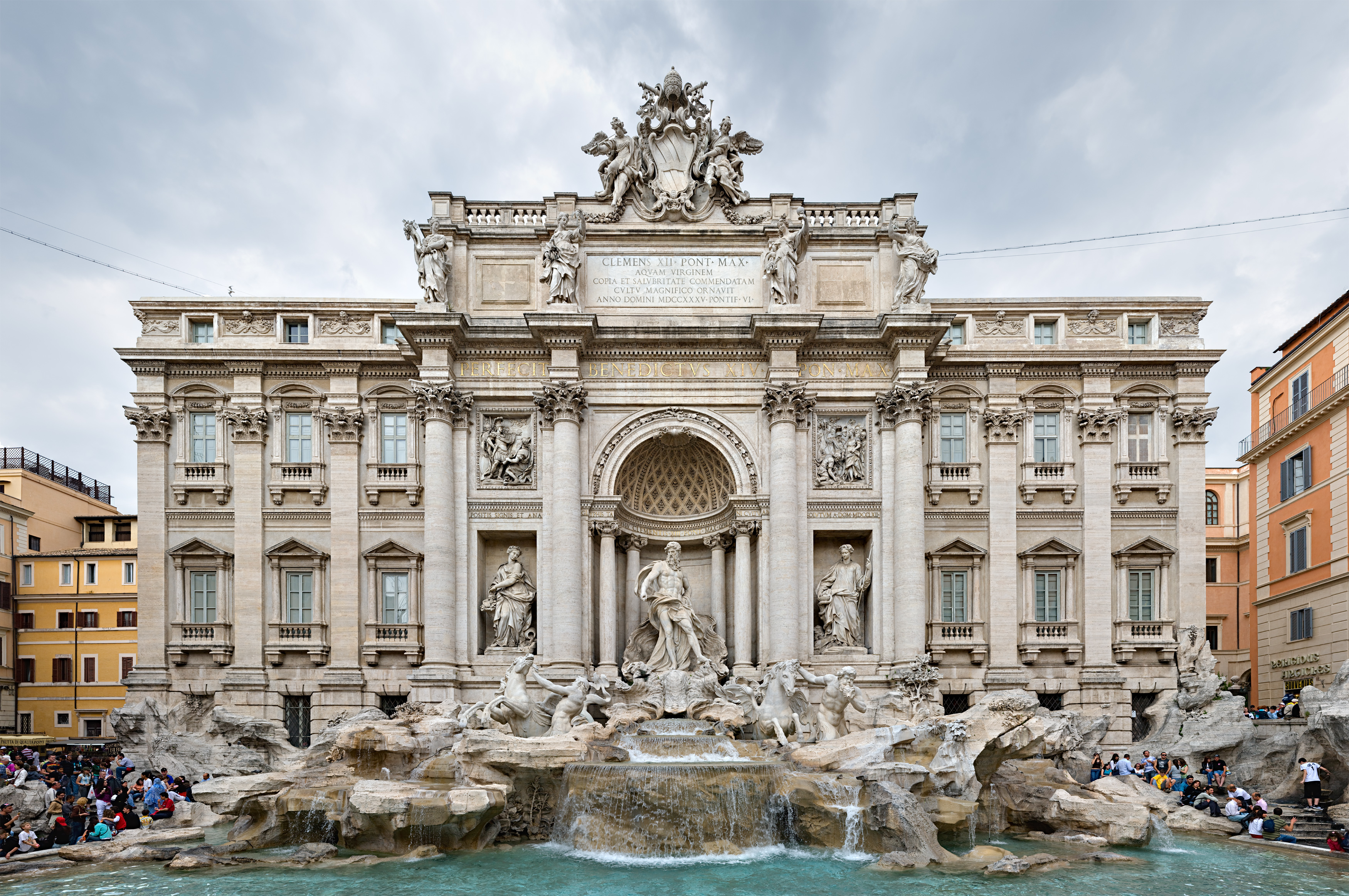
Construcția Fântânii Trevi a început în timpul Romei Antice și a fost finalizată în 1762 după un design de Nicola Salvi.

Roma este un oraș cunoscut pentru numeroasele sale fântâni, construite în diverse stiluri, de la clasic și medieval, la baroc și neoclasic. Orașul are fântâni de mai bine de două mii de ani, acestea furnizând apă potabilă și decorând piețele Romei. În timpul Imperiului Roman, în anul 98 d.Hr., conform lui Sextus Julius Frontinus, consulul roman care a fost numit curator aquarum sau gardian al apei orașului, Roma avea nouă apeducte care alimentau 39 de fântâni monumentale și 591 de bazine publice, fără a include apa furnizată gospodăriei imperiale, băilor și proprietarilor de vile private. Fiecare dintre fântânile majore era conectată la două apeducte diferite, în caz că unul era oprit pentru întreținere.
În secolele al XVII-lea și al XVIII-lea, papii romani au reconstruit alte apeducte romane degradate și au construit noi fântâni de paradă pentru a marca terminațiile acestora, lansând epoca de aur a fântânilor romane. Fântânile Romei, la fel ca picturile lui Rubens, erau expresii ale noului stil al artei baroce. În aceste fântâni, sculptura a devenit elementul principal, iar apa era folosită doar pentru a anima și decora sculpturile. Ele, asemenea grădinilor baroce, erau „o reprezentare vizuală a încrederii și puterii”.

#### Statui

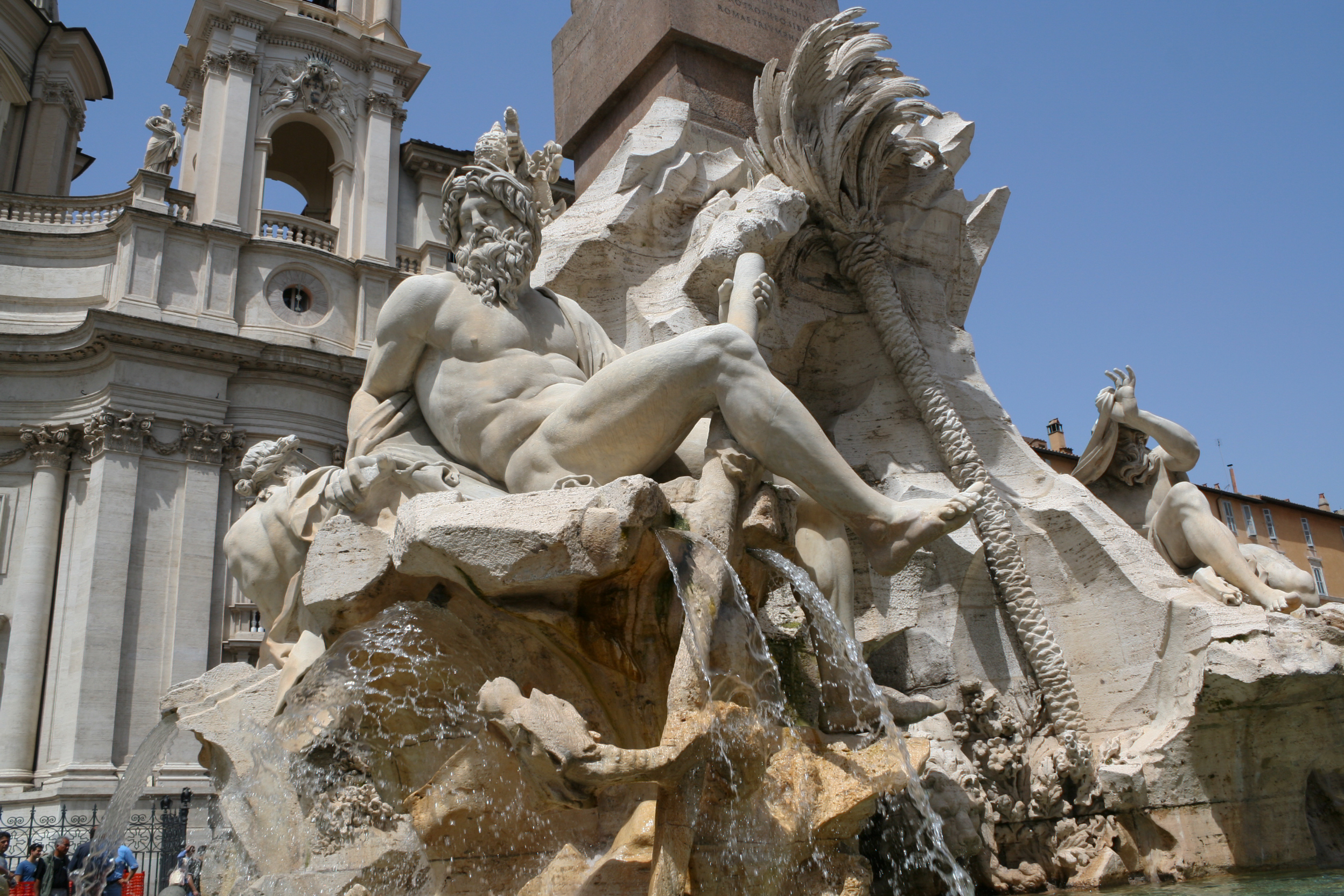
Fontana dei Fiumi de Gian Lorenzo Bernini, 1648.

Roma este bine cunoscută pentru statuile sale, în special pentru statuile vorbitoare. Acestea sunt de obicei statui antice care au devenit locuri populare pentru discuții politice și sociale, unde oamenii își exprimă opiniile, adesea în mod satiric. Există două statui vorbitoare principale: Pasquino și Marforio, dar mai sunt și alte patru cunoscute: il Babuino, Madama Lucrezia, il Facchino și Abatele Luigi. Majoritatea acestor statui sunt romane sau clasice, și multe dintre ele înfățișează zei mitologici, personalități antice sau figuri legendare; Pasquino îl reprezintă pe Menelaus, Abatele Luigi este un magistrat roman necunoscut, il Babuino este considerat a fi Silenus, Marforio îl reprezintă pe Oceanus, Madama Lucrezia este un bust al zeiței Isis, iar il Facchino este singura statuie non-romană, creată în 1580, fără a reprezenta pe cineva anume. Datorită statutului lor, aceste statui sunt adesea acoperite cu pancarte sau graffiti care exprimă idei și puncte de vedere politice. Alte statui din oraș, care nu sunt legate de statuile vorbitoare, includ cele de pe Ponte Sant'Angelo sau diverse monumente împrăștiate în tot orașul, cum ar fi cel dedicat lui Giordano Bruno în Campo de' Fiori.

#### Obeliscuri și coloane

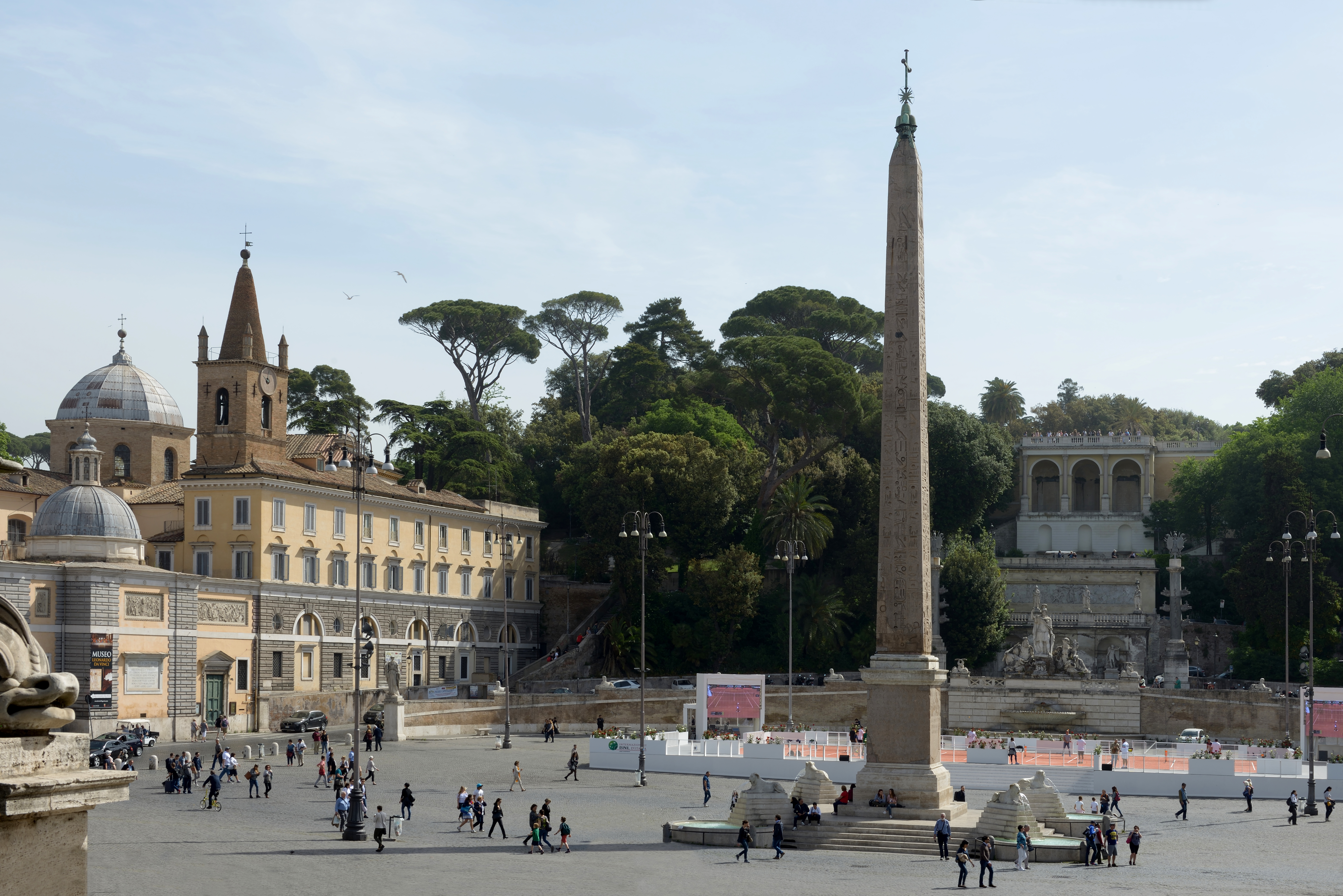
Obeliscul Flaminio, Piața del Popolo

Orașul găzduiește opt obeliscuri antice egiptene și cinci obeliscuri antice romane, alături de un număr de obeliscuri mai moderne; în trecut, până în 2005, a existat și un obelisc antic etiopian în Roma. Orașul conține câteva dintre obeliscuri în piețe, cum ar fi în Piața Navona, Piața Sfântul Petru, Piața Montecitorio și Piața del Popolo, iar altele se află în vile, parcuri termale și grădini, cum ar fi în Villa Celimontana, Băile lui Dioclețian și pe Dealul Pincian. În plus, centrul Romei găzduiește și Coloana lui Traian și Coloana lui Antonin, două coloane antice romane cu reliefuri spiralate. Coloana lui Marcus Aurelius se află în Piața Colonna și a fost construită în jurul anului 180 d.Hr. de către Commodus în memoria părinților săi. Coloana lui Marcus Aurelius a fost inspirată de Coloana lui Traian din Forumul lui Traian, care face parte din Forurile Imperiale.

#### Poduri

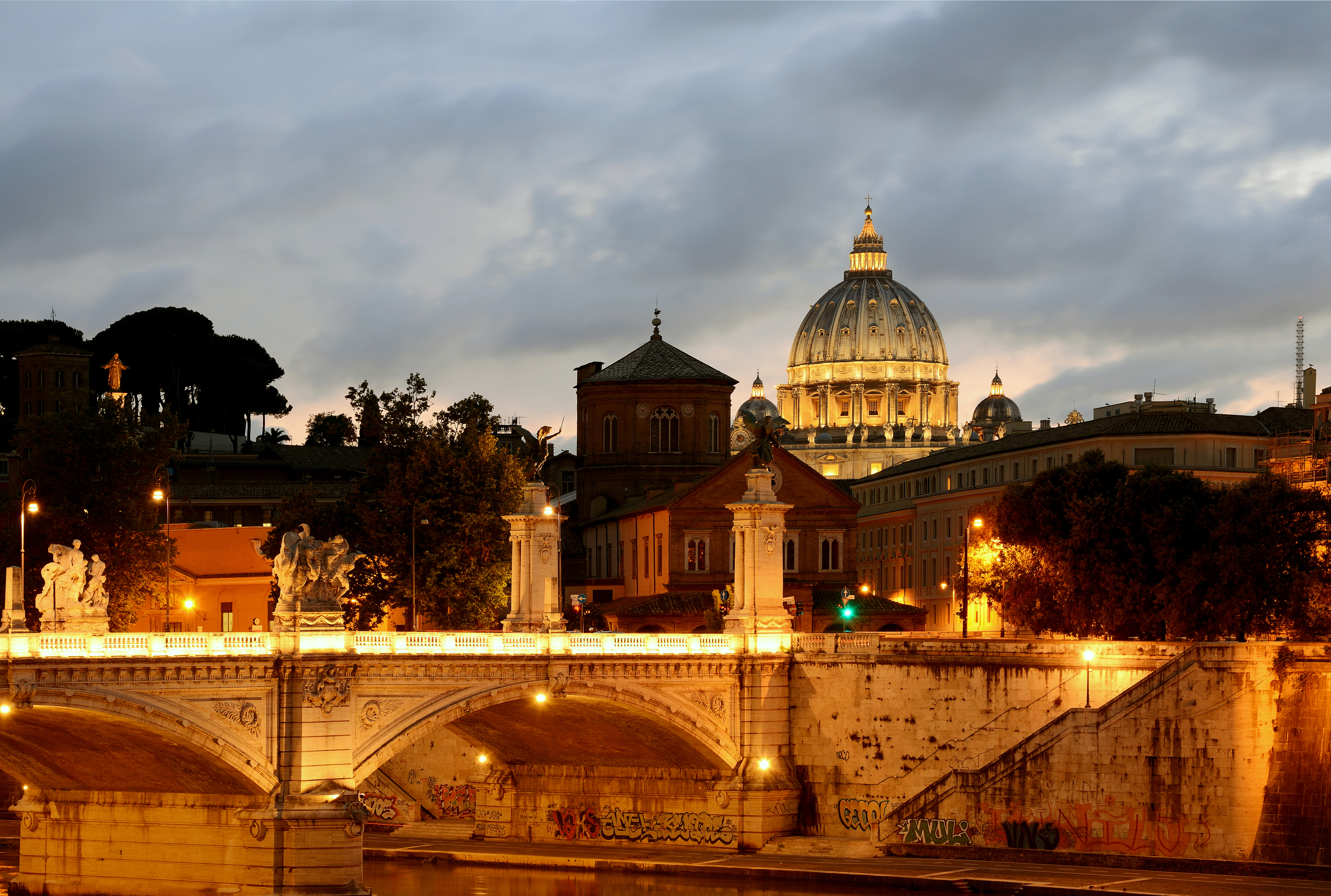
Podul Vittorio Emanuele II la apus.

Orașul Roma are numeroase poduri celebre care traversează Râul Tibru. Singurul pod care a rămas nealterat până în prezent din epoca clasică este Ponte dei Quattro Capi, care leagă Isola Tiberina de malul stâng. Celelalte poduri antice romane care au supraviețuit – deși modificate – și care traversează Tibru sunt Ponte Cestio, Ponte Sant'Angelo și Ponte Milvio. Dacă luăm în considerare și Ponte Nomentano, construit tot în perioada Romei antice, care traversează râul Aniene, în prezent există cinci poduri antice romane încă existente în oraș. Alte poduri notabile sunt Ponte Sisto, primul pod construit în perioada Renașterii, pe fundații romane; Ponte Rotto, de fapt singurul arc rămas din vechiul Pons Aemilius, care s-a prăbușit în timpul inundației din 1598 și a fost demolat la sfârșitul secolului al XIX-lea; și Ponte Vittorio Emanuele II, un pod modern care leagă Corso Vittorio Emanuele de Borgo. Majoritatea podurilor publice din oraș au fost construite în stil clasic sau renascentist, dar și în stil baroc, neoclasic și modern. Conform Enciclopediei Britannica, cel mai frumos pod antic rămas în Roma este Ponte Sant'Angelo, finalizat în 135 d.Hr. și decorat cu zece statui ale îngerilor, proiectate de Bernini în 1688.

#### Catacombe

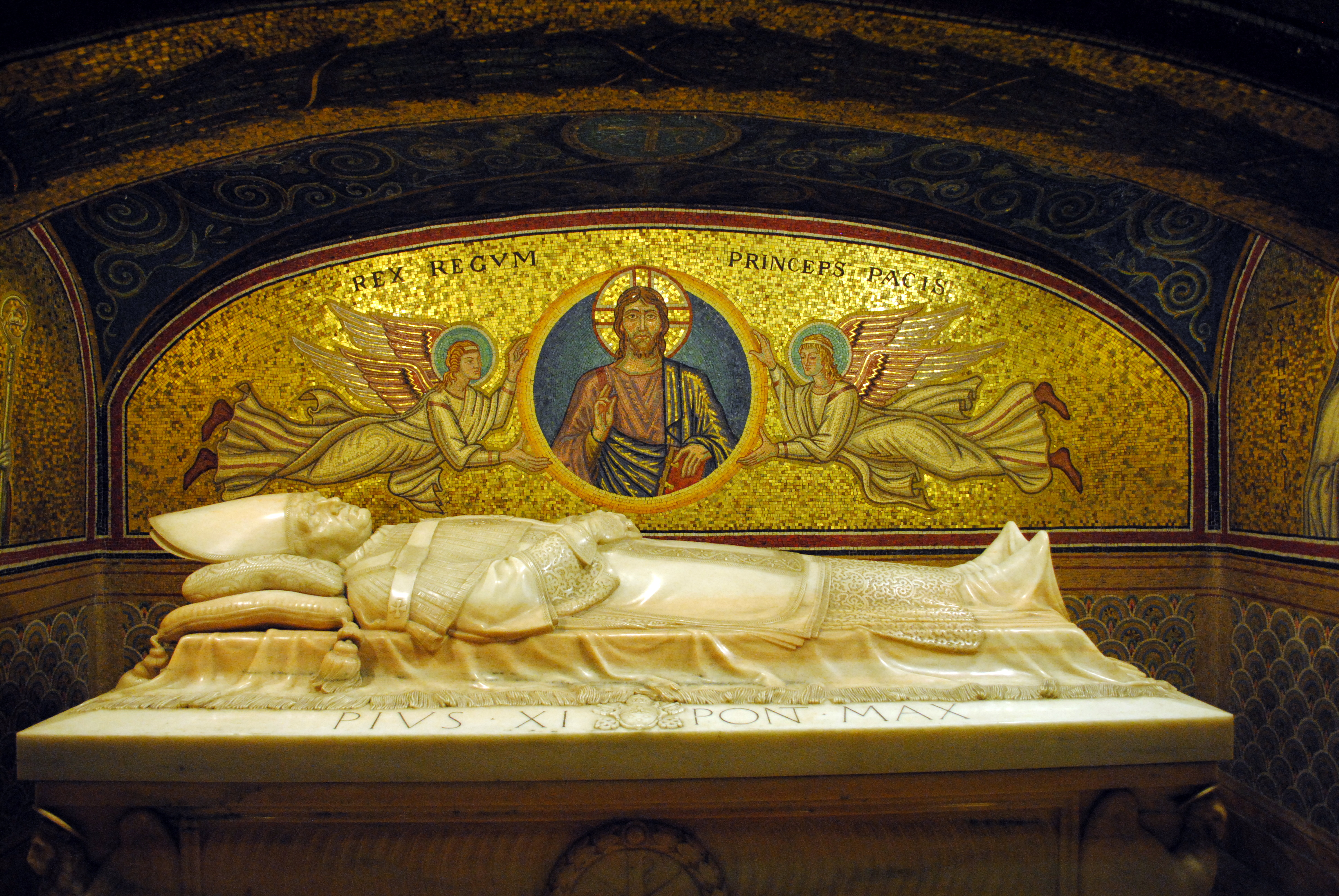
Peșterile Vaticanului sunt locația multor înmormântări papale.

Roma are un număr extins de catacombe antice, locuri de înmormântare subterane situate sub sau lângă oraș, dintre care există cel puțin patruzeci, unele descoperite abia în ultimele decenii. Deși sunt celebre în special pentru înmormântările creștine, acestea includ și înmormântări păgâne și evreiești, fie în catacombe separate, fie amestecate. Primele catacombe de mari dimensiuni au fost excavate începând din secolul al II-lea. Inițial, ele au fost săpate prin tuf, o rocă vulcanică moale, în afara granițelor orașului, deoarece legea romană interzicea locurile de înmormântare în interiorul limitelor orașului. În prezent, întreținerea catacombelor este în mâinile Papalității, care a încredințat supravegherea Catacombelor Sfântului Calixt, de la periferia Romei, salezienilor lui Don Bosco.

### Divertisment

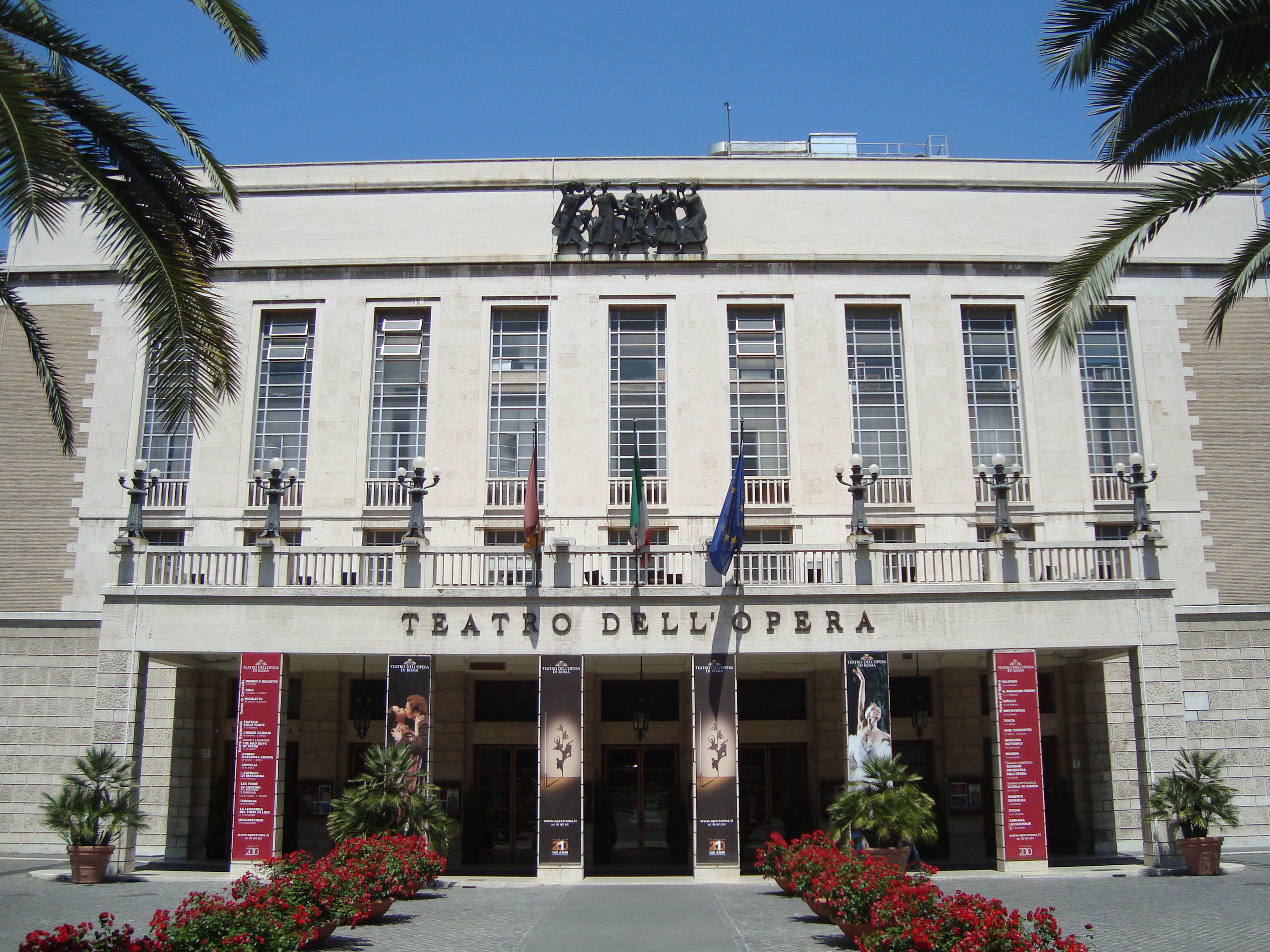
Teatrul operă Roma, din Piața Beniamino Gigli

Roma este un important centru muzical și are o scenă muzicală intensă, incluzând mai multe conservatoare și teatre muzicale prestigioase. Orașul găzduiește Academia Santa Cecilia din Roma (fondată în 1585), pentru care au fost construite săli de concert noi în noul Parco della Musica, unul dintre cele mai mari locuri de desfășurare a evenimentelor muzicale din lume. Roma are, de asemenea, o operă, Teatro dell'Opera di Roma, precum și mai multe instituții muzicale minore. Orașul a fost gazda Concursului Muzical Eurovision în 1991 și a Premiilor MTV Europe Music Awards în 2004.
Roma a avut, de asemenea, un impact major asupra istoriei muzicii. Școala Romană a fost un grup de compozitori de muzică predominant bisericească, activi în oraș în secolele al XVI-lea și al XVII-lea, acoperind astfel perioadele Renașterii târzii și Barocului timpuriu. Termenul se referă și la muzica pe care aceștia au produs-o. Mulți dintre compozitori aveau o legătură directă cu Vaticanul și cu capela papală, deși lucrau la mai multe biserici; din punct de vedere stilistic, sunt adesea contrapusi Școlii Venețiene de compozitori, o mișcare concomitentă, mult mai progresistă. De departe, cel mai faimos compozitor al Școlii Romane este Giovanni Pierluigi da Palestrina, al cărui nume este asociat de patru sute de ani cu perfecțiunea polifonică, clară și fluidă. Totuși, au existat și alți compozitori care lucrau la Roma, în diferite stiluri și forme.
Între 1960 și 1970, Roma era considerată un fel de „nou Hollywood” datorită numeroșilor actori și regizori care lucrau acolo; Via Vittorio Veneto se transformase într-un loc plin de glamour, unde puteai întâlni persoane celebre.

### Muzică

#### Muzică de artă

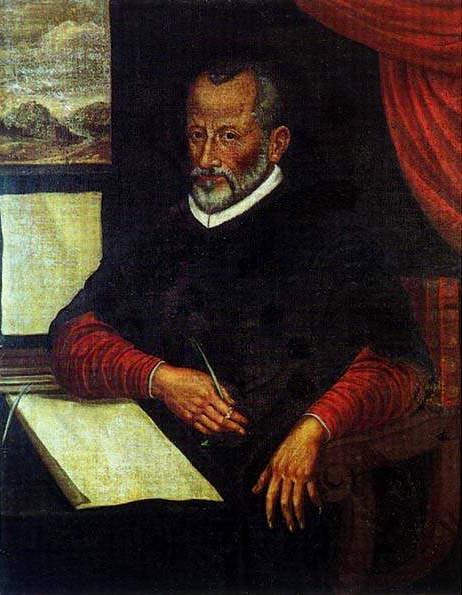
Giovanni Pierluigi da Palestrina

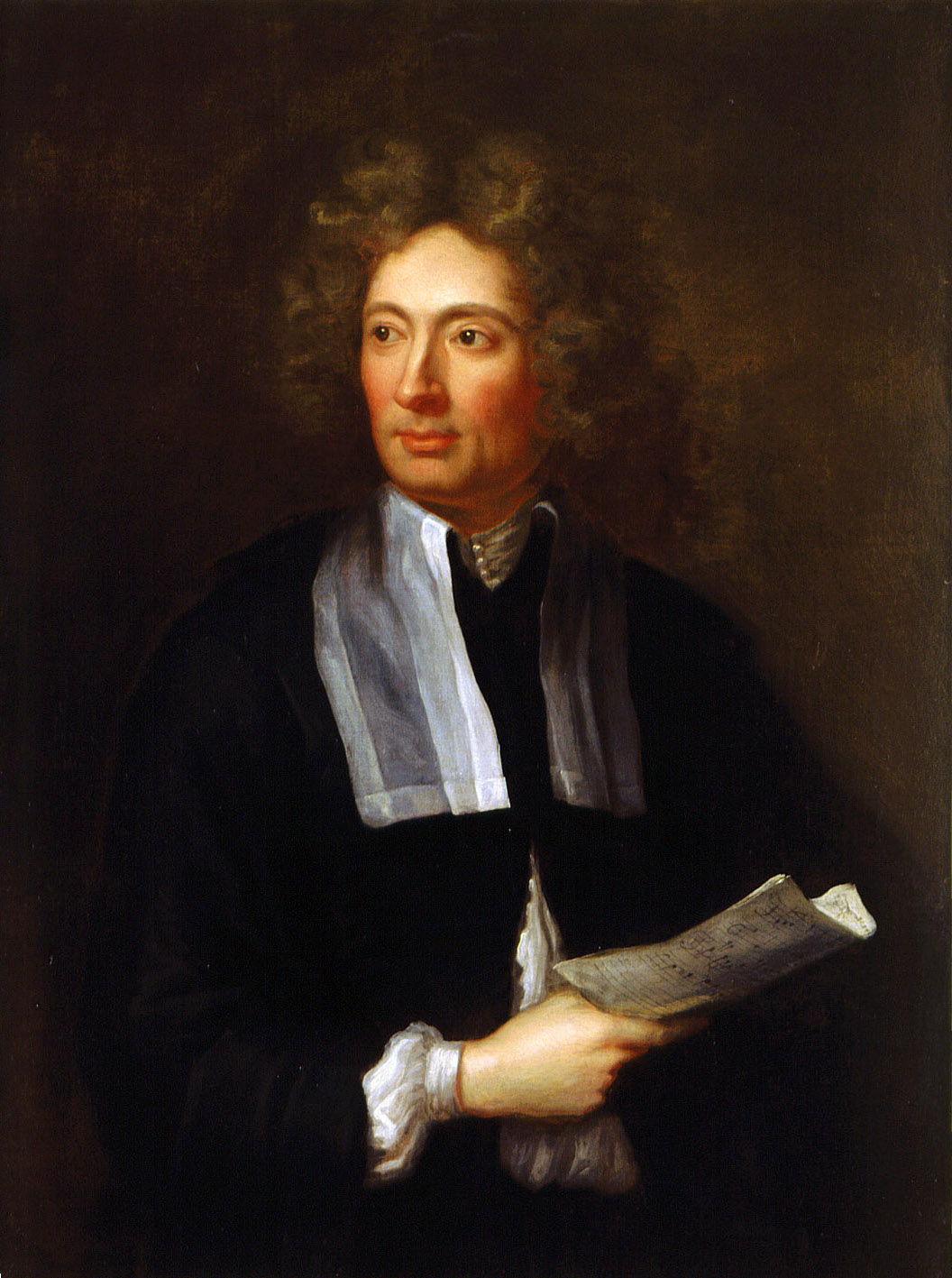
Arcangelo Corelli

Având în vedere rolul important pe care l-a jucat Roma de-a lungul secolelor, nu este de mirare că, în perioada Renașterii și a Barocului, orașul a fost unul dintre cele mai importante centre ale muzicii. Nu doar în Capela Vaticanului, ci și în numeroasele biserici din Roma însăși au activat mulți muzicieni de seamă. În secolele al XV-lea și prima jumătate a secolului al XVI-lea, pozițiile de frunte erau de obicei ocupate de „nederlandezi” (în sensul contemporan, maeștri ai polifoniei franco-flamande), francezi și, în special în Capela Sixtină, de spanioli. Astfel, cei mai importanți muzicieni ai Renașterii din Roma au fost: Josquin des Prés (cca. 1455–1521), care a cântat în Capela papală între 1486 și 1495, și Cristóbal de Morales (1500–1553), care a fost membru al Capelei papale între 1535 și 1545 și a publicat mai multe cărți de slujbe religioase la Roma; pentru o perioadă scurtă (1553–1554), tânărul Orlando di Lasso (1532–1594) a activat aici ca maestru de capelă la San Giovanni in Laterano; Tomás Luis De Victoria (cca. 1548–1611) a trăit 20 de ani la Roma, între 1565 și 1585, și a fost din 1571 maestru de capelă al Seminario Romano.
Primul compozitor important originar din Roma a fost Costanzo Festa(1490–1545), însă cel mai influent și faimos dintre toți a fost marele polifonist vocal Giovanni Pierluigi da Palestrina (1525–1594), care a reușit să transpună cu măiestrie cerințele stricte ale Contrareformei pentru o mai mare claritate a textului, fiind considerat timp de secole un reformator și „salvator” al muzicii bisericești. El a fost nu doar maestru de capelă al Papei în Vatican, ci și, temporar, la Lateran, Santa Maria Maggiore și Seminario Romano. După el a urmat o întreagă școală de compozitori de muzică bisericească romani, printre care Gregorio Allegri (1582–1652), al cărui *Miserere*, cântat în Capela Sixtină în Săptămâna Patimilor, a avut până în secolul al XIX-lea o reputație aproape mistică și a fost transcris de Mozart după auz în 1770. În secolul al XVII-lea, Giacomo Carissimi (1605–1674), care a activat timp de decenii la Collegium Germanicum, a pus bazele oratoriului ca alternativă religioasă la operă. La Roma a trăit și activat și iezuitul și scriitorul german Athanasius Kircher, a cărui lucrare *Musurgia Universalis*, publicată în 1650 – cea mai cunoscută operă a sa – oferă, de asemenea, perspective asupra vieții muzicale romane contemporane.
În domeniul muzicii instrumentale se remarcă organiștii și claveciniștii Girolamo Frescobaldi (1583–1643) și Bernardo Pasquini (1637–1710), precum și violonistul Arcangelo Corelli (1653–1713), ale cărui sonate și concerte grosso au avut o influență semnificativă asupra muzicii timpului său, inclusiv asupra lui Johann Sebastian Bach (1685–1750) și Georg Friedrich Händel (1685–1759). Händel a fost, la începutul secolului al XVIII-lea, temporar și la Roma în timpul călătoriei sale în Italia, unde a creat câteva lucrări importante de tinerețe, care au avut premiera aici, printre care spectaculosul *Dixit Dominus* (HWV 232) și oratoriul *Il trionfo del Tempo e del Disinganno*.
Opera romană din secolele XVII și XVIII a fost marcată de o interdicție papală privind aparițiile femeilor pe scenă, ceea ce a fost unul dintre motivele principale pentru succesul castraților, care cântau și în Capela papală și în cele sute de biserici romane. În anumite perioade, unii papi din secolul al XVII-lea și începutul secolului al XVIII-lea au încercat chiar să suprime complet opera, ceea ce a favorizat în mod deosebit oratoriul ca substitut. Împotriva acestor tendințe anti-muzicale au stat însă numeroși și importanți iubitori de muzică și mecenați, precum cardinalii Pietro Ottoboni și Benedetto Pamphilj, care nu doar că organizau spectacole în propriile lor palate, dar scriau și ei înșiși texte pentru cantate, oratorii și opere; printre renumiții mecenați ai muzicii din Roma se numără și fostele regine Cristina a Suediei și Maria Casimira a Poloniei, precum și diverși nobili, precum prințul Francesco Maria Ruspoli. Printre cei mai importanți muzicieni care au activat la Roma ca compozitori de opere și oratorii se numără: Luigi Rossi (circa 1598–1653), Alessandro Stradella (1639–1682), Bernardo Pasquini (1637–1710), Alessandro Scarlatti (1660–1725), Antonio Caldara (1670–1736) și Domenico Scarlatti (1685–1757).
Deși Roma a fost mai puțin importantă pentru istoria operei în comparație cu Veneția, Napoli și Milano, în special în secolele XVIII și XIX, unele dintre cele mai faimoase opere au avut premiera în teatrele romane, printre care *Il barbiere di Siviglia* de Rossini (la Teatro Argentina în 1816), *Il trovatore* de Verdi (Teatro Apollo, 1853) și *Un ballo in maschera* (Teatro Apollo, 1859) și *Tosca* de Giacomo Puccini (Teatro Costanzi, 1900) – a cărei acțiune se desfășoară și în Roma, inclusiv în Castelul Sant'Angelo.
În secolul al XX-lea, Ottorino Respighi (1879–1936) a activat la Roma, dedicând orașului etern un omagiu muzical prin poemele sale simfonice *Fontane di Roma* (1916), *Pini di Roma* (1924) și *Feste Romane* (1928).
Pentru muzica clasică, în 2002 a fost construit Auditorium Parco della Musica, lângă Parcul Villa Glori, în partea de nord a orașului. Acesta este accesibil prin linia de tramvai 2, la stația Apollodoro.

#### Muzică populară

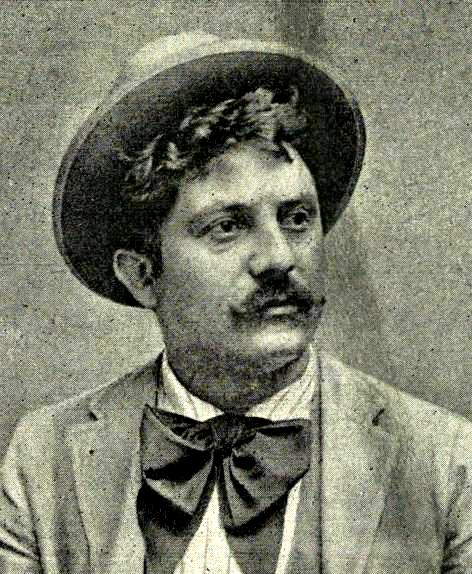
Giggi Zanazzo, „părintele” cântecului roman

Primele urme ale muzicii populare romane datează din secolul al XIII-lea, cu cântecul *Sonetto* (cunoscut și sub numele *Bella quanno te fece mamma tua*), care ulterior a devenit, în folclor, emblematic pentru tradiția muzicală romană. Caracteristicile melodice ale acestor cântece au rămas practic neschimbate de-a lungul secolelor, potrivit compozitorului Alessandro Parisotti.
Anul 1890 este considerat, în general, anul de naștere al cântecului roman modern, odată cu publicarea piesei *Feste di maggio* (cu un text de Giggi Zanazzo, „părintele” cântecului roman modern, și muzica de Antonio Cosattini), scrisă pentru un concurs de frumusețe din Roma, organizat cu ocazia aniversării de 20 de ani de la obținerea statutului de capitală. Succesul piesei a trezit interesul scenei artistice romane, iar în 1891 editorii Pietro Cristiano și Edoardo Perino au inițiat primele concursuri de muzică pentru cântece romane. Tradiția concursurilor a prins rapid rădăcini și a fost legată de sărbătorile de Sfântul Ioan, menținându-se până la izbucnirea celui de-Al Doilea Război Mondial.

### Modă

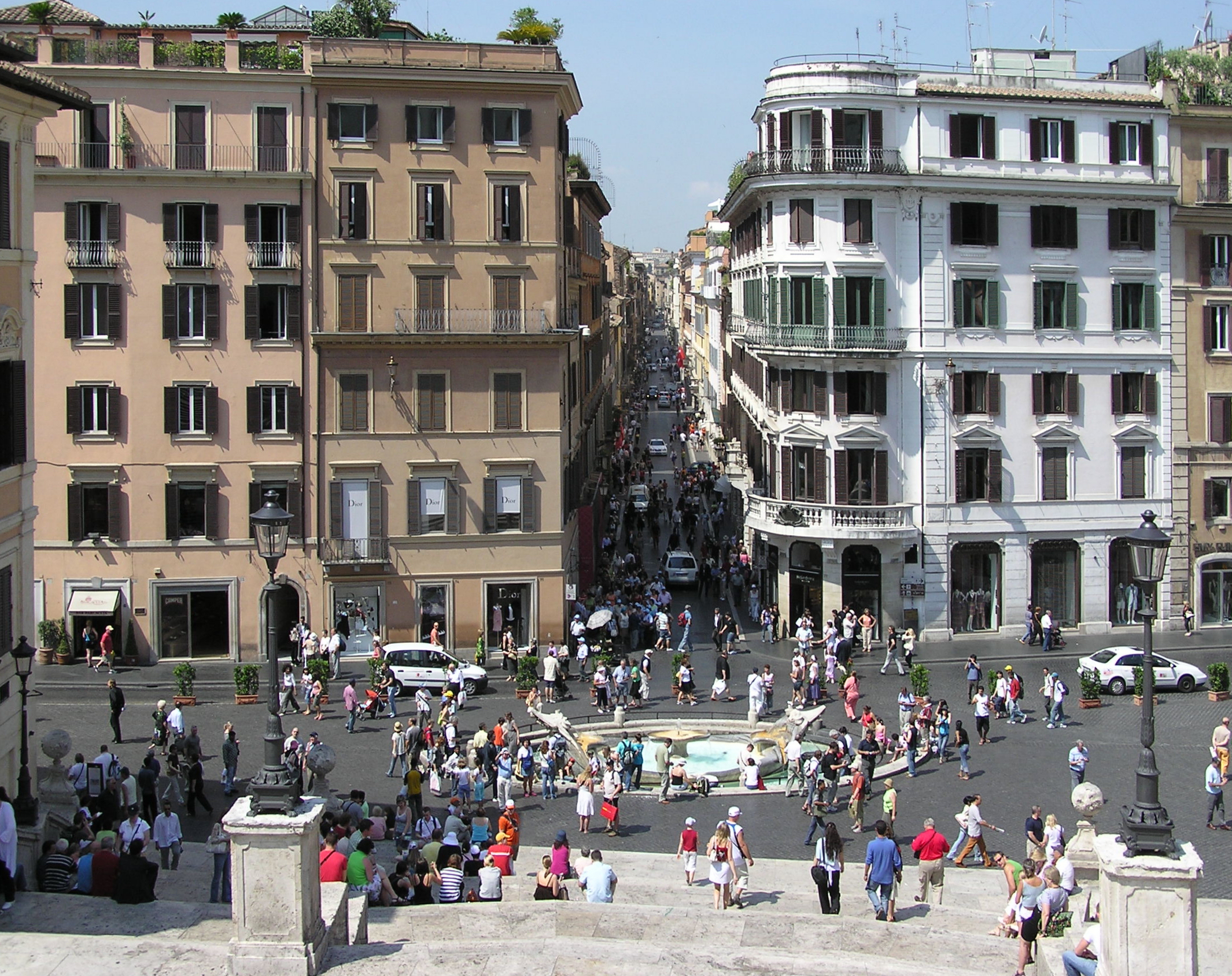
Via Condotti

Roma este, de asemenea, recunoscută pe scară largă ca o capitală mondială a modei. Deși nu este la fel de importantă ca Milano, Roma este al patrulea cel mai important centru al modei din lume, conform Global Language Monitor din 2009, după Milano, New York și Paris, devansând Londra.
Mari case de modă de lux și lanțuri de bijuterii, cum ar fi Valentino, Bulgari, Fendi, Laura Biagiotti, Brioni și Renato Balestra, au sediul sau au fost fondate în oraș. De asemenea, alte mari branduri, precum Gucci, Chanel, Prada, Dolce & Gabbana, Armani și Versace, au buticuri de lux în Roma, în principal de-a lungul prestigioasei și exclusivistei Via dei Condotti.

### Gastronomie

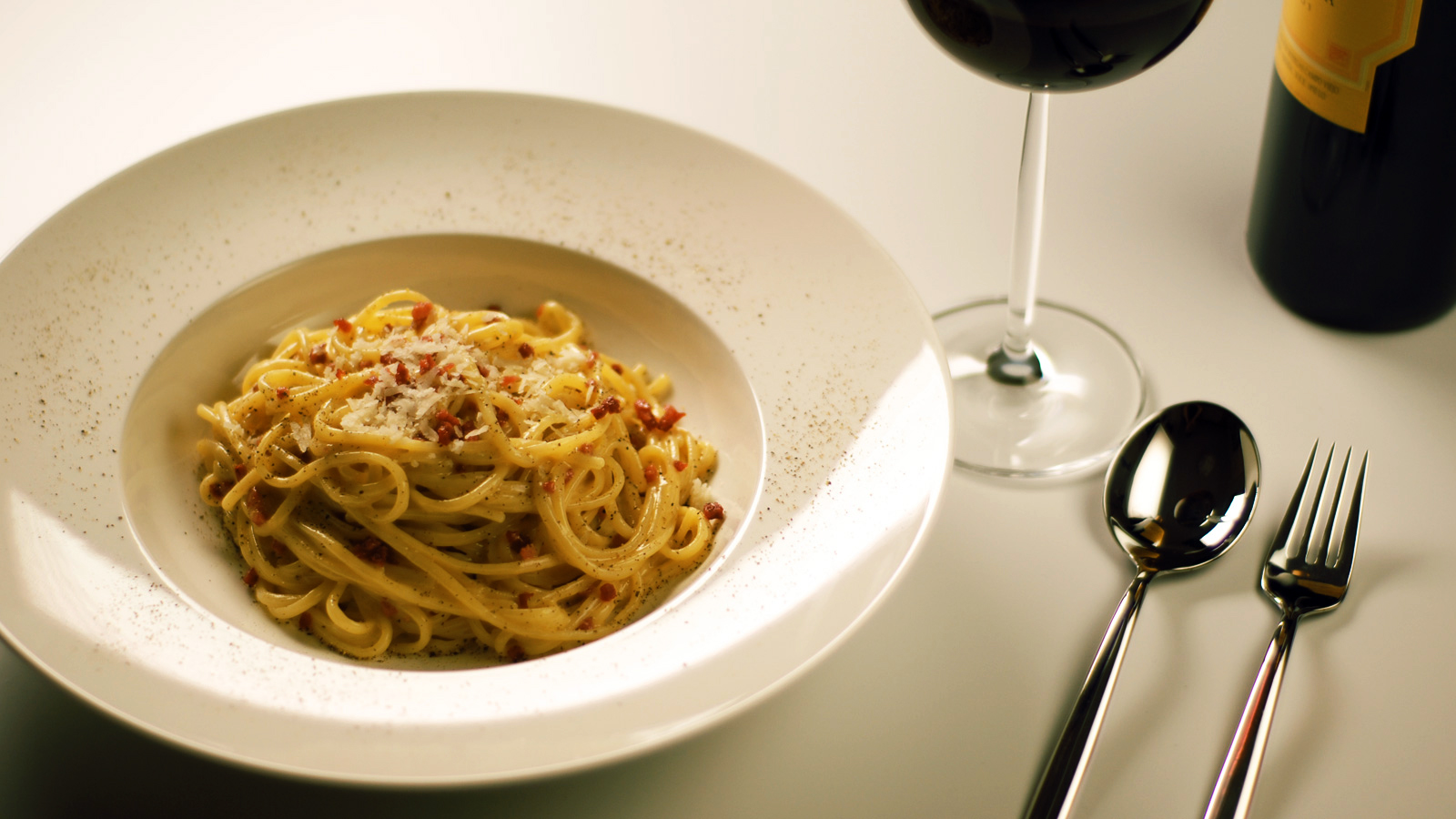
Spaghete carbonara, un preparat tipic roman

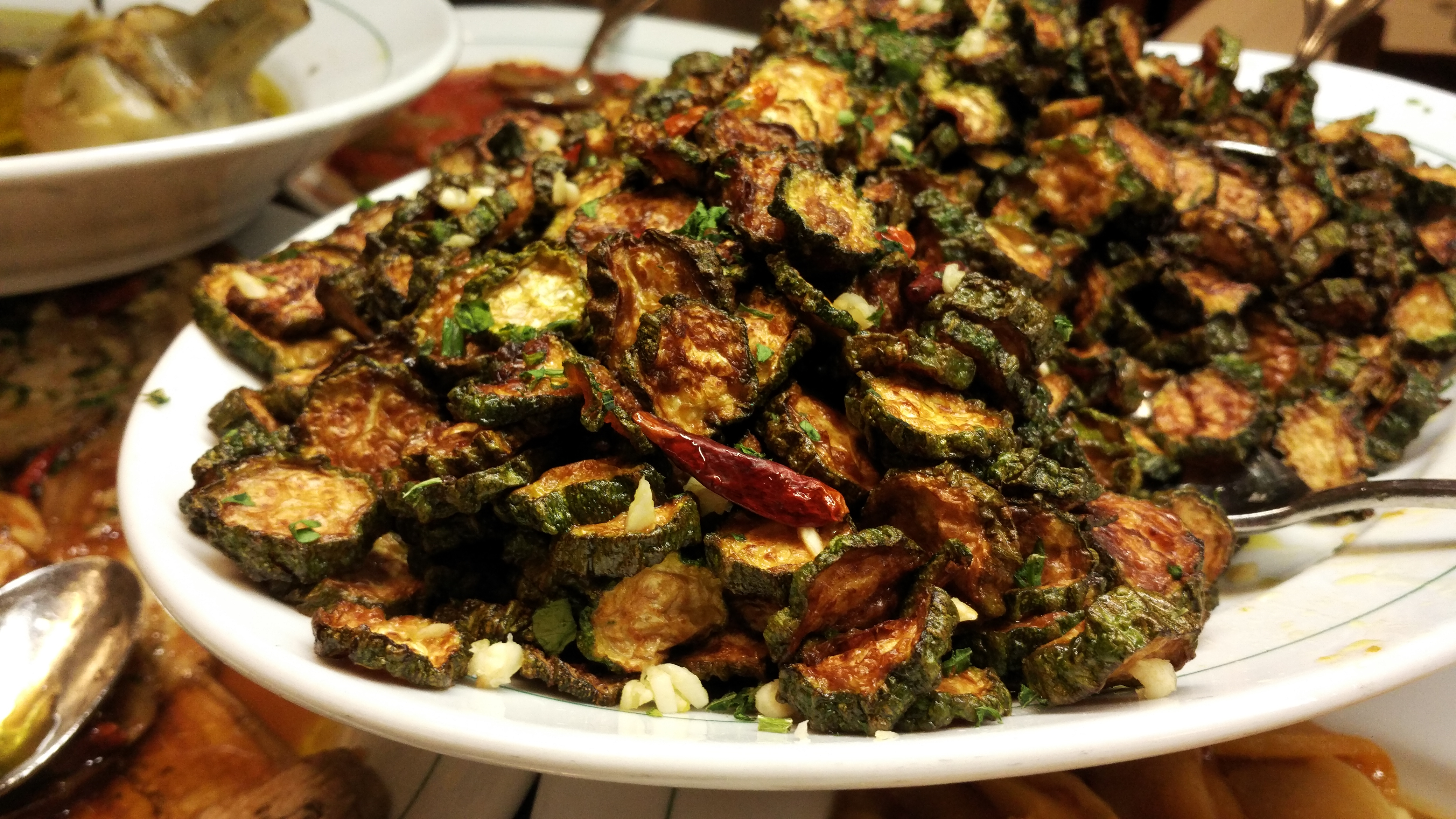
Mancare de dovlecei, un exemplu de bucătărie romano-evreiască

Bucătăria Romei a evoluat de-a lungul secolelor și perioadelor de schimbări sociale, culturale și politice. Roma a devenit un important centru gastronomic în epoca antică. Bucătăria romană antică a fost puternic influențată de cultura greacă antică, iar după aceea, expansiunea enormă a imperiului i-a expus pe romani la numeroase obiceiuri culinare și tehnici de gătit noi, provenite din provinciile cucerite.
Mai târziu, în perioada Renașterii, Roma a devenit bine cunoscută ca un centru al înaltei gastronomii, deoarece unii dintre cei mai buni bucătari ai vremii lucrau pentru papi. Un exemplu în acest sens este Bartolomeo Scappi, care a fost bucătar pentru Papa Pius al IV-lea; el a dobândit faimă în 1570, când a fost publicată cartea sa de bucate *Opera dell'arte del cucinare*. În această carte, el listează aproximativ 1.000 de rețete ale bucătăriei renascentiste și descrie tehnici și ustensile de gătit, oferind prima imagine cunoscută a unei furculițe.
Testaccio, zona comercială și abatorul Romei, era adesea cunoscută drept "burta" sau "abatorul" Romei și era locuită de măcelari, numiți vaccinari. Cea mai comună sau veche bucătărie romană includea „al cincilea sfert” (fifth quarter). Tradiționalul *coda alla vaccinara* (coadă de bou gătită în stilul măcelarilor) este încă unul dintre cele mai populare preparate ale orașului și se regăsește în meniurile majorității restaurantelor din Roma. Mielul este, de asemenea, o parte foarte populară a bucătăriei romane și este adesea fript cu condimente și ierburi aromatice.
În epoca modernă, orașul și-a dezvoltat propria bucătărie specifică, bazată pe produse din apropiata Campagna, precum mielul și legumele (anghinarele sunt comune). În paralel, evreii romani – prezenți în oraș încă din secolul I î.Hr. – și-au dezvoltat propria bucătărie, *cucina giudaico-romanesca*.
Exemple de preparate romane includ *saltimbocca alla romana* – o cotletă de vițel în stil roman, acoperită cu jambon crud și salvie și gătită cu vin alb și unt; *carciofi alla romana* – anghinare în stil roman, frunzele exterioare îndepărtate, umplute cu mentă, usturoi, pesmet și gătite înăbușit; *carciofi alla giudia* – anghinare prăjite în ulei de măsline, tipice bucătăriei evreiești romane, frunzele exterioare îndepărtate, umplute cu mentă, usturoi, pesmet și gătite înăbușit; *spaghetti alla carbonara* – spaghete cu bacon, ouă și pecorino; și *gnocchi di semolino alla romana* – găluște de griș, în stil roman.

### Cinema

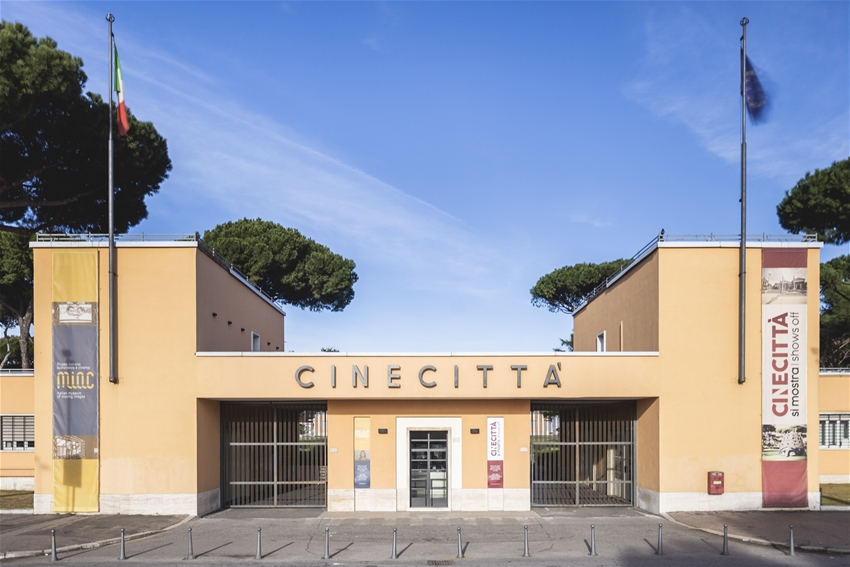
Intrarea în studiourile Cinecittà, cel mai mare studio de film din Europa

Roma găzduiește studiourile Cinecittà, cea mai mare facilitate de producție de film și televiziune din Europa continentală și centrul cinematografiei italiene, unde sunt filmate multe dintre cele mai mari succese de box office de astăzi. Complexul de studiouri, care se întinde pe 40 de hectare, se află la 9 km de centrul Romei și face parte din una dintre cele mai mari comunități de producție din lume, a doua după Hollywood, cu peste 5.000 de profesioniști – de la creatori de costume de epocă la specialiști în efecte vizuale. Peste 3.000 de producții au fost realizate aici.
Fondat în 1937 de Benito Mussolini, studiourile au fost bombardate de Aliații Occidentali în timpul celui de-al Doilea Război Mondial. În anii 1950, Cinecittà a fost locația de filmare pentru mai multe producții mari americane și a devenit ulterior studioul cel mai strâns asociat cu Federico Fellini. Astăzi, Cinecittà este singurul studio din lume care oferă facilități complete de pre-producție, producție și post-producție pe un singur teren, permițând regizorilor și producătorilor să intre cu scenariul și să "iasă" cu un film complet.

### Sport

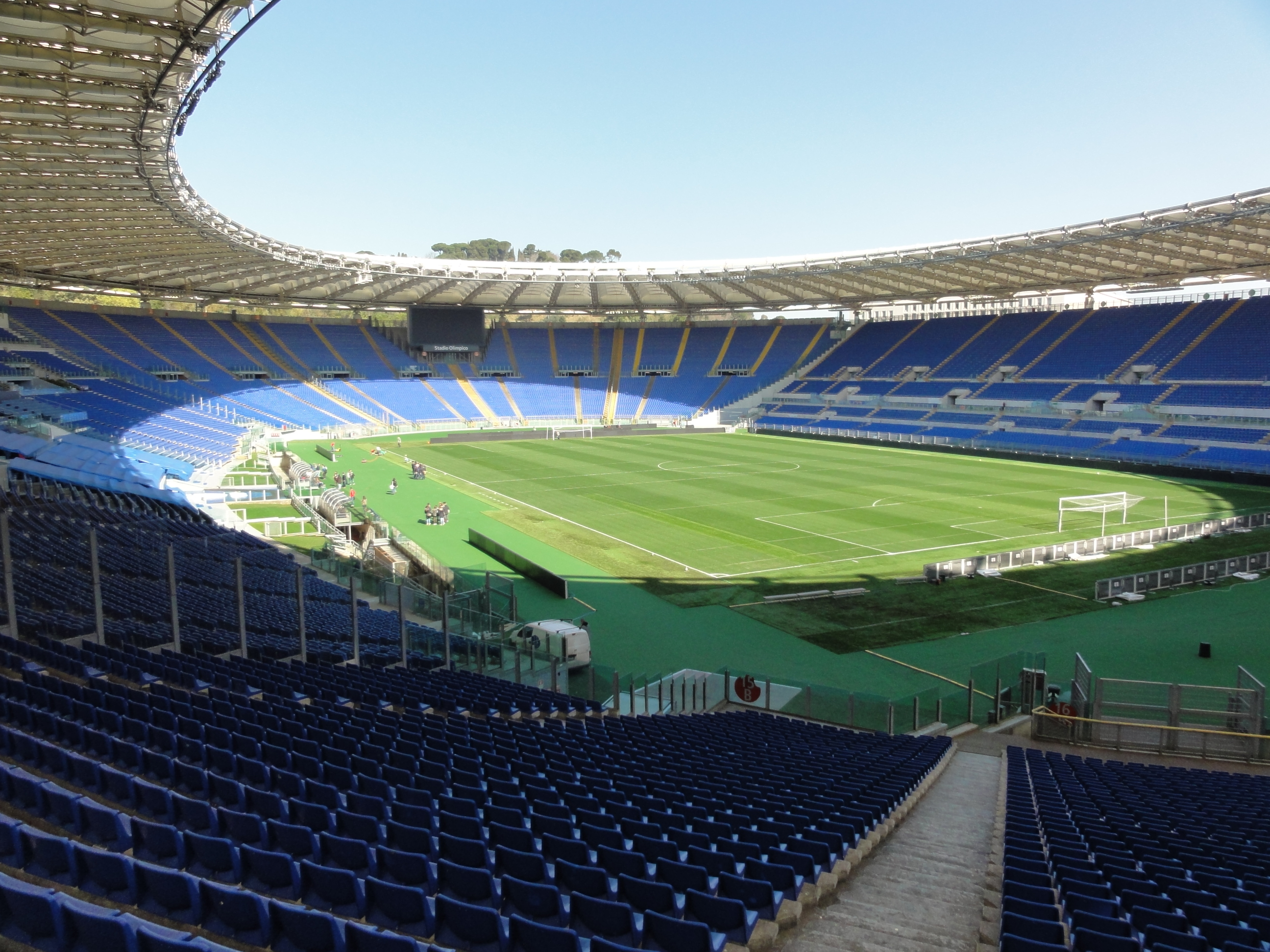
Stadio Olimpico, casa lui AS Roma și SS Lazio, este unul dintre cele mai mari stadioane sportive din Europa, cu o capacitate de peste 70.000 de locuri.

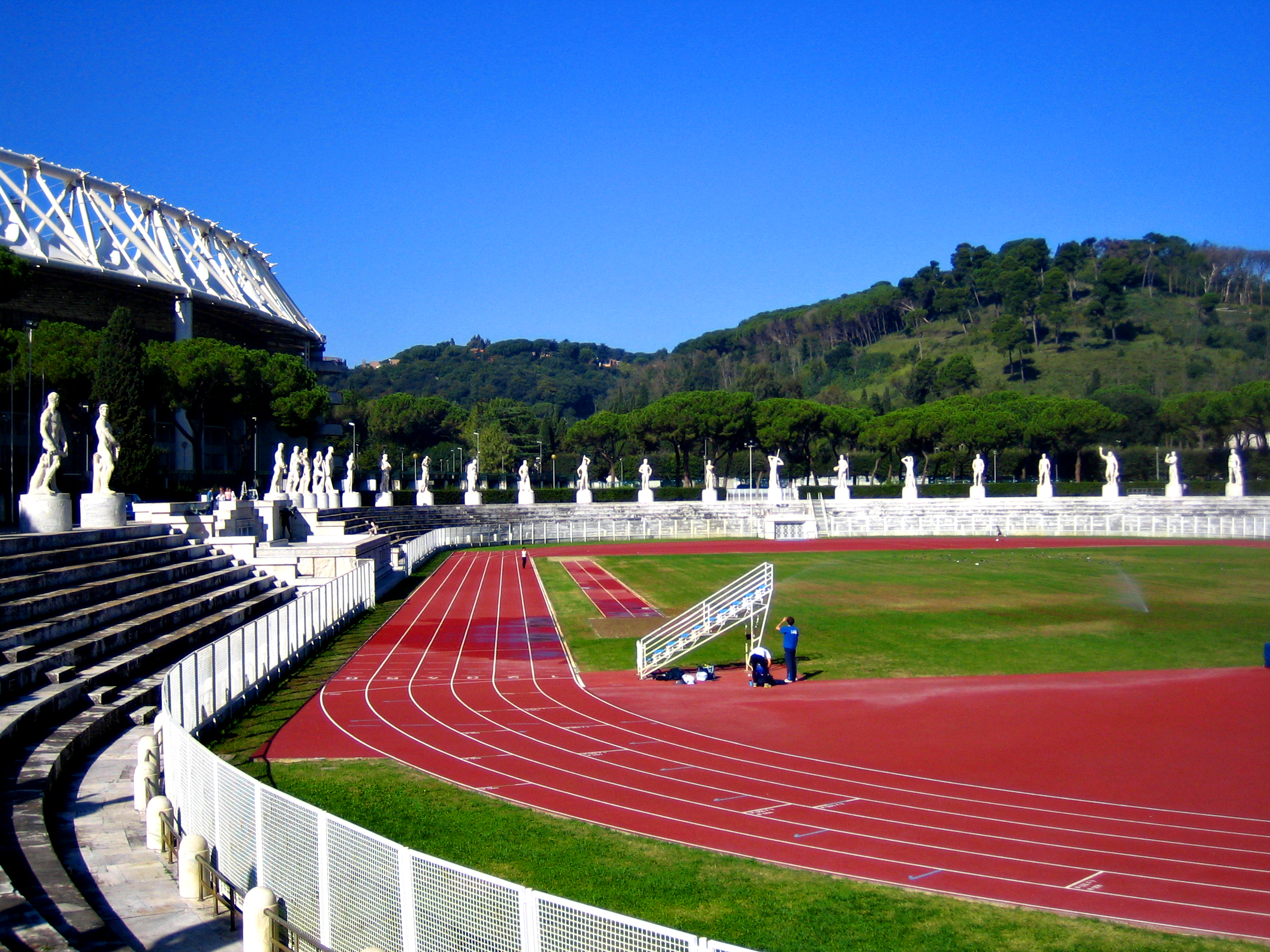
Stadionul dei Marmi

Fotbalul este cel mai popular sport în Roma, la fel ca în restul țării. Orașul a găzduit finalele Cupei Mondiale FIFA din 1934 și 1990. Ultima a avut loc pe Stadio Olimpico, care este și stadionul de casă împărțit de cluburile locale din Serie A, SS Lazio, fondat în 1900, și AS Roma, fondat în 1927. Rivalitatea dintre aceste două echipe în Derby della Capitale a devenit un element de bază al culturii sportive romane. Fotbaliștii care joacă pentru aceste echipe și sunt, de asemenea, născuți în oraș tind să devină deosebit de populari, așa cum a fost cazul cu jucători precum Francesco Totti și Daniele De Rossi (ambii pentru AS Roma) și Alessandro Nesta (pentru SS Lazio).
Roma a găzduit Jocurile Olimpice de vară din 1960, cu mare succes, folosind multe situri antice, cum ar fi Villa Borghese și Termele lui Caracalla, ca locații pentru evenimente. Cu ocazia Jocurilor Olimpice au fost construite multe facilități noi, în special noul mare Stadion Olimpic (care a fost ulterior extins și renovat pentru a găzdui mai multe meciuri și finala Cupei Mondiale FIFA din 1990), Stadio Flaminio, Villaggio Olimpico (Satul Olimpic, creat pentru a găzdui sportivii și redezvoltat după jocuri ca un cartier rezidențial) etc. Roma a candidat pentru a găzdui Jocurile Olimpice de vară din 2020, dar candidatura a fost retrasă.
De asemenea, Roma a găzduit EuroBasket 1991 și este acasă pentru echipa de baschet recunoscută internațional, Virtus Roma. Rugby-ul câștigă tot mai multă popularitate. Până în 2011, Stadio Flaminio a fost stadionul de casă al echipei naționale de rugby a Italiei, care joacă în Turneul celor Șase Națiuni din 2000. Echipa joacă acum meciurile de acasă pe Stadio Olimpico, deoarece Stadio Flaminio are nevoie de lucrări de renovare pentru a îmbunătăți capacitatea și siguranța. Roma găzduiește echipe locale de rugby, cum ar fi Rugby Roma (câștigătoare a cinci campionate italiene), Unione Rugby Capitolina și S.S. Lazio Rugby 1927 (ramura de rugby a clubului polisportiv S.S. Lazio).
În fiecare mai, Roma găzduiește turneul de tenis ATP Masters Series pe terenurile de zgură de la Foro Italico. Ciclismul era popular în perioada postbelică, deși popularitatea sa a scăzut. Roma a găzduit ultima etapă a Giro d'Italia de trei ori, în 1911, 1950 și 2009. Alte echipe sportive locale includ echipe de volei (M. Roma Volley), handbal sau polo pe apă.

## Transport

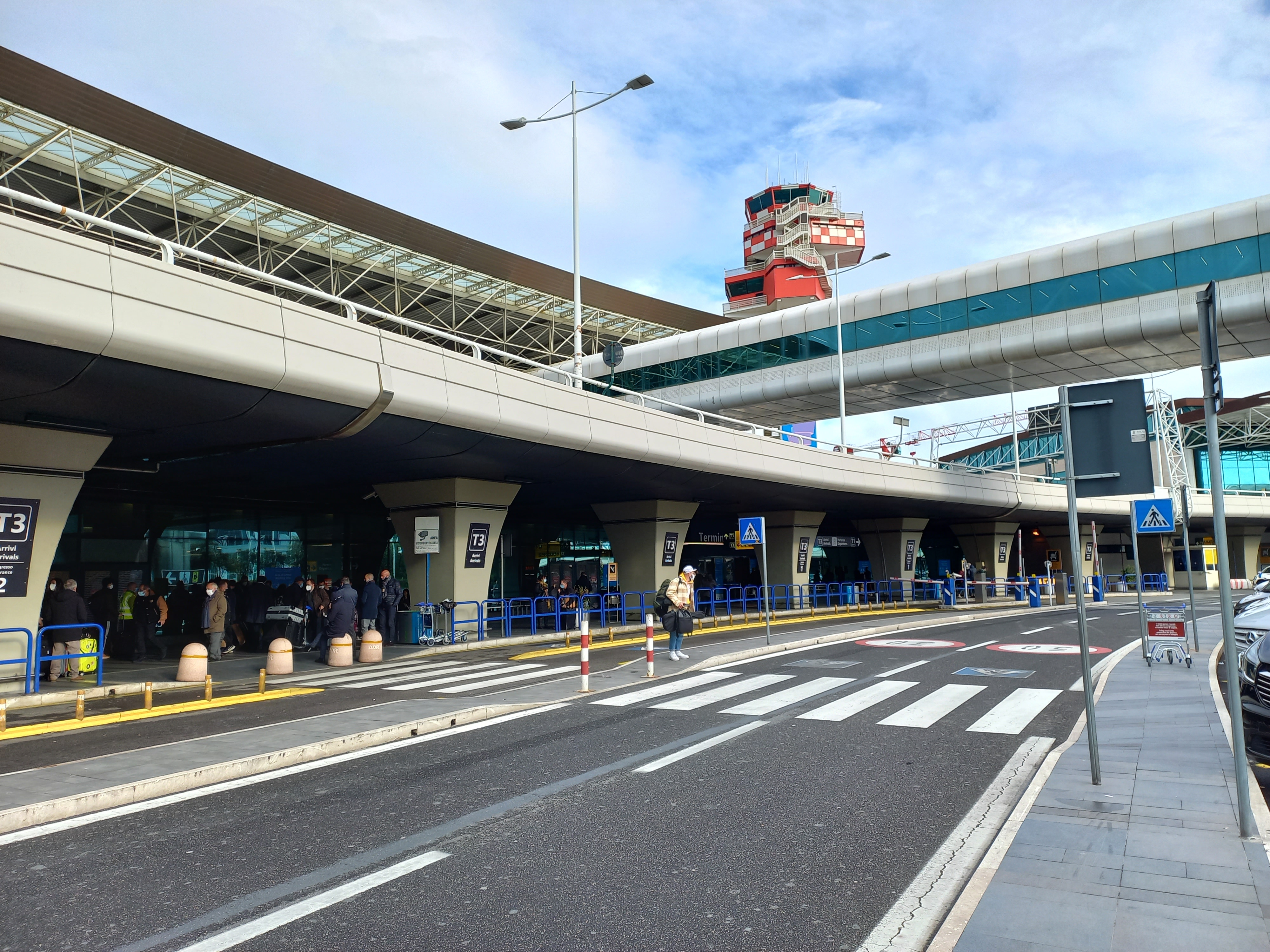
Aeroportul Leonardo da Vinci-Fiumicino.

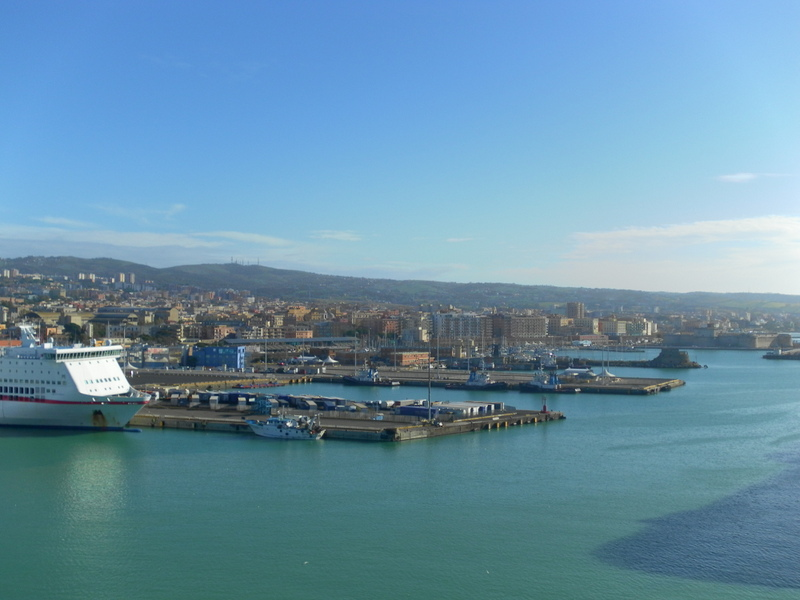
Portul Civitavecchia

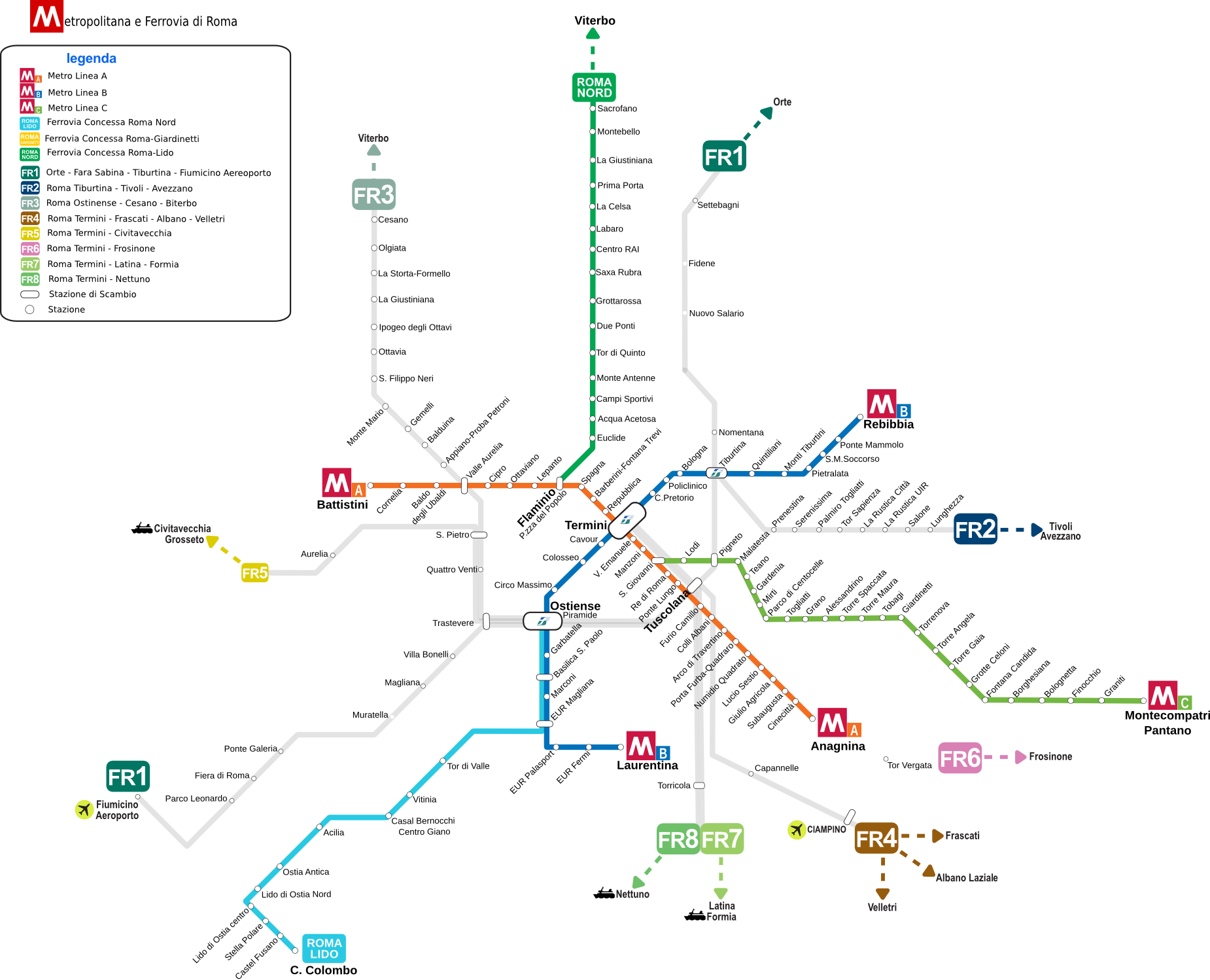
Harta metroului Roma, 2016

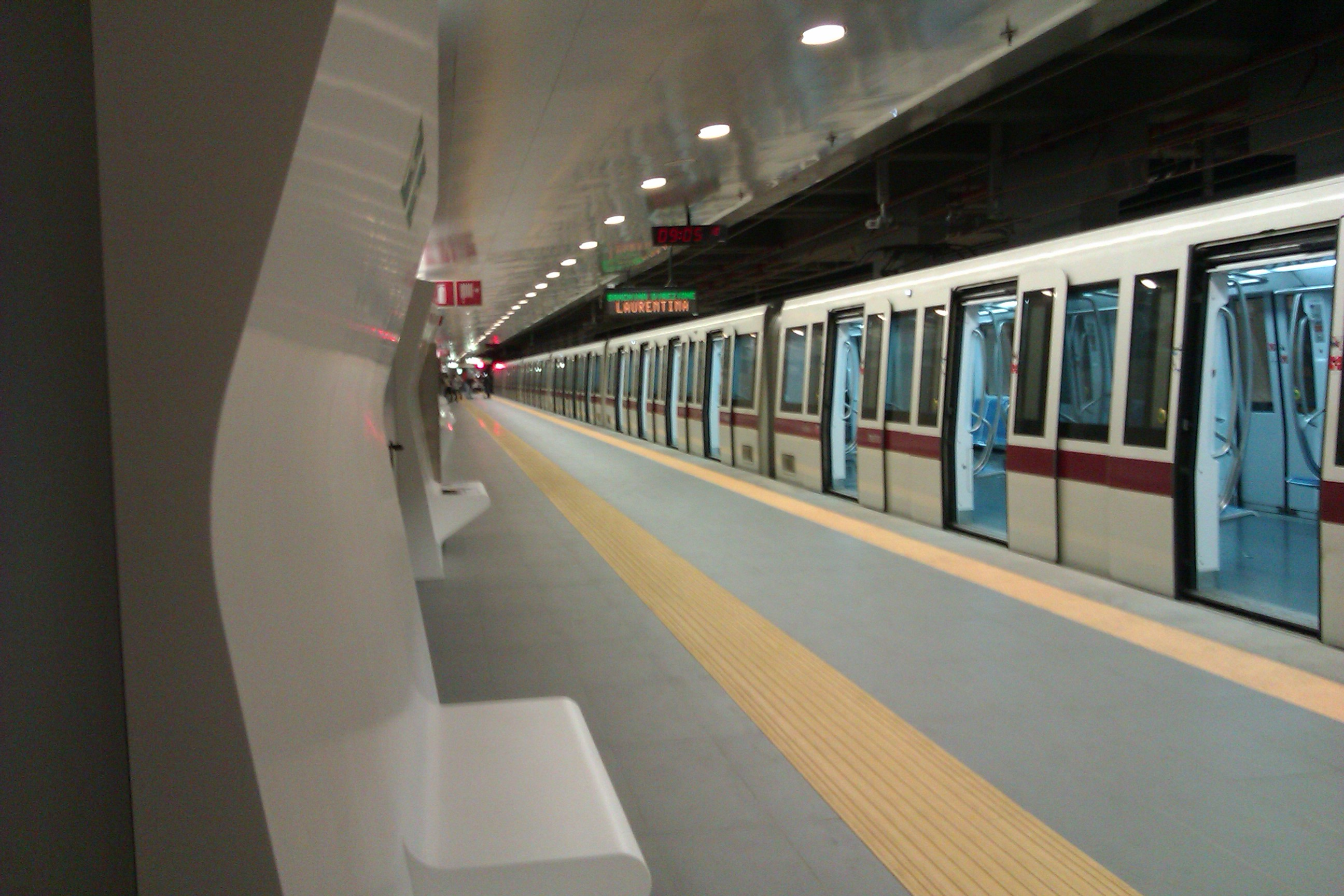
Stația de metrou Conca d'Oro

Roma se află în centrul rețelei radiale de drumuri care urmează aproximativ traseele vechilor drumuri romane, care porneau de la Colina Capitolină și conectau Roma cu imperiul său. Astăzi, Roma este înconjurată, la o distanță de aproximativ 10 km de Capitoliu, de șoseaua de centură (Grande Raccordo Anulare sau GRA).
Datorită amplasării sale în centrul peninsulei italiene, Roma este principalul nod feroviar pentru Italia centrală. Gara principală a orașului, Termini, este una dintre cele mai mari gări din Europa și cea mai utilizată din Italia, cu aproximativ 400 de mii de călători care trec zilnic prin ea. A doua cea mai mare gară din oraș, Roma Tiburtina, a fost redezvoltată ca un terminal pentru trenurile de mare viteză. Pe lângă trenurile de mare viteză frecvente care leagă Roma de toate marile orașe italiene, Roma este conectată noaptea prin servicii de tren cu vagoane de dormit cu Sicilia și la nivel internațional cu servicii de tren de noapte către München și Viena.
Roma este deservită de trei aeroporturi. Aeroportul Internațional Leonardo da Vinci, principalul aeroport al Italiei, este situat în apropiere de Fiumicino, la sud-vest de Roma. Aeroportul mai vechi, Roma Ciampino, este un aeroport mixt civil și militar. Este denumit în mod obișnuit „Aeroportul Ciampino”, deoarece este situat lângă Ciampino, la sud-est de Roma. Un al treilea aeroport, Aeroportul Roma Urbe, este un mic aeroport cu trafic redus situat la aproximativ 6 km nord de centrul orașului, care gestionează majoritatea zborurilor private și cu elicoptere. Principalul sistem aeroportuar al orașului (compus din Fiumicino și Ciampino), cu 32,8 milioane de pasageri transportați în 2022, este al doilea cel mai aglomerat sistem aeroportuar din Italia.
Deși orașul are propriul cartier pe malul Mării Mediterane (Lido di Ostia), acesta are doar o marină și un mic port pentru bărci de pescuit. Principalul port care deservește Roma este Portul Civitavecchia, situat la aproximativ 62 km nord-vest de oraș.
Orașul suferă de probleme de trafic, în mare parte din cauza acestui model stradal radial, ceea ce face dificilă deplasarea romanilor din apropierea uneia dintre șoselele radiale către alta fără a intra în centrul istoric sau a folosi șoseaua de centură. Aceste probleme nu sunt ajutate de dimensiunea limitată a sistemului de metrou din Roma, comparativ cu alte orașe de dimensiuni similare. Roma are doar 21 de taxiuri la fiecare 10.000 de locuitori, mult sub media altor mari orașe europene. Congestia cronică cauzată de mașini în anii 1970 și 1980 a dus la impunerea unor restricții privind accesul vehiculelor în centrul orașului în timpul zilei. Zonele în care se aplică aceste restricții sunt cunoscute sub numele de Zone cu Trafic Limitat (Zona a Traffico Limitato - ZTL). Mai recent, traficul intens nocturn în Trastevere, Testaccio și San Lorenzo a dus la crearea unor ZTL nocturne în aceste districte.
Un sistem de metrou cu trei linii numit Metropolitana operează în Roma. Construcția primei ramuri a început în anii 1930. Linia fusese planificată pentru a conecta rapid gara principală cu zona nou planificată E42 din suburbiile sudice, unde în 1942 urma să aibă loc Expoziția Mondială. Evenimentul nu a avut loc din cauza războiului, dar zona a fost parțial reproiectată și redenumită Esposizione Universale Roma în anii 1950 pentru a servi drept un district modern de afaceri. Linia a fost deschisă în cele din urmă în 1955 și acum constituie partea sudică a liniei B.
Linia A a fost deschisă în 1980, între stațiile Ottaviano și Anagnina, fiind ulterior extinsă în etape (1999–2000) până la Battistini. În anii 1990, a fost deschisă o extensie a liniei B de la Termini la Rebibbia. Liniile A și B se intersectează la stația Roma Termini. O nouă ramură a liniei B (B1) a fost deschisă la 13 iunie 2012, după un cost estimat de construcție de 500 milioane de euro. Linia B1 se conectează cu linia B la Piazza Bologna și are patru stații pe o distanță de 3,9 km.
O a treia linie, linia C, este în construcție, cu un cost estimat de 3 miliarde de euro și va avea 30 de stații pe o distanță de 25,5 km. Aceasta va înlocui parțial linia feroviară existentă Termini-Pantano. Linia va avea trenuri complet automatizate, fără șofer. Prima secțiune, cu 15 stații care conectează Pantano cu cartierul Centocelle din partea de est a orașului, a fost deschisă pe 9 noiembrie 2014. Finalizarea lucrărilor era programată pentru 2015, dar descoperirile arheologice întârzie adesea lucrările subterane de construcție.
O a patra linie, linia D, este de asemenea planificată. Va avea 22 de stații pe o distanță de 20 km. Prima secțiune era proiectată să fie deschisă în 2015, iar secțiunile finale înainte de 2035, dar din cauza crizei financiare a orașului, proiectul a fost pus în așteptare.
Transportul public de suprafață în Roma este format dintr-o rețea de autobuze, tramvaie și trenuri urbane (liniile FR). Rețeaua de autobuze are peste 350 de linii de autobuz și peste opt mii de stații de autobuz, în timp ce sistemul de tramvaie, mai limitat, are 39 km de șine și 192 de stații. Există și troleibuze.

## Proverbe despre Roma
- Toate drumurile duc la Roma. (Tutte le strade portano a Roma.)